# Olympische Geschichte Neuseelands
| Gelbes Symbol für Goldmedaillen mit stilisierten Olympischen Ringen | Graues Symbol für Silbermedaillen mit stilisierten Olympischen Ringen | Braundes Symbol für Bronzemedaillen mit stilisierten Olympischen Ringen |
| ------------------------------------------------------------------- | --------------------------------------------------------------------- | ----------------------------------------------------------------------- |
| 48                                                                  | 29                                                                    | 46                                                                      |

Neuseeland, dessen NOK, das New Zealand Olympic Committee, 1911 gegründet wurde, nahm an allen Sommerspielen seit 1920 teil. 1908 und 1912 waren australische und neuseeländische Athleten zusammen unter der Bezeichnung Australasien angetreten. Bei den Winterspielen war Neuseeland erstmals 1952 vertreten. Bis auf 1956 und 1964 wurden neuseeländische Sportler zu allen folgenden Winterspielen geschickt. Jugendliche Sportler wurden zu allen bislang ausgetragenen Olympischen Jugendspielen geschickt.

## Allgemeines

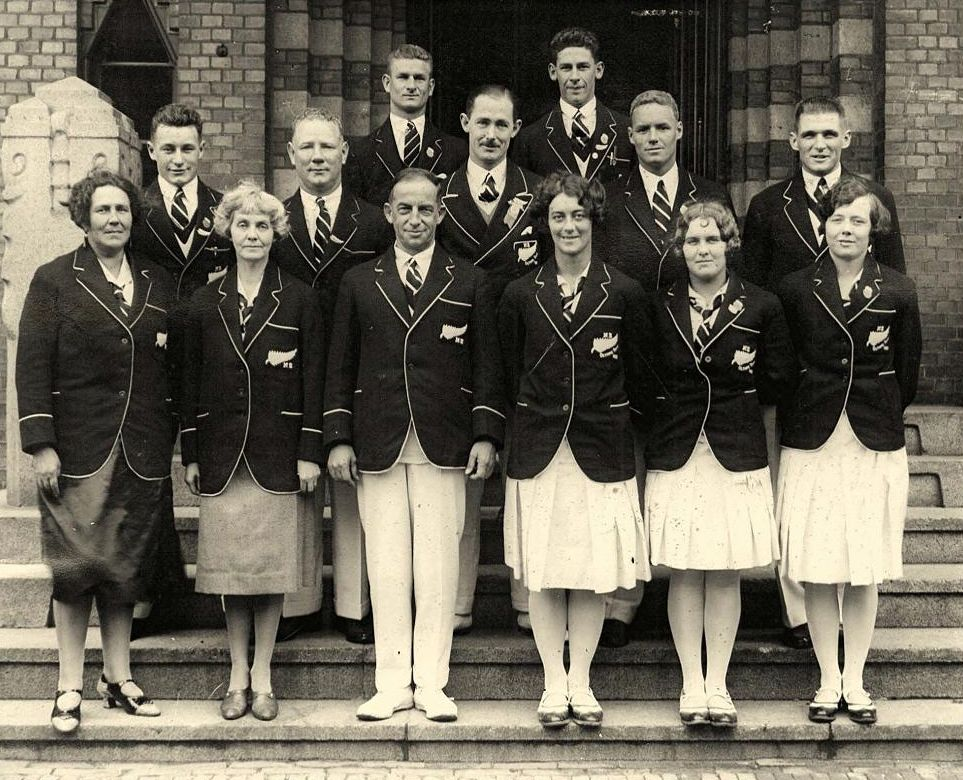
Neuseelands Olympiamannschaft von 1928. Hintere Reihe (v. l. n. r.): Moorhouse, Lay; mittlere Reihe: Morgan, Masseur Dickinson, Porritt, Lindsay, Cleverley; vordere Reihe: Begleiterin Miller, Begleiterin Amos, Chef de Mission Amos, Stockley, Miller, Wilson

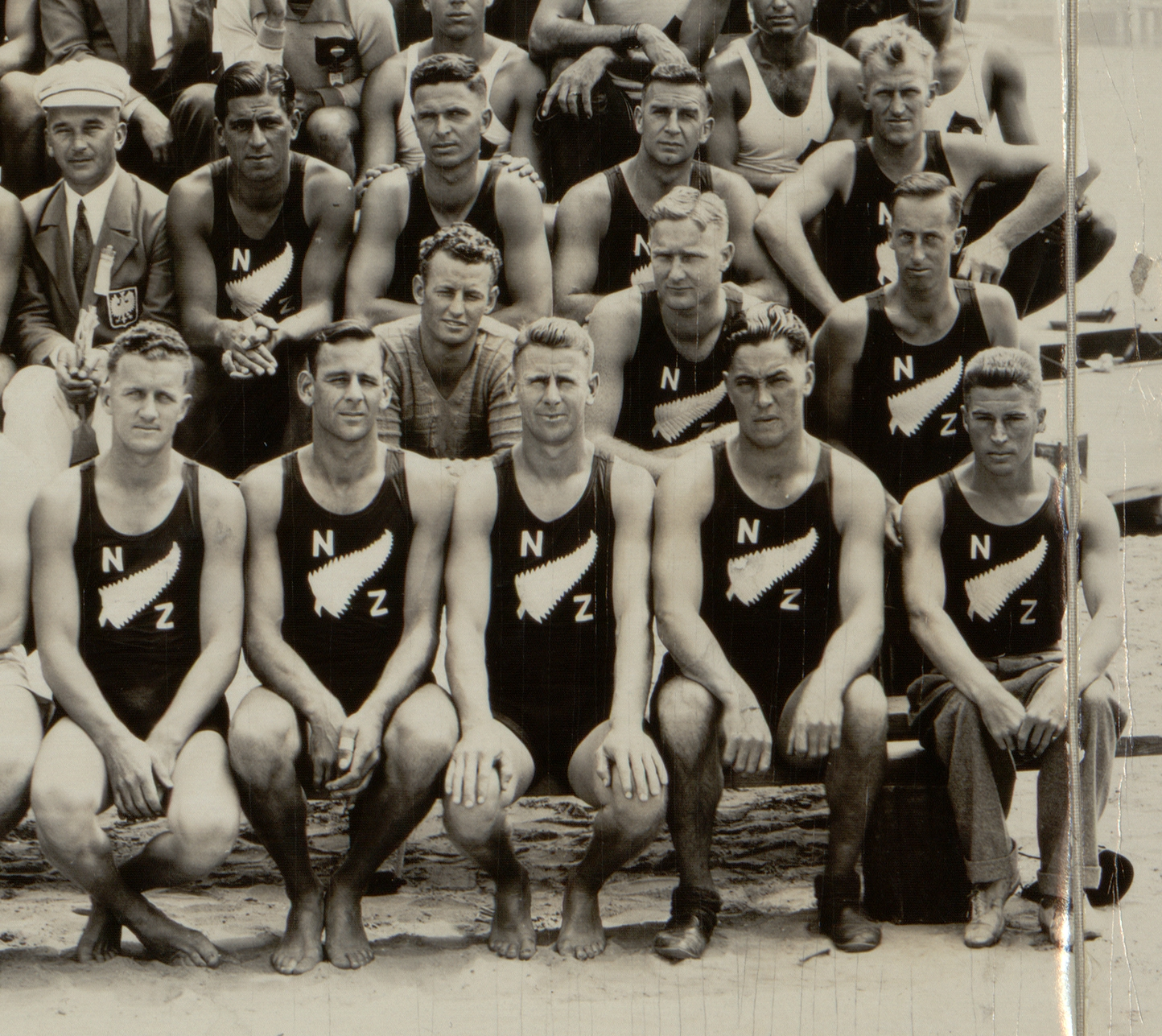
Die neuseeländische Rudermannschaft von 1932

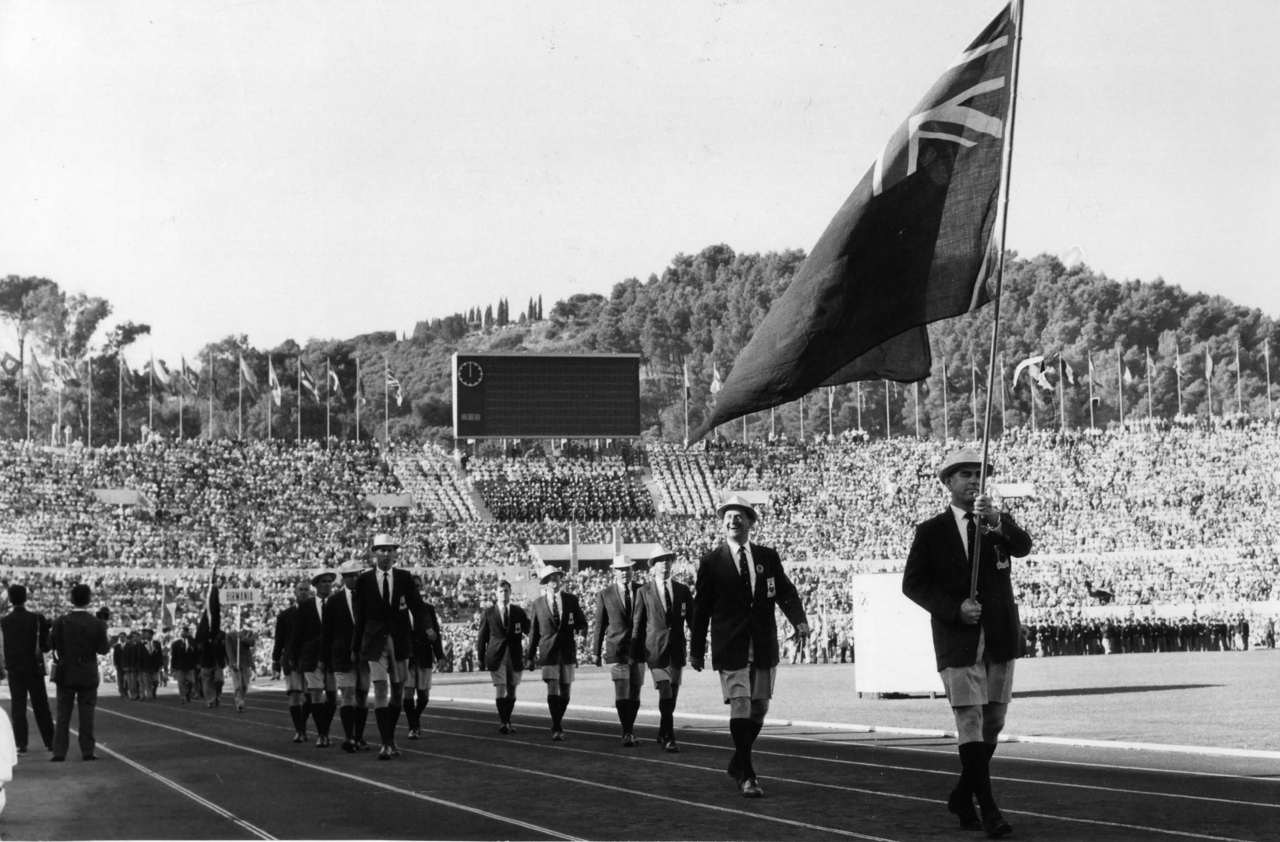
Neuseeland beim Einmarsch der Nationen 1960 in Rom

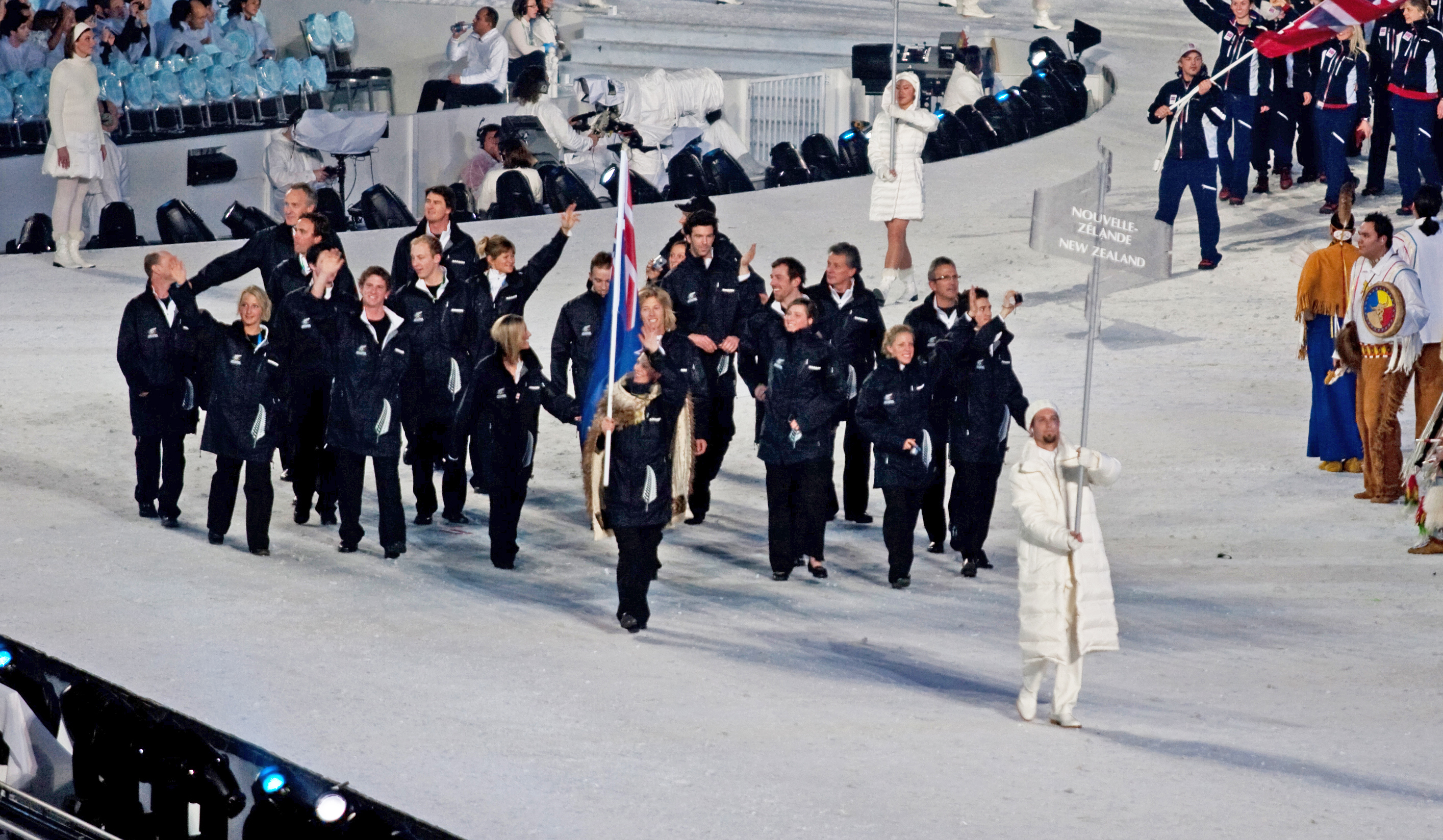
Neuseeland beim Einmarsch der Nationen 2010 in Vancouver

Seit 1920 ist Neuseeland bei Olympischen Spielen vertreten. Der erste Neuseeländer bei Olympischen Spielen war jedoch schon 1900 in Paris dabei, also noch bevor Neuseeland zu einer britischen Dominion wurde. In einer zu der Zeit typischen gemischten Mannschaft trat Victor Lindberg im Wasserball an. Er war Mannschaftsmitglied des britischen Osborne Swimming Club aus Manchester, der an dem olympischen Wasserballturnier teilnahm. Lindberg wurde in einem Vorrundenspiel gegen den französischen Verein Tritons Lilloise eingesetzt. Das Spiel wurde mit 12:0 gewonnen. Die britische Mannschaft gewann später die Goldmedaille, somit ist Lindberg zugleich auch der erste neuseeländische Medaillengewinner und Olympiasieger. Da er aber nicht für ein neuseeländisches NOK startete, sondern für einen britischen Verein, wird Lindberg auch nicht als Mitglied einer neuseeländischen Olympiamannschaft gewertet.
Der erste Olympionike Neuseelands, der Mitglied einer Olympiamannschaft Neuseelands war, war am 15. August 1920 der Leichtathlet George Davidson. Am 23. August nahm mit der Schwimmerin Violet Walrond die erste Frau Neuseelands an Olympischen Spielen teil.
Der erste Medaillengewinner Neuseelands war 1920 der Ruderer Darcy Hadfield, der im Einer die Bronzemedaille gewann. Der erste Olympiasieger des Landes war am 11. August 1928 in Amsterdam der Boxer Ted Morgan, der den Wettbewerb im Weltergewicht für sich entscheiden konnte. Die erste Frau Neuseelands, die eine olympische Medaille gewinnen konnte, war 1952 die Leichtathletin Yvette Williams. In Helsinki gewann sie den Weitsprung, womit sie zugleich die erste neuseeländische Olympiasiegerin war.
Die Skirennfahrerin Annette Johnson war am 14. Februar 1952 die erste Winterolympionikin Neuseelands. Einen Tag später folgten ihr mit Herbert Familton und William Hunt die ersten Männer. Neuseeland konnte bislang eine Medaille bei Olympischen Winterspielen gewinnen. 1992 in Albertville gewann Annelise Coberger Silber im Slalom. Diese Silbermedaille war die erste Wintermedaille, die von einem Sportler bzw. einer Sportlerin von der südlichen Hemisphäre gewonnen wurde.
Neuseelands Teilnahme an den Sommerspielen 1976 führte zu einem Boykott von 16 afrikanischen Ländern, weil die neuseeländische Rugby-Union-Nationalmannschaft gegen den internationalen Sportbann gegen den Apartheidstaat Südafrika verstieß und dort antrat.
Die erfolgreichsten Sportler Neuseelands sind Kanuten. Ian Ferguson und Paul MacDonald gewannen beide 1984 und 1988 jeweils fünf Medaillen. Während Ferguson vier Gold- und eine Silbermedaille gewann, holte MacDonald drei Gold, eine Silber- und eine Bronzemedaille. Auch der Reiter Mark Todd konnte fünf Medaillen gewinnen. Er holte zwei Gold- und drei Bronzemedaillen. Der Leichtathlet Peter Snell wurde drei Mal Olympiasieger. Er war 1964 in Tokio der erste neuseeländische Doppelolympiasieger.
Rudern und Leichtathletik sind die erfolgreichsten Sportarten Neuseelands. In beiden Sportarten wurden 24 Medaillen gewonnen. Im Rudern wurden elf Gold-, drei Silber- und zehn Bronzemedaillen geholt, in der Leichtathletik zehn Gold-, drei Silber und elf Bronzemedaillen. Knapp hinter beiden Sportarten liegt Segeln als dritterfolgreichste Sportart. 22 Medaillen, davon neun Gold-, sieben Silber- und sechs Bronzemedaillen, konnten neuseeländische Segler gewinnen.
Die meisten Olympiasiege (acht) gelangen 1984 in Los Angeles. Die meisten Medaillen (18) wurden 2016 in Rio de Janeiro geholt, darunter vier Gold-, neun Silber- und fünf Bronzemedaillen.
Neuseeland hat drei IOC-Mitglieder. 2010 wurde der ehemalige Hockeyspieler Barry Maister, Olympiasieger von 1976, zum IOC-Mitglied gewählt. Er ist Mitglied der Kommissionen für olympische Bildung und olympisches Programm. 2016 folgte die BMX-Fahrerin Sarah Walker, Silbermedaillengewinnerin von 2012. Sie ist Mitglied der Kommission für Nachhaltigkeit und Vermächtnis, der Kommission für Frauensport sowie der Athletenkommission.

## Übersicht der Teilnahmen

### Sommerspiele
| Jahr      | Athleten           | Athleten           | Athleten           | Sportarten         | Sportarten         | Sportarten         | Sportarten         | Sportarten         | Sportarten         | Sportarten         | Sportarten         | Sportarten         | Sportarten         | Sportarten         | Sportarten         | Sportarten         | Sportarten         | Sportarten         | Sportarten         | Sportarten         | Sportarten         | Sportarten         | Sportarten         | Sportarten         | Sportarten         | Sportarten         | Sportarten         | Sportarten         | Sportarten         | Sportarten         | Sportarten         | Sportarten         | Sportarten         | Sportarten         | Sportarten         | Sportarten         | Sportarten         | Medaillen          | Medaillen          | Medaillen          | Medaillen          | Rang               |
| Jahr      | ∑                  |                    |                    |                    |                    |                    |                    |                    |                    |                    |                    |                    |                    |                    |                    |                    |                    |                    |                    |                    |                    |                    |                    |                    |                    |                    |                    |                    |                    |                    |                    |                    |                    |                    |                    |                    |                    |                    |                    |                    | Medaillen – Gesamt | Rang               |
| --------- | ------------------ | ------------------ | ------------------ | ------------------ | ------------------ | ------------------ | ------------------ | ------------------ | ------------------ | ------------------ | ------------------ | ------------------ | ------------------ | ------------------ | ------------------ | ------------------ | ------------------ | ------------------ | ------------------ | ------------------ | ------------------ | ------------------ | ------------------ | ------------------ | ------------------ | ------------------ | ------------------ | ------------------ | ------------------ | ------------------ | ------------------ | ------------------ | ------------------ | ------------------ | ------------------ | ------------------ | ------------------ | ------------------ | ------------------ | ------------------ | ------------------ | ------------------ |
| 1896–1948 | nicht teilgenommen | nicht teilgenommen | nicht teilgenommen | nicht teilgenommen | nicht teilgenommen | nicht teilgenommen | nicht teilgenommen | nicht teilgenommen | nicht teilgenommen | nicht teilgenommen | nicht teilgenommen | nicht teilgenommen | nicht teilgenommen | nicht teilgenommen | nicht teilgenommen | nicht teilgenommen | nicht teilgenommen | nicht teilgenommen | nicht teilgenommen | nicht teilgenommen | nicht teilgenommen | nicht teilgenommen | nicht teilgenommen | nicht teilgenommen | nicht teilgenommen | nicht teilgenommen | nicht teilgenommen | nicht teilgenommen | nicht teilgenommen | nicht teilgenommen | nicht teilgenommen | nicht teilgenommen | nicht teilgenommen | nicht teilgenommen | nicht teilgenommen | nicht teilgenommen | nicht teilgenommen | nicht teilgenommen | nicht teilgenommen | nicht teilgenommen | nicht teilgenommen | nicht teilgenommen |
| 1920      | 4                  | 3                  | 1                  |                    |                    |                    |                    |                    |                    |                    |                    |                    |                    |                    |                    |                    | 2                  |                    |                    |                    |                    |                    | 1                  |                    | 1                  |                    |                    |                    |                    |                    |                    |                    |                    |                    |                    |                    |                    |                    |                    | 1                  | 1                  | 22                 |
| 1924      | 4                  | 3                  | 1                  |                    |                    |                    |                    | 1                  |                    |                    |                    |                    |                    |                    |                    |                    | 1                  |                    |                    |                    |                    |                    |                    |                    | 2                  |                    |                    |                    |                    |                    |                    |                    |                    |                    |                    |                    |                    |                    |                    | 1                  | 1                  | 23                 |
| 1928      | 9                  | 61                 | 3                  |                    |                    |                    |                    | 2                  |                    |                    |                    |                    |                    |                    |                    |                    | 3                  |                    |                    |                    |                    |                    |                    |                    | 4                  |                    |                    |                    |                    |                    |                    |                    |                    |                    |                    |                    |                    | 1                  |                    |                    | 1                  | 24                 |
| 1932      | 21                 | 20                 | 1                  |                    |                    |                    |                    | 3                  |                    |                    |                    |                    |                    |                    |                    |                    | 6                  |                    | 1                  |                    |                    |                    | 11                 |                    |                    |                    |                    |                    |                    |                    |                    |                    |                    |                    |                    |                    |                    |                    | 1                  |                    | 1                  | 22                 |
| 1936      | 7                  | 7                  | 0                  |                    |                    |                    |                    | 3                  |                    |                    |                    |                    |                    |                    |                    |                    | 3                  |                    | 1                  |                    |                    |                    |                    |                    |                    |                    |                    |                    |                    |                    |                    |                    |                    |                    |                    |                    |                    | 1                  |                    |                    | 1                  | 20                 |
| 1948      | 7                  | 6                  | 1                  |                    |                    |                    |                    | 1                  |                    |                    | 1                  |                    |                    |                    |                    |                    | 3                  |                    | 1                  |                    |                    |                    |                    |                    | 1                  |                    |                    |                    |                    |                    |                    |                    |                    |                    |                    |                    |                    |                    |                    |                    |                    |                    |
| 1952      | 14                 | 12                 | 2                  |                    |                    |                    |                    |                    |                    |                    | 1                  |                    |                    |                    |                    |                    | 4                  |                    | 2                  |                    |                    |                    | 5                  |                    | 2                  |                    |                    |                    |                    |                    |                    |                    |                    |                    |                    |                    |                    | 1                  |                    | 2                  | 3                  | 24                 |
| 1956      | 51                 | 43                 | 8                  |                    |                    |                    |                    | 2                  |                    |                    | 1                  |                    | 14                 |                    |                    |                    | 9                  |                    | 6                  |                    | 1                  |                    | 8                  |                    | 5                  | 5                  |                    |                    |                    |                    |                    |                    |                    |                    |                    |                    |                    | 2                  |                    |                    | 2                  | 16                 |
| 1960      | 37                 | 33                 | 4                  |                    |                    |                    |                    |                    | 1                  |                    | 1                  |                    | 14                 |                    |                    |                    | 14                 |                    | 1                  | 1                  | 1                  |                    | 1                  |                    |                    | 3                  |                    |                    |                    |                    |                    |                    |                    |                    |                    |                    |                    | 2                  |                    | 1                  | 3                  | 14                 |
| 1964      | 64                 | 56                 | 8                  |                    |                    |                    |                    | 2                  |                    |                    | 1                  |                    | 14                 |                    |                    |                    | 14                 |                    | 5                  | 3                  | 2                  |                    | 15                 |                    | 2                  | 3                  |                    |                    |                    |                    |                    |                    |                    |                    |                    | 3                  |                    | 3                  |                    | 2                  | 5                  | 12                 |
| 1968      | 52                 | 47                 | 5                  |                    |                    |                    |                    |                    |                    |                    | 2                  |                    | 13                 |                    |                    |                    | 9                  |                    | 5                  |                    |                    |                    | 14                 | 2                  | 4                  | 3                  |                    |                    |                    |                    |                    |                    |                    |                    |                    |                    |                    | 1                  |                    | 2                  | 3                  | 27                 |
| 1972      | 89                 | 82                 | 7                  |                    |                    |                    | 1                  | 2                  |                    |                    | 3                  |                    | 15                 | 1                  | 2                  |                    | 16                 |                    | 8                  |                    | 1                  |                    | 19                 | 4                  | 6                  | 9                  |                    |                    |                    |                    |                    |                    |                    |                    |                    | 2                  |                    | 1                  | 1                  | 1                  | 3                  | 23                 |
| 1976      | 80                 | 71                 | 9                  |                    |                    |                    |                    | 2                  |                    |                    | 3                  |                    | 14                 |                    | 4                  |                    | 10                 |                    | 4                  | 1                  | 2                  |                    | 18                 | 4                  | 9                  | 8                  |                    |                    |                    |                    |                    |                    |                    |                    |                    |                    | 1                  | 2                  | 1                  | 1                  | 4                  | 18                 |
| 1980      | 4                  | 4                  | 0                  |                    |                    |                    |                    |                    |                    |                    |                    |                    |                    |                    | 3                  |                    |                    | 1                  |                    |                    |                    |                    |                    |                    |                    |                    |                    |                    |                    |                    |                    |                    |                    |                    |                    |                    |                    |                    |                    |                    |                    |                    |
| 1984      | 130                | 98                 | 32                 |                    |                    |                    | 3                  | 2                  | 2                  |                    | 3                  |                    | 32                 | 3                  | 6                  |                    | 14                 |                    | 7                  | 5                  | 3                  |                    | 22                 | 3                  | 10                 | 11                 |                    |                    |                    |                    |                    |                    |                    |                    |                    | 1                  | 3                  | 8                  | 1                  | 2                  | 11                 | 8                  |
| 1988      | 83                 | 67                 | 16                 |                    |                    |                    | 1                  |                    | 1                  |                    | 1                  |                    |                    | 2                  | 7                  |                    | 6                  |                    | 13                 | 8                  | 2                  |                    | 12                 | 4                  | 7                  | 13                 |                    |                    |                    |                    |                    | 2                  | 3                  |                    |                    | 1                  |                    | 3                  | 2                  | 8                  | 13                 | 18                 |
| 1992      | 134                | 92                 | 42                 | 4                  |                    |                    | 1                  | 3                  | 1                  |                    |                    |                    | 31                 | 4                  | 8                  |                    | 13                 |                    | 14                 | 6                  | 2                  |                    | 12                 | 3                  | 11                 | 17                 |                    |                    |                    |                    |                    | 3                  |                    |                    |                    |                    | 1                  | 1                  | 4                  | 5                  | 10                 | 28                 |
| 1996      | 95                 | 66                 | 29                 | 2                  |                    | 2                  | 1                  | 1                  |                    |                    |                    |                    |                    | 2                  | 1                  |                    | 18                 |                    | 17                 | 6                  |                    |                    | 11                 | 2                  | 14                 | 16                 |                    |                    |                    |                    |                    | 1                  | 1                  |                    |                    |                    |                    | 3                  | 2                  | 1                  | 6                  | 26                 |
| 2000      | 147                | 77                 | 70                 |                    | 24                 |                    | 2                  | 1                  |                    |                    | 2                  |                    | 16                 | 4                  |                    |                    | 8                  |                    | 17                 | 7                  | 3                  |                    | 6                  | 7                  | 8                  | 18                 | 15                 |                    |                    |                    |                    | 3                  |                    |                    | 4                  | 2                  |                    | 1                  |                    | 3                  | 4                  | 46                 |
| 2004      | 148                | 81                 | 67                 | 2                  | 24                 |                    | 1                  | 1                  | 1                  |                    |                    |                    | 32                 | 1                  | 2                  |                    | 13                 |                    | 16                 | 10                 |                    |                    | 11                 | 2                  | 13                 | 12                 |                    |                    |                    |                    | 1                  | 2                  |                    |                    | 4                  |                    |                    | 3                  | 2                  |                    | 5                  | 24                 |
| 2008      | 178                | 96                 | 82                 | 3                  | 12                 |                    |                    |                    |                    | 33                 | 2                  |                    | 32                 |                    | 5                  |                    | 10                 |                    | 16                 | 9                  |                    |                    | 16                 | 4                  | 17                 | 9                  |                    |                    |                    |                    | 3                  |                    | 1                  |                    | 6                  |                    |                    | 3                  | 2                  | 4                  | 9                  | 25                 |
| 2012      | 178                | 96                 | 82                 |                    |                    |                    |                    | 2                  |                    | 31                 | 1                  |                    | 32                 | 1                  | 8                  |                    | 8                  |                    | 21                 | 6                  |                    |                    | 26                 | 1                  | 16                 | 15                 |                    |                    |                    |                    | 3                  |                    | 1                  |                    | 6                  |                    |                    | 6                  | 2                  | 5                  | 13                 | 15                 |
| 2016      | 195                | 98                 | 97                 |                    |                    |                    |                    |                    |                    | 16                 | 2                  | 3                  | 32                 | 1                  | 8                  |                    | 14                 |                    | 18                 | 5                  |                    | 25                 | 36                 | 3                  | 9                  | 12                 |                    |                    |                    |                    | 1                  |                    | 2                  |                    | 4                  | 3                  | 1                  | 4                  | 9                  | 5                  | 18                 | 19                 |
| 2020      | 215                | 113                | 102                |                    |                    |                    |                    | 1                  |                    | 35                 | 4                  | 2                  | 36                 |                    | 8                  | 1                  | 13                 |                    | 19                 | 7                  |                    | 26                 | 30                 | 2                  | 7                  | 10                 |                    |                    | 2                  |                    | 1                  |                    | 2                  | 2                  | 4                  | 1                  | 1                  | 7                  | 6                  | 7                  | 20                 | 13                 |
| 2024      | 205                | 105                | 100                |                    |                    |                    |                    |                    |                    | 39                 | 1                  | 3                  | 19                 | 2                  | 12                 |                    | 17                 |                    | 23                 | 4                  | 1                  | 25                 | 20                 | 2                  | 9                  | 12                 |                    | 2                  | 2                  | 2                  |                    |                    | 2                  | 2                  | 4                  | 1                  | 1                  | 10                 | 7                  | 3                  | 20                 | 11                 |
| Gesamt    | Gesamt             | Gesamt             | Gesamt             | Gesamt             | Gesamt             | Gesamt             | Gesamt             | Gesamt             | Gesamt             | Gesamt             | Gesamt             | Gesamt             | Gesamt             | Gesamt             | Gesamt             | Gesamt             | Gesamt             | Gesamt             | Gesamt             | Gesamt             | Gesamt             | Gesamt             | Gesamt             | Gesamt             | Gesamt             | Gesamt             | Gesamt             | Gesamt             | Gesamt             | Gesamt             | Gesamt             | Gesamt             | Gesamt             | Gesamt             | Gesamt             | Gesamt             | Gesamt             | 63                 | 40                 | 54                 | 157                |                    |

### Winterspiele
| Jahr      | Athleten           | Athleten           | Athleten           | Sportarten         | Sportarten         | Sportarten         | Sportarten         | Sportarten         | Sportarten         | Sportarten         | Sportarten         | Sportarten         | Sportarten         | Sportarten         | Medaillen          | Medaillen          | Medaillen          | Medaillen          | Rang               |
| Jahr      | ∑                  |                    |                    |                    |                    |                    |                    |                    |                    |                    |                    |                    |                    |                    |                    |                    |                    | Medaillen – Gesamt | Rang               |
| --------- | ------------------ | ------------------ | ------------------ | ------------------ | ------------------ | ------------------ | ------------------ | ------------------ | ------------------ | ------------------ | ------------------ | ------------------ | ------------------ | ------------------ | ------------------ | ------------------ | ------------------ | ------------------ | ------------------ |
| 1924–1952 | nicht teilgenommen | nicht teilgenommen | nicht teilgenommen | nicht teilgenommen | nicht teilgenommen | nicht teilgenommen | nicht teilgenommen | nicht teilgenommen | nicht teilgenommen | nicht teilgenommen | nicht teilgenommen | nicht teilgenommen | nicht teilgenommen | nicht teilgenommen | nicht teilgenommen | nicht teilgenommen | nicht teilgenommen | nicht teilgenommen | nicht teilgenommen |
| 1952      | 3                  | 2                  | 1                  |                    |                    |                    |                    |                    |                    |                    |                    | 3                  |                    |                    |                    |                    |                    |                    |                    |
| 1956      | nicht teilgenommen | nicht teilgenommen | nicht teilgenommen | nicht teilgenommen | nicht teilgenommen | nicht teilgenommen | nicht teilgenommen | nicht teilgenommen | nicht teilgenommen | nicht teilgenommen | nicht teilgenommen | nicht teilgenommen | nicht teilgenommen | nicht teilgenommen | nicht teilgenommen | nicht teilgenommen | nicht teilgenommen | nicht teilgenommen | nicht teilgenommen |
| 1960      | 4                  | 2                  | 2                  |                    |                    |                    |                    |                    |                    |                    |                    | 4                  |                    |                    |                    |                    |                    |                    |                    |
| 1964      | nicht teilgenommen | nicht teilgenommen | nicht teilgenommen | nicht teilgenommen | nicht teilgenommen | nicht teilgenommen | nicht teilgenommen | nicht teilgenommen | nicht teilgenommen | nicht teilgenommen | nicht teilgenommen | nicht teilgenommen | nicht teilgenommen | nicht teilgenommen | nicht teilgenommen | nicht teilgenommen | nicht teilgenommen | nicht teilgenommen | nicht teilgenommen |
| 1968      | 6                  | 4                  | 2                  |                    |                    |                    |                    |                    |                    |                    |                    | 6                  |                    |                    |                    |                    |                    |                    |                    |
| 1972      | 2                  | 2                  | 0                  |                    |                    |                    |                    |                    |                    |                    |                    | 2                  |                    |                    |                    |                    |                    |                    |                    |
| 1976      | 5                  | 3                  | 2                  |                    |                    |                    |                    |                    |                    |                    |                    | 5                  |                    |                    |                    |                    |                    |                    |                    |
| 1980      | 5                  | 3                  | 2                  |                    |                    |                    |                    |                    |                    |                    |                    | 5                  |                    |                    |                    |                    |                    |                    |                    |
| 1984      | 6                  | 4                  | 2                  |                    |                    |                    |                    |                    |                    |                    |                    | 6                  |                    |                    |                    |                    |                    |                    |                    |
| 1988      | 9                  | 7                  | 2                  |                    | 5                  |                    |                    |                    |                    |                    |                    | 3                  | 1                  |                    |                    |                    |                    |                    |                    |
| 1992      | 6                  | 5                  | 1                  |                    |                    |                    |                    |                    |                    | 4                  |                    | 2                  |                    |                    |                    | 1                  |                    | 1                  | 17                 |
| 1994      | 7                  | 5                  | 2                  |                    |                    |                    |                    |                    |                    | 4                  |                    | 3                  |                    |                    |                    |                    |                    |                    |                    |
| 1998      | 8                  | 4                  | 4                  |                    | 2                  |                    | 1                  | 2                  | 1                  |                    |                    | 1                  |                    | 1                  |                    |                    |                    |                    |                    |
| 2002      | 10                 | 7                  | 3                  |                    | 4                  |                    |                    |                    | 1                  | 1                  | 1                  | 3                  |                    |                    |                    |                    |                    |                    |                    |
| 2006      | 15                 | 10                 | 5                  |                    | 2                  | 5                  |                    |                    |                    |                    | 2                  | 3                  |                    | 3                  |                    |                    |                    |                    |                    |
| 2010      | 16                 | 9                  | 7                  | 1                  |                    |                    | 1                  | 1                  |                    | 1                  | 3                  | 2                  | 2                  | 5                  |                    |                    |                    |                    |                    |
| 2014      | 14                 | 6                  | 8                  |                    |                    |                    | 1                  | 5                  |                    |                    | 2                  | 1                  |                    | 5                  |                    |                    |                    |                    |                    |
| 2018      | 20                 | 16                 | 4                  |                    |                    |                    | 3                  | 9                  |                    |                    | 1                  | 3                  |                    | 4                  |                    |                    | 2                  | 2                  | 26                 |
| 2022      | 15                 | 9                  | 6                  | 1                  |                    |                    | 1                  | 9                  |                    |                    |                    | 1                  |                    | 3                  | 2                  | 1                  |                    | 3                  | 17                 |
| Gesamt    | Gesamt             | Gesamt             | Gesamt             | Gesamt             | Gesamt             | Gesamt             | Gesamt             | Gesamt             | Gesamt             | Gesamt             | Gesamt             | Gesamt             | Gesamt             | Gesamt             | 2                  | 2                  | 2                  | 6                  |                    |

### Jugend-Sommerspiele
| Jahr   | Athleten | Athleten | Athleten | Sportarten | Sportarten | Sportarten | Sportarten | Sportarten | Sportarten | Sportarten | Sportarten | Sportarten | Sportarten | Sportarten | Sportarten | Sportarten | Sportarten | Sportarten | Sportarten | Sportarten | Sportarten | Sportarten | Sportarten | Sportarten | Sportarten | Sportarten | Sportarten | Sportarten | Sportarten | Medaillen | Medaillen | Medaillen | Medaillen          | Rang |
| Jahr   | ∑        |          |          |            |            |            |            |            |            |            |            |            |            |            |            |            |            |            |            |            |            |            |            |            |            |            |            |            |            |           |           |           | Medaillen – Gesamt | Rang |
| ------ | -------- | -------- | -------- | ---------- | ---------- | ---------- | ---------- | ---------- | ---------- | ---------- | ---------- | ---------- | ---------- | ---------- | ---------- | ---------- | ---------- | ---------- | ---------- | ---------- | ---------- | ---------- | ---------- | ---------- | ---------- | ---------- | ---------- | ---------- | ---------- | --------- | --------- | --------- | ------------------ | ---- |
| 2010   | 57       | 22       | 35       | 2          | 4          |            |            | 1          |            | 1          |            | 16         | 1          |            |            | 13         |            | 1          | 1          |            | 3          | 1          | 3          | 2          |            |            | 2          | 2          |            | 1         | 2         | 1         | 4                  | 38   |
| 2014   | 50       | 29       | 21       |            | 4          | 2          |            |            | 1          | 1          | 2          | 18         |            | 1          |            |            |            | 1          | 5          |            | 3          |            | 4          | 3          |            |            | 1          | 2          | 2          | 2         | 1         | 2         | 5                  | 34   |
| 2018   | 61       | 27       | 34       | 1          | 4          | 4          | 1          | 2          |            | 1          | 2          |            | 1          | 3          | 1          | 5          | 5          | 1          | 4          | 12         |            |            | 4          | 3          | 1          | 1          | 2          | 2          | 1          | 3         | 1         | 1         | 5                  | 27   |
| Gesamt | Gesamt   | Gesamt   | Gesamt   | Gesamt     | Gesamt     | Gesamt     | Gesamt     | Gesamt     | Gesamt     | Gesamt     | Gesamt     | Gesamt     | Gesamt     | Gesamt     | Gesamt     | Gesamt     | Gesamt     | Gesamt     | Gesamt     | Gesamt     | Gesamt     | Gesamt     | Gesamt     | Gesamt     | Gesamt     | Gesamt     | Gesamt     | Gesamt     | Gesamt     | 6         | 4         | 4         | 14                 |      |

### Jugend-Winterspiele
| Jahr   | Athleten | Athleten | Athleten | Sportarten | Sportarten | Sportarten | Sportarten | Sportarten | Sportarten | Sportarten | Sportarten | Sportarten | Sportarten | Medaillen | Medaillen | Medaillen | Medaillen          | Rang |
| Jahr   | ∑        |          |          |            |            |            |            |            |            |            |            |            |            |           |           |           | Medaillen – Gesamt | Rang |
| ------ | -------- | -------- | -------- | ---------- | ---------- | ---------- | ---------- | ---------- | ---------- | ---------- | ---------- | ---------- | ---------- | --------- | --------- | --------- | ------------------ | ---- |
| 2012   | 15       | 9        | 6        | 1          | 4          |            |            | 3          | 1          |            | 2          |            | 2          |           |           |           |                    |      |
| 2016   | 11       | 8        | 3        |            | 4          |            |            | 2          |            |            | 2          |            | 2          |           | 1         | 1         | 2                  | 22   |
| 2020   | 20       | 13       | 7        | 1          | 4          | 5          |            | 4          | 2          | 1          | 2          | 1          | 1          |           |           |           |                    |      |
| 2024   | 22       | 13       | 9        | 1          | 4          |            | 1          | 7          | 1          |            | 3          |            | 5          |           |           |           |                    |      |
| Gesamt | Gesamt   | Gesamt   | Gesamt   | Gesamt     | Gesamt     | Gesamt     | Gesamt     | Gesamt     | Gesamt     | Gesamt     | Gesamt     | Gesamt     | Gesamt     | 0         | 1         | 1         | 2                  |      |

## Übersicht der Sportarten

### Sommerspiele

#### Badminton
| Gelbes Symbol für Goldmedaillen mit stilisierten Olympischen Ringen | Graues Symbol für Silbermedaillen mit stilisierten Olympischen Ringen | Braundes Symbol für Bronzemedaillen mit stilisierten Olympischen Ringen |
| ------------------------------------------------------------------- | --------------------------------------------------------------------- | ----------------------------------------------------------------------- |
| —                                                                   | —                                                                     | —                                                                       |

Die ersten neuseeländischen Badmintonspieler gingen 1992 in Barcelona an den Start. Weitere Teilnahmen fanden 1996, 2004 und 2008 statt. Alle angetretenen Teilnehmer blieben erfolglos.

#### Basketball
| Gelbes Symbol für Goldmedaillen mit stilisierten Olympischen Ringen | Graues Symbol für Silbermedaillen mit stilisierten Olympischen Ringen | Braundes Symbol für Bronzemedaillen mit stilisierten Olympischen Ringen |
| ------------------------------------------------------------------- | --------------------------------------------------------------------- | ----------------------------------------------------------------------- |
| —                                                                   | —                                                                     | —                                                                       |

Neuseeländische Mannschaften nahmen erstmals 2000 in Sydney an den olympischen Turnieren teil. Sowohl die Männer als auch die Frauen konnten keines ihrer Spiele gewinnen und schieden als Gruppenletzte aus. 2004 konnten die Männer erstmals ein Spiel gewinnen (90:87 über Serbien-Montenegro), verloren jedoch ihr Spiel um Platz 9 gegen Australien mit 80:98. Die Frauen gewannen sogar zwei ihrer Vorrundenspiele (gegen China und Südkorea), scheiterten jedoch im Viertelfinale mit 55:94 an Australien und verloren das Spiel um Platz 7 gegen Griechenland mit 83:87. 2008 in Peking waren nur die Frauen qualifiziert. Sie konnten nur ein Spiel der Vorrunde gegen Mali gewinnen. Da keine Platzierungsrunde gespielt wurde, wurde die Mannschaft auf Platz 10 gewertet.

#### Beach-Volleyball
| Gelbes Symbol für Goldmedaillen mit stilisierten Olympischen Ringen | Graues Symbol für Silbermedaillen mit stilisierten Olympischen Ringen | Braundes Symbol für Bronzemedaillen mit stilisierten Olympischen Ringen |
| ------------------------------------------------------------------- | --------------------------------------------------------------------- | ----------------------------------------------------------------------- |
| —                                                                   | —                                                                     | —                                                                       |

Das erste olympische Turnier im Beach-Volleyball mit neuseeländischer Beteiligung fand bei der olympischen Premiere der Sportart 1996 in Atlanta statt. Es war zugleich die einzige Teilnahme eines neuseeländischen Duos.

#### Bogenschießen
| Gelbes Symbol für Goldmedaillen mit stilisierten Olympischen Ringen | Graues Symbol für Silbermedaillen mit stilisierten Olympischen Ringen | Braundes Symbol für Bronzemedaillen mit stilisierten Olympischen Ringen |
| ------------------------------------------------------------------- | --------------------------------------------------------------------- | ----------------------------------------------------------------------- |
| —                                                                   | —                                                                     | —                                                                       |

Der erste olympische Bogenschütze Neuseelands trat zum Turnier von 1972 in München an. Weitere Teilnahmen fanden zwischen 1984 und 2000 statt. Keiner der Athleten konnte sich für eine weitere Runde qualifizieren.

#### Boxen
| Gelbes Symbol für Goldmedaillen mit stilisierten Olympischen Ringen | Graues Symbol für Silbermedaillen mit stilisierten Olympischen Ringen | Braundes Symbol für Bronzemedaillen mit stilisierten Olympischen Ringen |
| ------------------------------------------------------------------- | --------------------------------------------------------------------- | ----------------------------------------------------------------------- |
| 1                                                                   | 1                                                                     | 1                                                                       |

Der erste Boxer Neuseelands trat 1924 in Paris an. 1928 in Amsterdam wurde Ted Morgan Olympiasieger im Weltergewicht. Ted Morgan war damit der erste Olympiasieger in der olympischen Geschichte Neuseelands. Erst 56 Jahre später, 1984 in Los Angeles, sollte der nächste Medaillengewinn erfolgen. Im Halbschwergewicht gewann Kevin Barry Silber. Kevin Barry musste dabei den Olympiasieg kampflos dem Jugoslawen Anton Josipović überlassen, da Barry im Halbfinale gegen den US-Boxer Evander Holyfield k.o. gegangen war. Da der Niederschlag jedoch erst nach dem Schlussgong erfolgte, wurde Holyfield disqualifiziert und Barry zum Sieger erklärt. Im Schwergewicht gewann David Tua 1992 in Barcelona die Bronzemedaille.
| Name       | Spiele         | Disziplin     | Anmerkung                                     |
| ---------- | -------------- | ------------- | --------------------------------------------- |
| Ted Morgan | 1928 Amsterdam | Weltergewicht | erster Olympiasieger für Neuseeland überhaupt |

| Name        | Spiele           | Disziplin         | Anmerkung |
| ----------- | ---------------- | ----------------- | --------- |
| Kevin Barry | 1984 Los Angeles | Halbschwergewicht |           |

| Name      | Spiele         | Disziplin     | Anmerkung |
| --------- | -------------- | ------------- | --------- |
| David Tua | 1992 Barcelona | Schwergewicht |           |

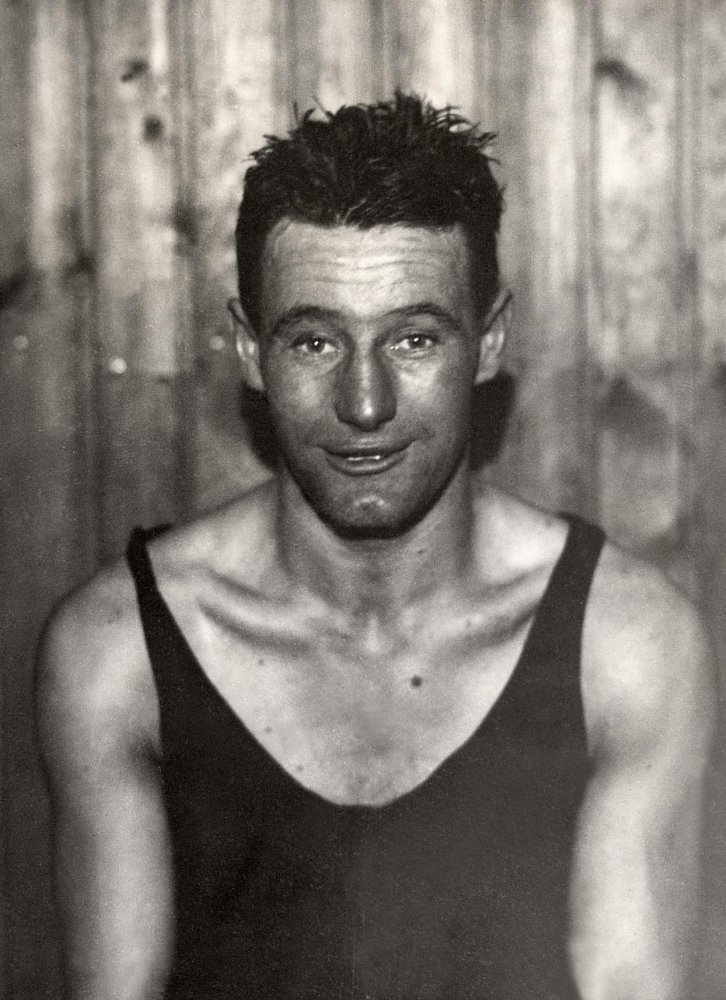
Ted Morgan, 1928 der erste Olympiasieger Neuseelands überhaupt
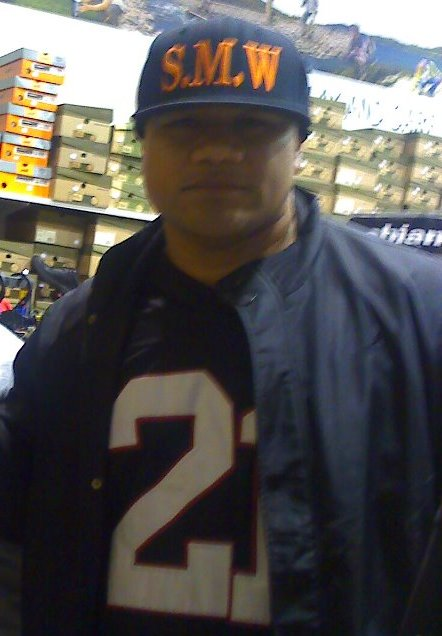
David Tua, Bronze 1992 (Foto von 2014)

#### Fechten
| Gelbes Symbol für Goldmedaillen mit stilisierten Olympischen Ringen | Graues Symbol für Silbermedaillen mit stilisierten Olympischen Ringen | Braundes Symbol für Bronzemedaillen mit stilisierten Olympischen Ringen |
| ------------------------------------------------------------------- | --------------------------------------------------------------------- | ----------------------------------------------------------------------- |
| —                                                                   | —                                                                     | —                                                                       |

Der erste neuseeländische Fechter ging 1960 in Rom an den Start. Den größten Erfolg verzeichnete 1988 in Seoul Martin Brill, der mit dem Degen Platz 7 der Einzelwertung erreichte.

#### Fußball
| Gelbes Symbol für Goldmedaillen mit stilisierten Olympischen Ringen | Graues Symbol für Silbermedaillen mit stilisierten Olympischen Ringen | Braundes Symbol für Bronzemedaillen mit stilisierten Olympischen Ringen |
| ------------------------------------------------------------------- | --------------------------------------------------------------------- | ----------------------------------------------------------------------- |
| —                                                                   | —                                                                     | —                                                                       |

Neuseeland nahm erstmals 2008 an einem olympischen Fußballturnier. Es hatten sich sowohl eine Männer- als auch eine Frauenmannschaft qualifiziert. Die Männermannschaft schied nach nur einem Unentschieden gegen China nach der Vorrunde aus. Auch die Frauenmannschaft erreichte nur ein Unentschieden gegen Japan und schied aus.
Auch 2012 kamen die Männer nur zu einem Unentschieden, diesmal gegen Ägypten, und scheiterten in der Vorrunde. Den Frauen gelang mit einem 3:1 gegen Kamerun der erste Sieg bei einem olympischen Turnier und qualifizierten sich damit für das Viertelfinale. Hier unterlagen sie den USA mit 0:2.
2016 waren nur die Frauen qualifiziert. Kolumbien wurde mit 1:0 besiegt, doch reichte dieser eine Sieg diesmal nicht aus um weiterzukommen. Die Mannschaft schied nach der Vorrunde aus.

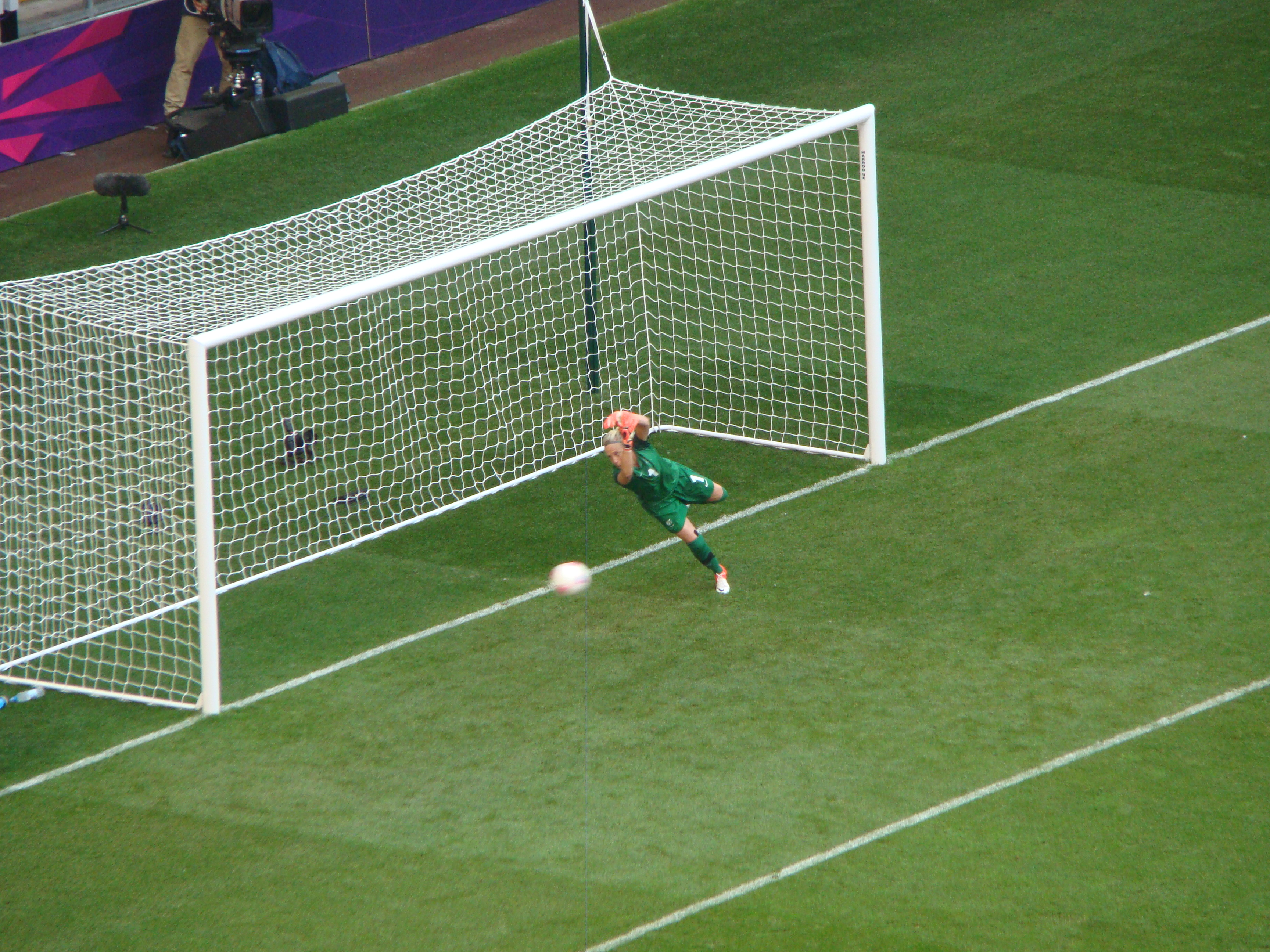
Vorrundenspiel 2012 gegen das Vereinigte Königreich: Torhüterin Jenny Bindon in Aktion
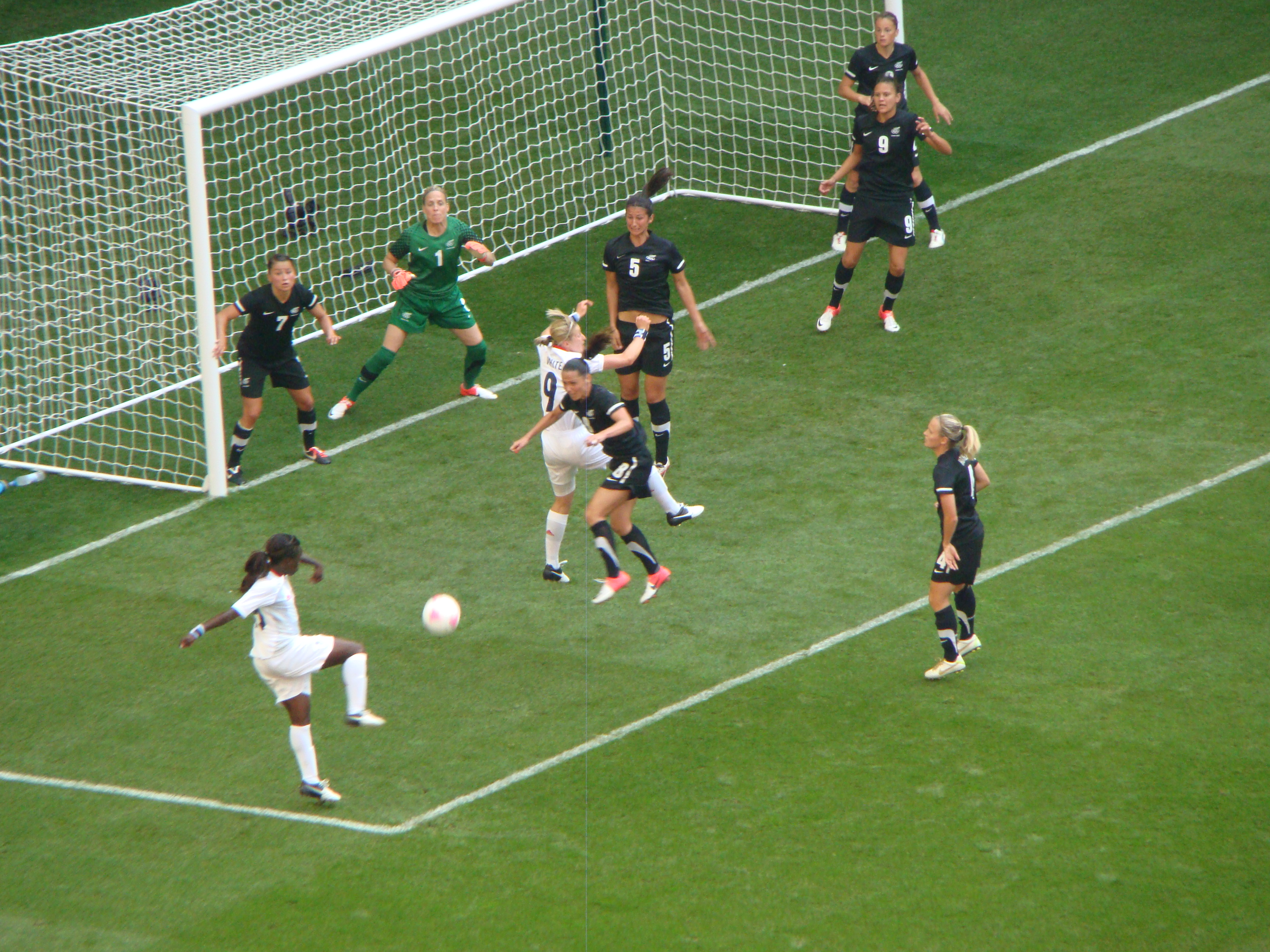
Vorrundenspiel 2012 gegen das Vereinigte Königreich: Neuseeland in der Abwehr mit Riley (7), Bindon (1), Moorwood (8), Erceg (5) und Hearn (9)
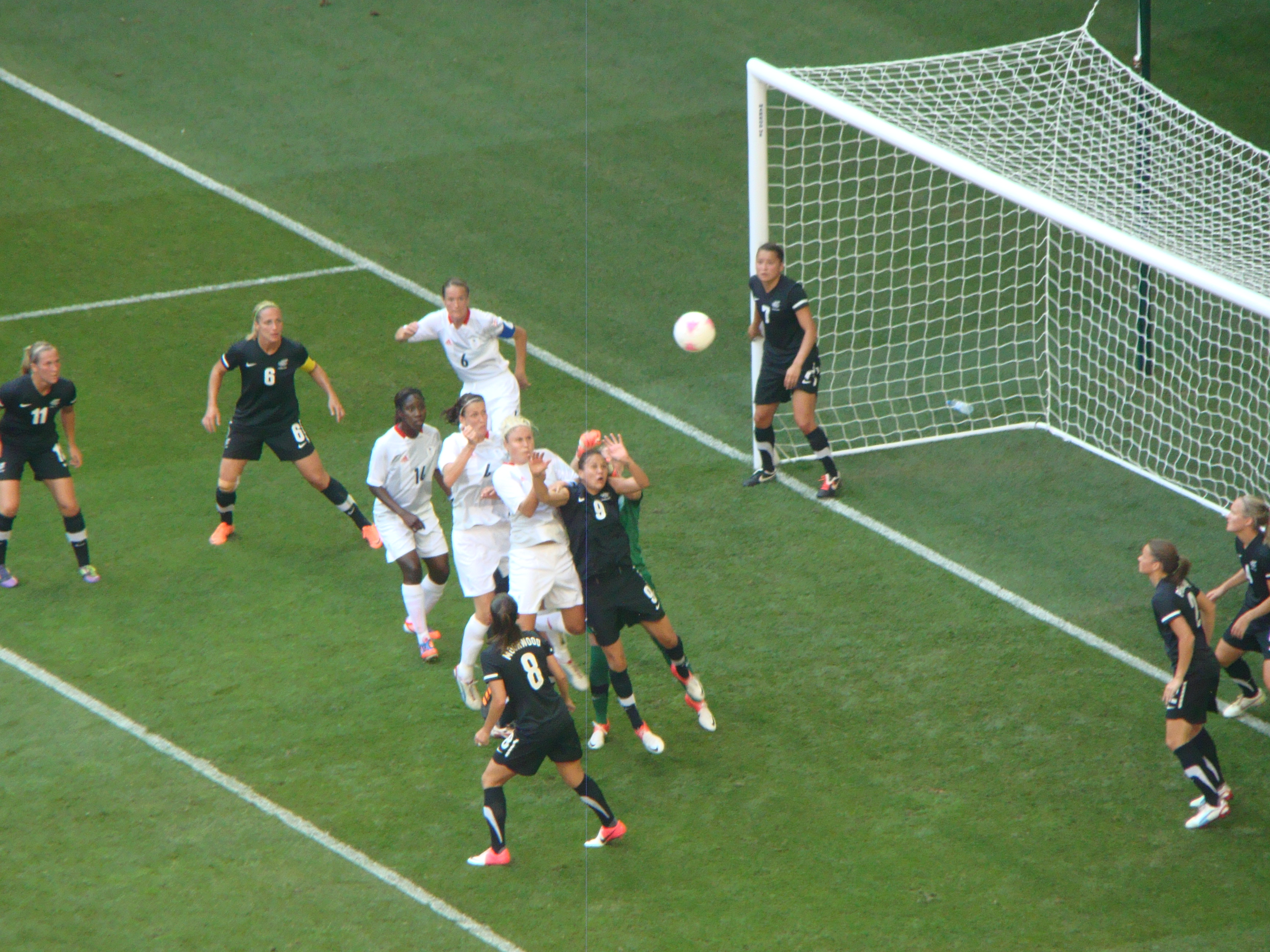
Neuseeland bei einem Eckball der Britinnen mit Yallop (11), Smith (6), Moorwood (8), Hearn (9), Riley (7), Percival (2) und Hoyle (4)

#### Gewichtheben
| Gelbes Symbol für Goldmedaillen mit stilisierten Olympischen Ringen | Graues Symbol für Silbermedaillen mit stilisierten Olympischen Ringen | Braundes Symbol für Bronzemedaillen mit stilisierten Olympischen Ringen |
| ------------------------------------------------------------------- | --------------------------------------------------------------------- | ----------------------------------------------------------------------- |
| —                                                                   | —                                                                     | —                                                                       |

1948 in London traten zum ersten Mal neuseeländische Gewichtheber an. Eine bessere Platzierung als Platz 7 konnte keiner der Athleten erzielen.

#### Golf
| Gelbes Symbol für Goldmedaillen mit stilisierten Olympischen Ringen | Graues Symbol für Silbermedaillen mit stilisierten Olympischen Ringen | Braundes Symbol für Bronzemedaillen mit stilisierten Olympischen Ringen |
| ------------------------------------------------------------------- | --------------------------------------------------------------------- | ----------------------------------------------------------------------- |
| —                                                                   | —                                                                     | —                                                                       |

Beim olympischen Golfturnier 2016 in Rio de Janeiro traten drei neuseeländische Golfer, zwei Männer und eine Frau, an. Lydia Ko gewann im Damenturnier die Silbermedaille.
| Name     | Spiele              | Disziplin    | Anmerkung              |
| -------- | ------------------- | ------------ | ---------------------- |
| Lydia Ko | 2016 Rio de Janeiro | Damenturnier | erster Medaillengewinn |

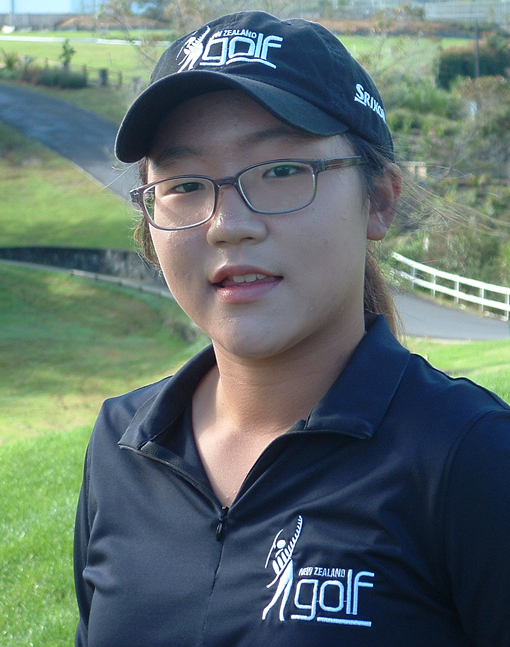
Lydia Ko, Silber 2016

#### Hockey
| Gelbes Symbol für Goldmedaillen mit stilisierten Olympischen Ringen | Graues Symbol für Silbermedaillen mit stilisierten Olympischen Ringen | Braundes Symbol für Bronzemedaillen mit stilisierten Olympischen Ringen |
| ------------------------------------------------------------------- | --------------------------------------------------------------------- | ----------------------------------------------------------------------- |
| 1                                                                   | —                                                                     | —                                                                       |

Das erste olympische Hockeyturnier mit neuseeländischer Beteiligung fand 1956 in Melbourne statt. Die Männermannschaft unterlag in der Vorrunde Pakistan mit 1:5 und Deutschland mit 4:5. Ein Sieg über Belgien (3:0) brachte die Mannschaft in die Platzierungsrunde für die Plätze 5 bis 8. Zwei Siege und eine Niederlage gegen Australien bedeutete Gruppenplatz 2 und Platz 6 des Turniers.
Im Turnier von 1960 lagen Neuseeland und die Niederlande punktgleich auf Platz 2. Im Entscheidungsspiel siegte Neuseeland mit 2:1 und zog ins Viertelfinale ein. Hier unterlag die Mannschaft Spanien mit 0:1 nach Verlängerung. In der Platzierungsrunde wurden Deutschland und Australien jeweils mit 1:0 geschlagen, dies bedeutete Platz 5 im Endklassement.
Das Turnier von 1964 wurde zu einer Enttäuschung. In sechs Vorrundenspielen konnte die Mannschaft nur einen Sieg gegen das Vereinigte Königreich einfahren. Als Letzter der Gruppe schied man aus. 1968 war man erfolgreicher. Zwei Siege und drei Unentschieden, darunter ein 0:0 gegen die Bundesrepublik Deutschland und ein 1:1 gegen die DDR, bedeutete Platz 3 der Vorrundengruppe. Damit war man für die Platzierungsrunde der Plätze 5 bis 8 qualifiziert. Das Spiel gegen die Niederlande ging mit 1:3 verloren, das Spiel um Platz 7 gegen Kenia wurde mit 2:0 gewonnen. 1972 in München reichten zwei Siege und drei Unentschieden nur zu Platz 4 der Vorrundengruppe. Das abschließende Spiel um Platz 9 gegen Belgien wurde mit 2:1 gewonnen.
Der größte Erfolg wurde 1976 in Montreal erreicht. Nach einem Sieg und zwei Unentschieden, darunter ein 1:1 gegen die Bundesrepublik Deutschland, musste ein Entscheidungsspiel mit den punktgleichen Spaniern um Platz 2 ausgetragen werden. Neuseeland gewann das Spiel mit 1:0 nach Verlängerung. Im Halbfinale wurden dann die Niederlande mit 2:1 nach Verlängerung geschlagen. Im Finale traf Neuseeland dann auf Australien. Mit 1:0 gewann Neuseeland und wurde damit zum ersten Mal Hockey-Olympiasieger.
1984 in Los Angeles nahm erstmals auch eine Frauenmannschaft teil. Die Männer belegten mit einem Sieg und zwei Unentschieden Platz 4 ihrer Vorrundengruppe. Das reichte für die Platzierungsrunde um die Plätze 5 bis 8. Das erste Spiel gegen Indien ging mit 0:1 verloren, im Spiel um Platz 7 wurde Spanien mit 1:0 besiegt. Die Frauen konnten keines ihrer Spiele gewinnen und belegten ohne Punktgewinn den sechsten und letzten Platz im Klassement.
Beide Mannschaften nahmen erst 1992 in Barcelona wieder teil. Die Männer schafften nur einen Sieg gegen das Vereinte Team der ehemaligen Sowjetrepubliken, belegten aber auf Grund der besseren Tordifferenz Platz 4 der Gruppe. In der Platzierungsrunde ging das erste Spiel gegen das Vereinigte Königreich mit 2:3 verloren. Auch das Spiel um Platz 7 gegen Indien verlor Neuseeland mit 2:3. Die Frauen konnten wieder keines ihrer Vorrundenspiele gewinnen und belegten auf Grund der schlechteren Tordifferenz gegenüber Kanada, dem Vierten der anderen Gruppe, den achten und letzten Platz im Klassement.
2000 in Sydney war nur die Frauenmannschaft qualifiziert. Im ersten Gruppenspiel gegen Deutschland gelang mit einem 1:1 der erste Punktgewinn einer Frauenmannschaft. Im zweiten Spiel wurde China mit 2:0 besiegt, der erste Sieg einer Frauenmannschaft. Es folgte ein weiterer Sieg gegen Südafrika und zwei Unentschieden. Damit war die neuseeländische Mannschaft Gruppenerster. In den drei folgenden Spielen der Medaillengruppe gelang der Mannschaft nur noch ein Unentschieden gegen Spanien. Im Endklassement belegte die Mannschaft damit Platz 6.
2004 in Athen waren auch die Männer wieder mit dabei. Mit drei Vorrundensiegen qualifizierten sich die Männer für die Platzierungsrunde um die Plätze 5 bis 8. Gegen Südkorea gab es einen 4:3-Sieg, das Spiel um Platz 5 gegen Pakistan ging mit 2:4 verloren. Den Frauen gelang nur ein Sieg gegen Spanien, sie belegten in der Vorrunde Platz 4. In der Platzierungsrunde wurde Südkorea mit 3:2 nach Verlängerung geschlagen. Das Spiel um Platz 5 gegen Australien ging mit 0:3 verloren.
2008 in Peking schafften die Männer zwei Siege und ein Unentschieden. Gegen Deutschland verlor man 1:3. Mit Vorrundenplatz 4 ging es nun in das Spiel um Platz 7 gegen Pakistan, das Neuseeland mit 4:2 gewinnen konnte. Die Frauen konnten keines ihrer Vorrundenspiele gewinnen, so gab es gegen Deutschland eine 1:2-Niederlage. Auch das Spiel um Platz 11 gegen Südafrika ging mit 1:4 verloren.
Beim Turnier von London 2012 brachten die Männer einen Sieg und zwei Unentschieden zustande. Gegen Deutschland erkämpften sie sich am letzten Vorrundenspieltag ein 5:5. Das Spiel um Platz 9 gegen Argentinien konnten die Neuseeländer mit 3:1 gewinnen. Die Frauen waren wesentlich erfolgreicher. Mit drei Siegen und einem 0:0 gegen Deutschland qualifizierte sich die Mannschaft für das Halbfinale. Das Spiel gegen die Niederlande ging nach einem 2:2 in der Verlängerung ins Siebenmeterschießen. Die Neuseeländerinnen verloren das Duell schließlich mit 3:5. Das Spiel um die Bronzemedaille gegen das Vereinigte Königreich ging dann mit 1:3 verloren. Der vierte Platz bedeutete das bis dahin beste Abschneiden einer Frauenmannschaft.
2016 in Rio de Janeiro erreichten die Männer zwei Siege und ein Unentschieden und damit Platz 4 der Vorrundengruppe. Im Viertelfinale unterlag man der deutschen Mannschaft mit 2:3. Bis in die Schlussminute lag Neuseeland mit 2:1 in Führung. 42 Sekunden vor Schluss konnte die deutsche Mannschaft ausgleichen, das Siegtor für Deutschland fiel nur anderthalb Sekunden vor dem Schlusspfiff. Die Frauen belegten in der Vorrunde Gruppenplatz 2 mit drei Siegen und einem Unentschieden. Das Gruppenspiel gegen Deutschland ging mit 1:2 verloren. Im Viertelfinale folgte ein 4:2-Sieg über Australien. Im Halbfinale unterlag man dem Vereinigten Königreich mit 0:3. Im Spiel um Bronze ging es wieder gegen Deutschland und wieder gewannen die Deutschen mit 2:1.
| Name                                 | Spiele        | Disziplin     | Anmerkung                              |
| ------------------------------------ | ------------- | ------------- | -------------------------------------- |
| Hockey-Nationalmannschaft der Männer | 1976 Montreal | Männerturnier | erster Olympiasieg und Medaillengewinn |

#### Judo
| Gelbes Symbol für Goldmedaillen mit stilisierten Olympischen Ringen | Graues Symbol für Silbermedaillen mit stilisierten Olympischen Ringen | Braundes Symbol für Bronzemedaillen mit stilisierten Olympischen Ringen |
| ------------------------------------------------------------------- | --------------------------------------------------------------------- | ----------------------------------------------------------------------- |
| —                                                                   | —                                                                     | —                                                                       |

1972 in München nahm der erste neuseeländische Judoka teil. Der größte Erfolg war die Viertelfinalteilnahme 1988 von Brent Cooper im Halbleichtgewicht.

#### Kanusport
| Gelbes Symbol für Goldmedaillen mit stilisierten Olympischen Ringen | Graues Symbol für Silbermedaillen mit stilisierten Olympischen Ringen | Braundes Symbol für Bronzemedaillen mit stilisierten Olympischen Ringen |
| ------------------------------------------------------------------- | --------------------------------------------------------------------- | ----------------------------------------------------------------------- |
| 7                                                                   | 3                                                                     | 2                                                                       |

Die ersten neuseeländischen Kanuten traten 1972 in München an. 1984 konnte man vier Olympiasiege feiern. Im Einer-Kajak wurde Ian Ferguson Olympiasieger über 500 Meter. Über 1000 Meter gewann Alan Thompson. Mit seinem Partner Paul MacDonald gewann Ian Ferguson auch im Zweier-Kajak über 500 Meter Gold. Ferguson, Thompson und MacDonald waren zudem Mitglieder des Vierer-Kajaks, das ebenfalls Gold holte.
1988 konnten Ian Ferguson und Paul MacDonald ihren Olympiasieg im Zweier-Kajak über 500 Meter verteidigen, über 1000 Meter gewannen sie Silber. Mit vier Gold- und einer Silbermedaille ist Ian Ferguson der bis heute erfolgreichste Olympionike Neuseelands. Paul MacDonald, der im Einer-Kajak über 500 Meter Bronze gewann, liegt mit drei Gold-, einer Silber- und einer Bronzemedaille auf Platz 2.
Ian Ferguson trat 1992 in Barcelona zum fünften Mal bei Olympischen Spielen an. Mit Paul MacDonald erreichte er das Zweier-Kajak-Finale über 1000 Meter. Das Boot belegte Platz 8. 2004 in Athen konnte Ben Fouhy im Einer-Kajak über 1000 Meter zur Silbermedaille fahren. Mit Steven Ferguson, dem Sohn von Ian Ferguson, fuhr er im Zweier-Kajak über 1000 Meter im Finale auf Platz 8. In Peking konnte Fouhy seine Silbermedaille nicht wiederholen, er wurde Vierter. Im Zweier-Kajak über 1000 Meter erreichte er mit Michael Walker Platz 5.
Vier Jahre später in London wurde Lisa Carrington Olympiasiegerin im Einer-Kajak über 200 Meter. Mit Erin Taylor erreichte sie im Zweier-Kajak über 500 Meter Platz 7. Die gleiche Platzierung erreichte der Zweier-Kajak der Männer über 1000 Meter mit Steven Ferguson und Darryl Fitzgerald. 2016 in Rio de Janeiro konnte Lisa Carrington ihren Olympiasieg verteidigen. Über 500 Meter gewann sie zudem Bronze. Luuka Jones gewann im Kajak-Slalom die Silbermedaille.
| Name                                                     | Spiele              | Disziplin       | Anmerkung                              |
| -------------------------------------------------------- | ------------------- | --------------- | -------------------------------------- |
| Ian Ferguson                                             | 1984 Los Angeles    | K 1, 500 Meter  | erster Olympiasieg und Medaillengewinn |
| Alan Thompson                                            | 1984 Los Angeles    | K 1, 1000 Meter |                                        |
| Ian Ferguson Paul MacDonald                              | 1984 Los Angeles    | K 2, 500 Meter  |                                        |
| Grant Bramwell Ian Ferguson Paul MacDonald Alan Thompson | 1984 Los Angeles    | K 4             |                                        |
| Ian Ferguson Paul MacDonald                              | 1988 Seoul          | K 2, 500 Meter  |                                        |
| Lisa Carrington                                          | 2012 London         | K 1, 200 Meter  |                                        |
| Lisa Carrington                                          | 2016 Rio de Janeiro | K 1, 200 Meter  |                                        |

| Name                        | Spiele              | Disziplin       | Anmerkung |
| --------------------------- | ------------------- | --------------- | --------- |
| Ian Ferguson Paul MacDonald | 1988 Seoul          | K 2, 1000 Meter |           |
| Ben Fouhy                   | 2004 Athen          | K 1, 1000 Meter |           |
| Luuka Jones                 | 2016 Rio de Janeiro | K 1, Slalom     |           |

| Name            | Spiele              | Disziplin      | Anmerkung |
| --------------- | ------------------- | -------------- | --------- |
| Paul MacDonald  | 1988 Seoul          | K 1, 500 Meter |           |
| Lisa Carrington | 2016 Rio de Janeiro | K 1, 500 Meter |           |

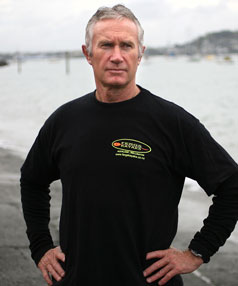
Vierfacher Olympiasieger Ian Ferguson (2012)
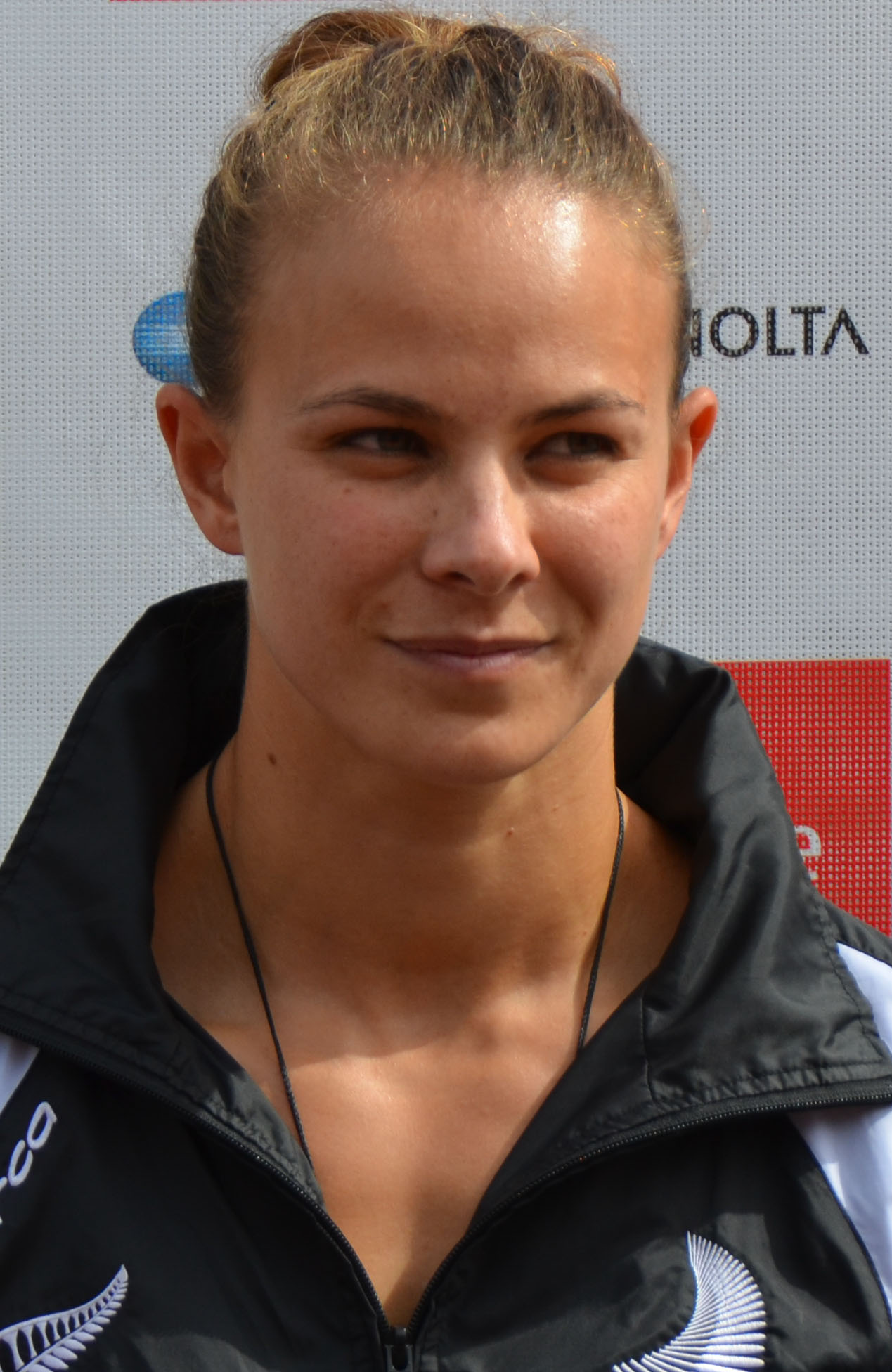
Lisa Carrington, Olympiasiegerin 2012 und 2016
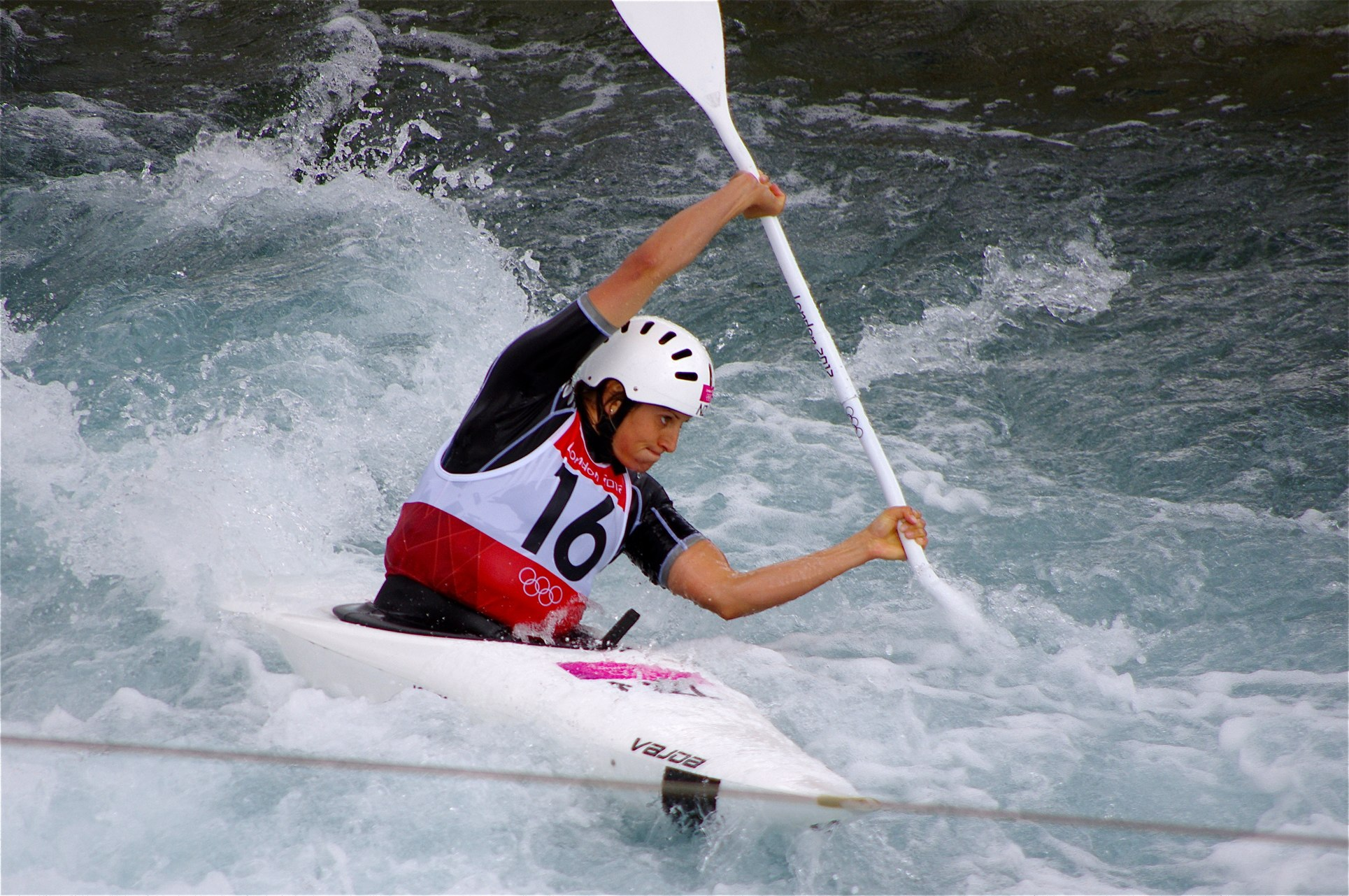
Luuka Jones, Silber 2016

#### Leichtathletik
| Gelbes Symbol für Goldmedaillen mit stilisierten Olympischen Ringen | Graues Symbol für Silbermedaillen mit stilisierten Olympischen Ringen | Braundes Symbol für Bronzemedaillen mit stilisierten Olympischen Ringen |
| ------------------------------------------------------------------- | --------------------------------------------------------------------- | ----------------------------------------------------------------------- |
| 10                                                                  | 3                                                                     | 11                                                                      |

Seit Beginn der neuseeländischen Beteiligung an Olympischen Spielen 1920 nahmen auch Leichtathleten teil. Der Sprinter George Davidson war am 15. August 1920 der erste neuseeländische Olympionike überhaupt, der für Neuseeland startete. 1908 und 1912 hatten Neuseeländer als Mitglieder der Mannschaft Australasiens, einem Zusammenschluss Australiens und Neuseelands, teilgenommen. In Antwerpen wurde George Davidson Fünfter über 200 Meter. Harry Wilson wurde Vierter über 110 Meter Hürden. 1924 gewann Arthur Porritt die erste Leichtathletikmedaille für Neuseeland. Im 100-Meter-Finale wurde er Dritter und damit Gewinner der Bronzemedaille.
1932 in Los Angeles qualifizierte sich John Savidan für das Finale über 5000 Meter. Hier wurde er Vierter, ebenso über 10.000 Meter. 1936 in Berlin wurde Jack Lovelock erster Leichtathletikolympiasieger Neuseelands, als er das Rennen über 1500 Meter gewann. Weitere Medaillen gab es erst 16 Jahre später, 1952 in Helsinki. Yvette Williams siegte im Weitsprung und war damit die erste Neuseeländerin überhaupt, die eine olympische Medaille gewinnen konnte. Sie startete auch im Kugelstoßen und wurde dort Sechste. Eine Bronzemedaille gewann John Holland über 400 Meter Hürden.
In Melbourne 1956 wurde Norman Read Olympiasieger im Gehen über 50 Kilometer. Die Kugelstoßerin Valerie Young erreichte Platz 5, 1960 in Rom wurde sie Vierte. In Rom siegten Peter Snell über 800 Meter und Murray Halberg über 5000 Meter. Über 10.000 Meter belegte Halberg Platz 5. Im Marathonlauf gewann Barry Magee Bronze. Norman Read wurde im Gehen über 50 Kilometer Fünfter. 1964 in Tokio konnte Peter Snell seinen Olympiasieg über 800 Meter verteidigen. Auch über 1500 Meter wurde er Olympiasieger, sein Landsmann John Davies gewann Bronze. Ebenfalls Bronze gewann Marise Chamberlain über 800 Meter. Valerie Young wurde im Kugelstoßen erneut Vierte. 1968 in Mexiko-Stadt gewann Mike Ryan Bronze im Marathonlauf. Über 1500 Meter gewann Rod Dixon 1972 Bronze. 1976 in Montreal wurde John Walker über diese Distanz Olympiasieger. Dick Quax gewann Silber über 5000 Meter, Rod Dixon wurde hier Vierter. Über 3000 Meter Hindernis erreichte Euan Robertson Platz 6.
Erst 1992 in Barcelona reichte es wieder zu einem Medaillengewinn. Lorraine Moller gewann Bronze im Marathon. 12 Jahre später, 2004 in Athen, konnte Beatrice Faumuina das Diskuswurffinale erreichen. Sie wurde Sechste. 2008 in Peking wurde Valerie Adams Olympiasiegerin im Kugelstoßen. Nick Willis gewann Silber über 1500 Meter. 2012 in London konnte Valerie Adams ihren Olympiasieg wiederholen, 2016 in Rio de Janeiro gewann sie Silber. Nick Willis gewann über 1500 Meter Bronze, Tomas Walsh Bronze im Kugelstoßen. Eine weitere Bronzemedaille gewann Eliza McCartney im Stabhochsprung.
| Name            | Spiele         | Disziplin   | Anmerkung          |
| --------------- | -------------- | ----------- | ------------------ |
| Jack Lovelock   | 1936 Berlin    | 1500 Meter  | erster Olympiasieg |
| Yvette Williams | 1952 Helsinki  | Weitsprung  |                    |
| Norman Read     | 1956 Melbourne | 50 km Gehen |                    |
| Peter Snell     | 1960 Rom       | 800 Meter   |                    |
| Murray Halberg  | 1960 Rom       | 5000 Meter  |                    |
| Peter Snell     | 1964 Tokio     | 800 Meter   |                    |
| Peter Snell     | 1964 Tokio     | 1500 Meter  |                    |
| John Walker     | 1976 Montreal  | 1500 Meter  |                    |
| Valerie Adams   | 2008 Peking    | Kugelstoßen |                    |
| Valerie Adams   | 2012 London    | Kugelstoßen |                    |

| Name          | Spiele              | Disziplin   | Anmerkung |
| ------------- | ------------------- | ----------- | --------- |
| Dick Quax     | 1976 Montreal       | 5000 Meter  |           |
| Nick Willis   | 2008 Peking         | 1500 Meter  |           |
| Valerie Adams | 2016 Rio de Janeiro | Kugelstoßen |           |

| Name               | Spiele              | Disziplin        | Anmerkung              |
| ------------------ | ------------------- | ---------------- | ---------------------- |
| Arthur Porritt     | 1924 Paris          | 100 Meter        | erster Medaillengewinn |
| John Holland       | 1952 Helsinki       | 400 Meter Hürden |                        |
| Barry Magee        | 1960 Rom            | Marathon         |                        |
| John Davies        | 1964 Tokio          | 1500 Meter       |                        |
| Marise Chamberlain | 1964 Tokio          | 800 Meter        |                        |
| Mike Ryan          | 1968 Mexiko-Stadt   | Marathon         |                        |
| Rod Dixon          | 1972 München        | 1500 Meter       |                        |
| Lorraine Moller    | 1992 Barcelona      | Marathon         |                        |
| Nick Willis        | 2016 Rio de Janeiro | 1500 Meter       |                        |
| Tomas Walsh        | 2016 Rio de Janeiro | Kugelstoßen      |                        |
| Eliza McCartney    | 2016 Rio de Janeiro | Stabhochsprung   |                        |

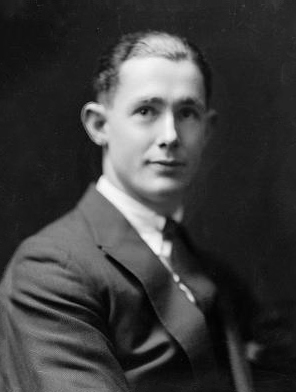
Arthur Porritt, Bronze 1924
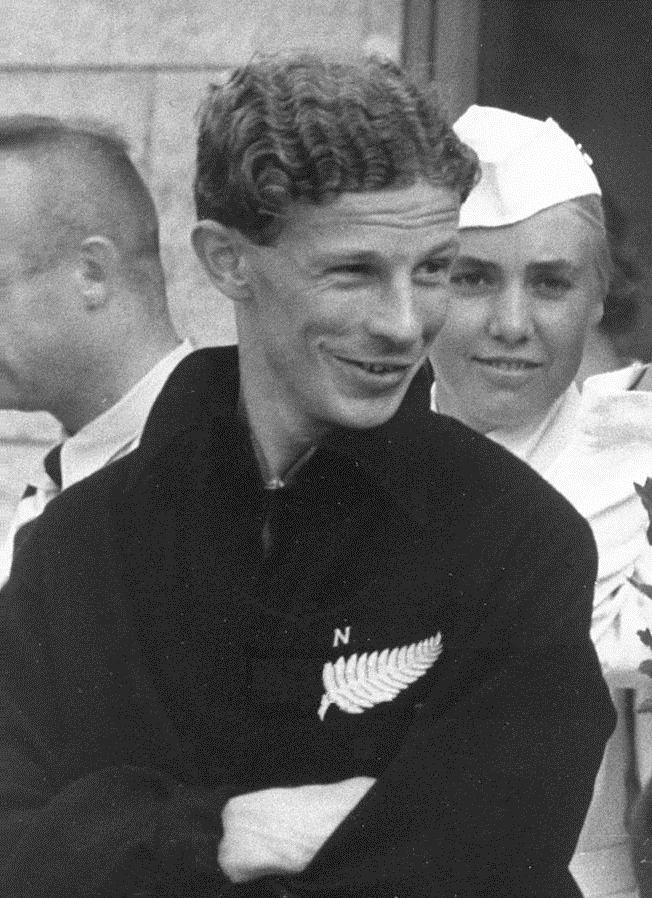
Jack Lovelock, Olympiasieger 1936
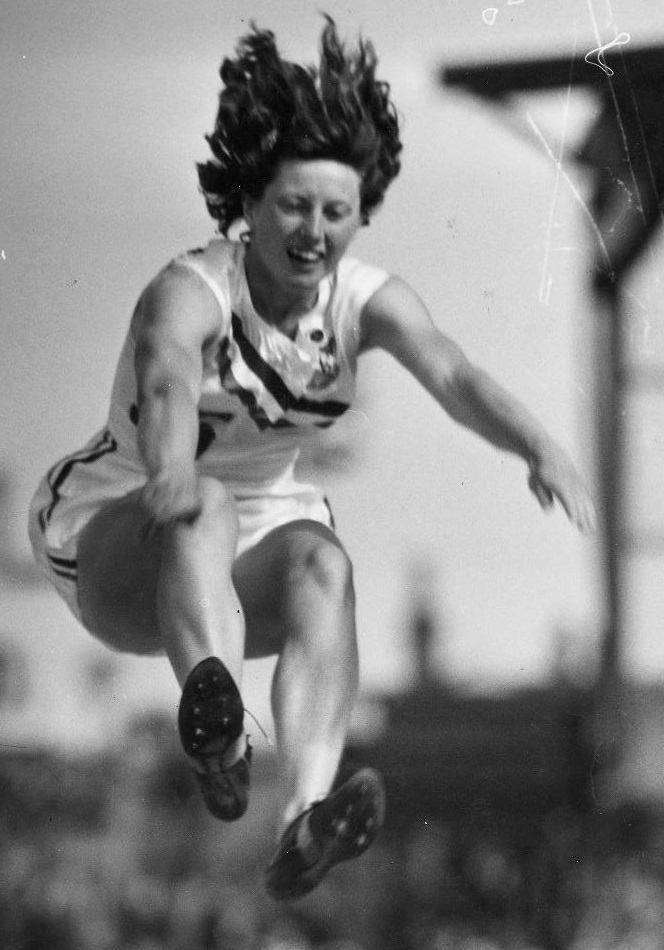
Yvette Williams, Olympiasiegerin 1952
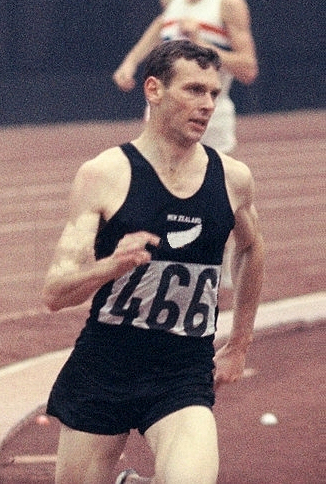
Peter Snell, dreifacher Olympiasieger 1960 und 1964
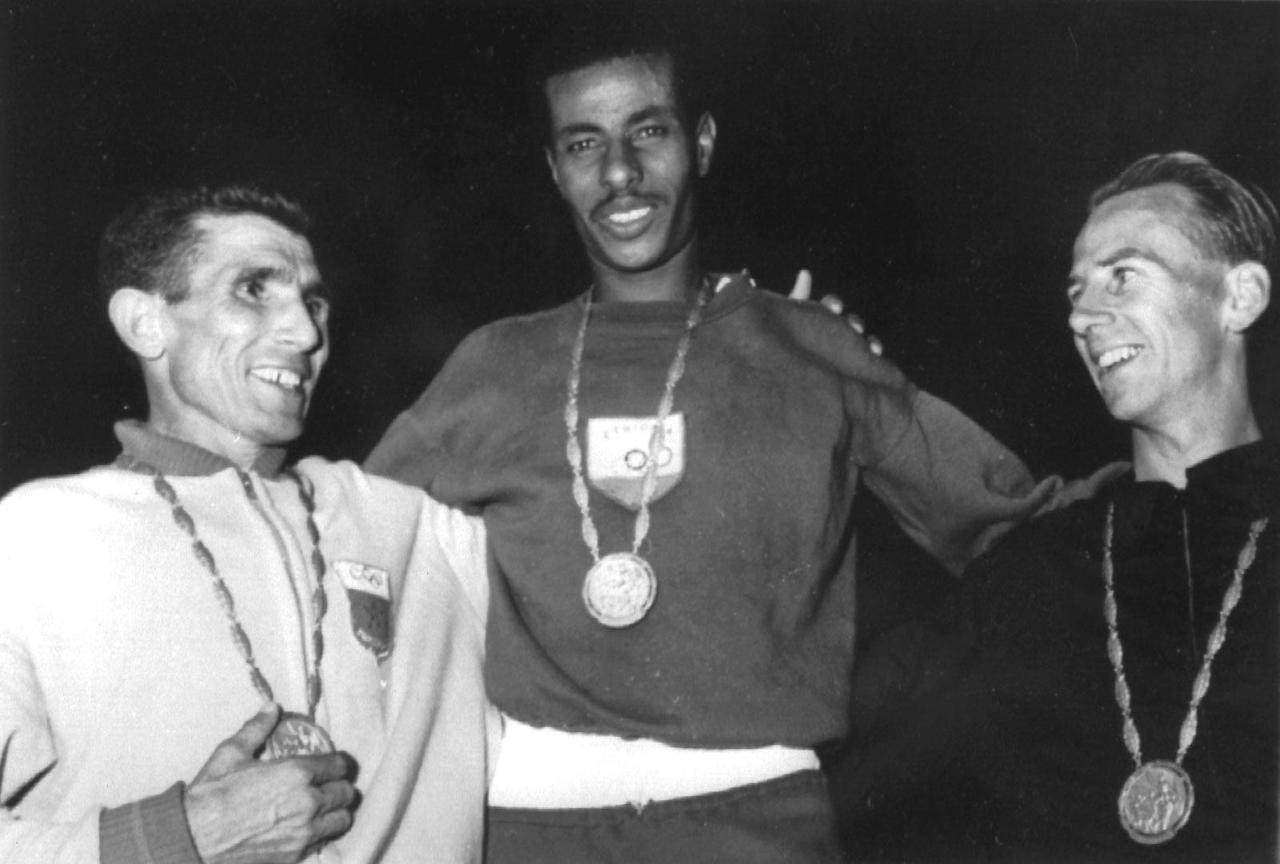
Barry Magee (r.) bei der Siegerehrung des Marathons 1960. In der Mitte der Sieger Abebe Bikila (ETH), links Silbermedaillengewinner Rhadi Ben Abdesselam (MAR)
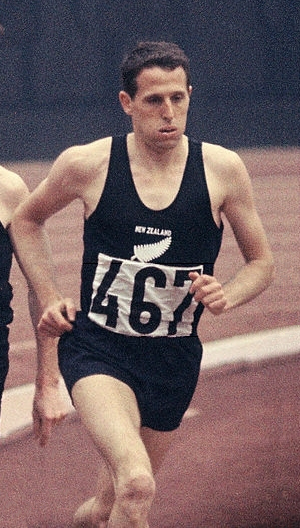
John Davies, Bronze 1964
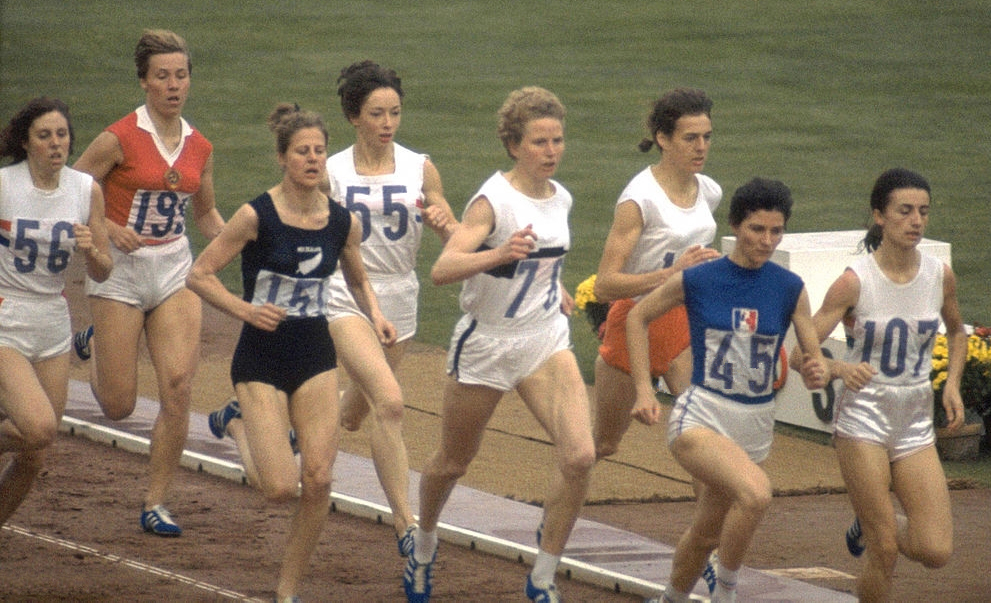
800-Meter-Finale der Frauen 1964: Marise Chamberlain im schwarzen Trikot gewinnt Bronze
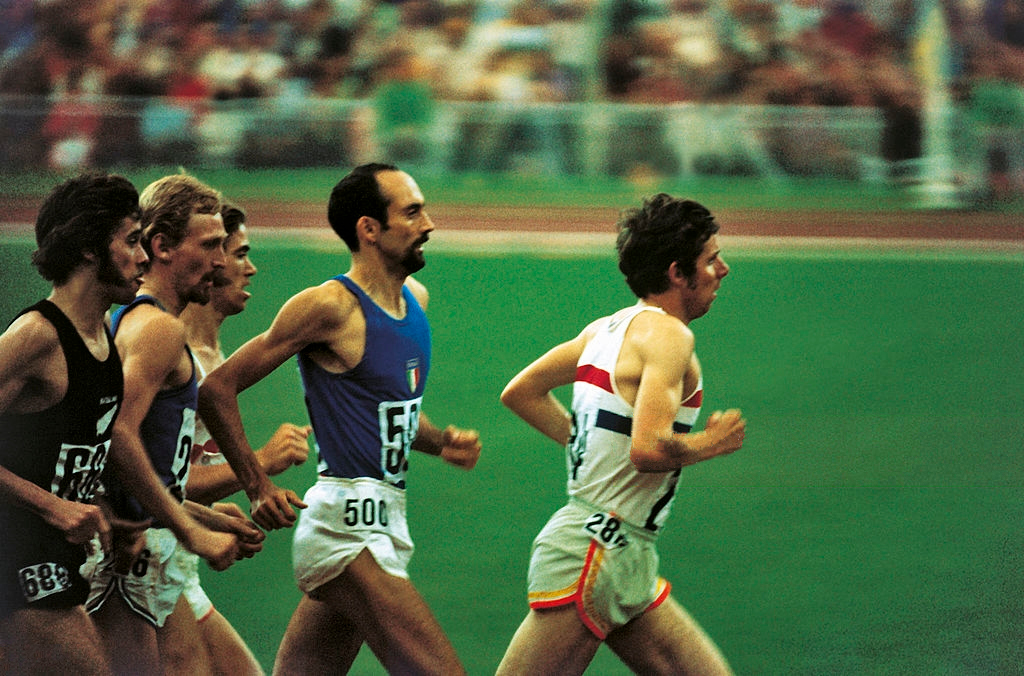
1500-Meter-Halbfinale der Männer 1972: ganz links in schwarz Rod Dixon
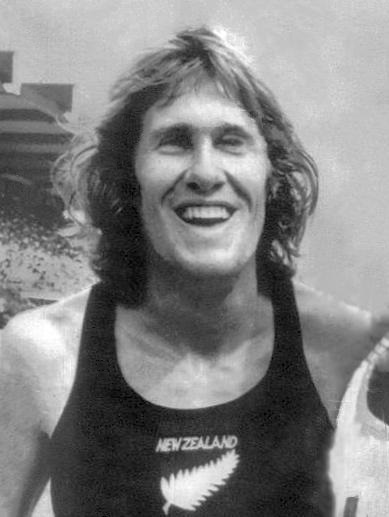
John Walker, Olympiasieger 1976
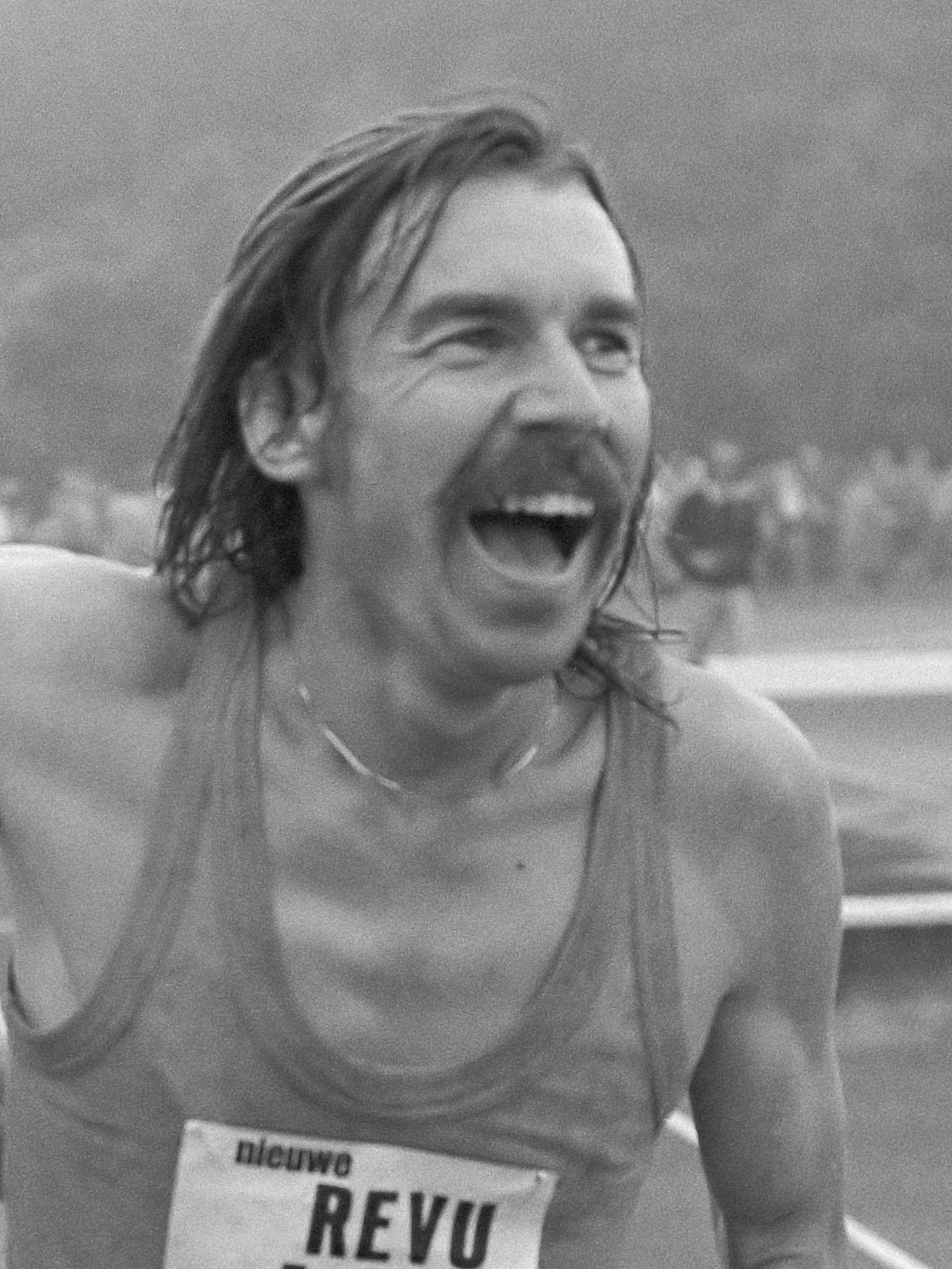
Dick Quax, Silber 1976
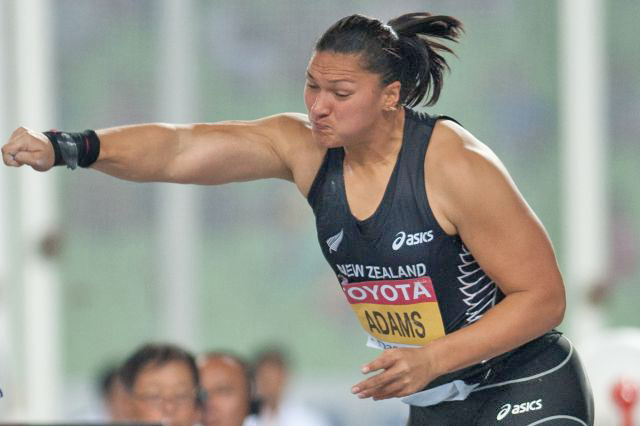
Valerie Adams, Olympiasiegerin 2008 und 2012, Silber 2016
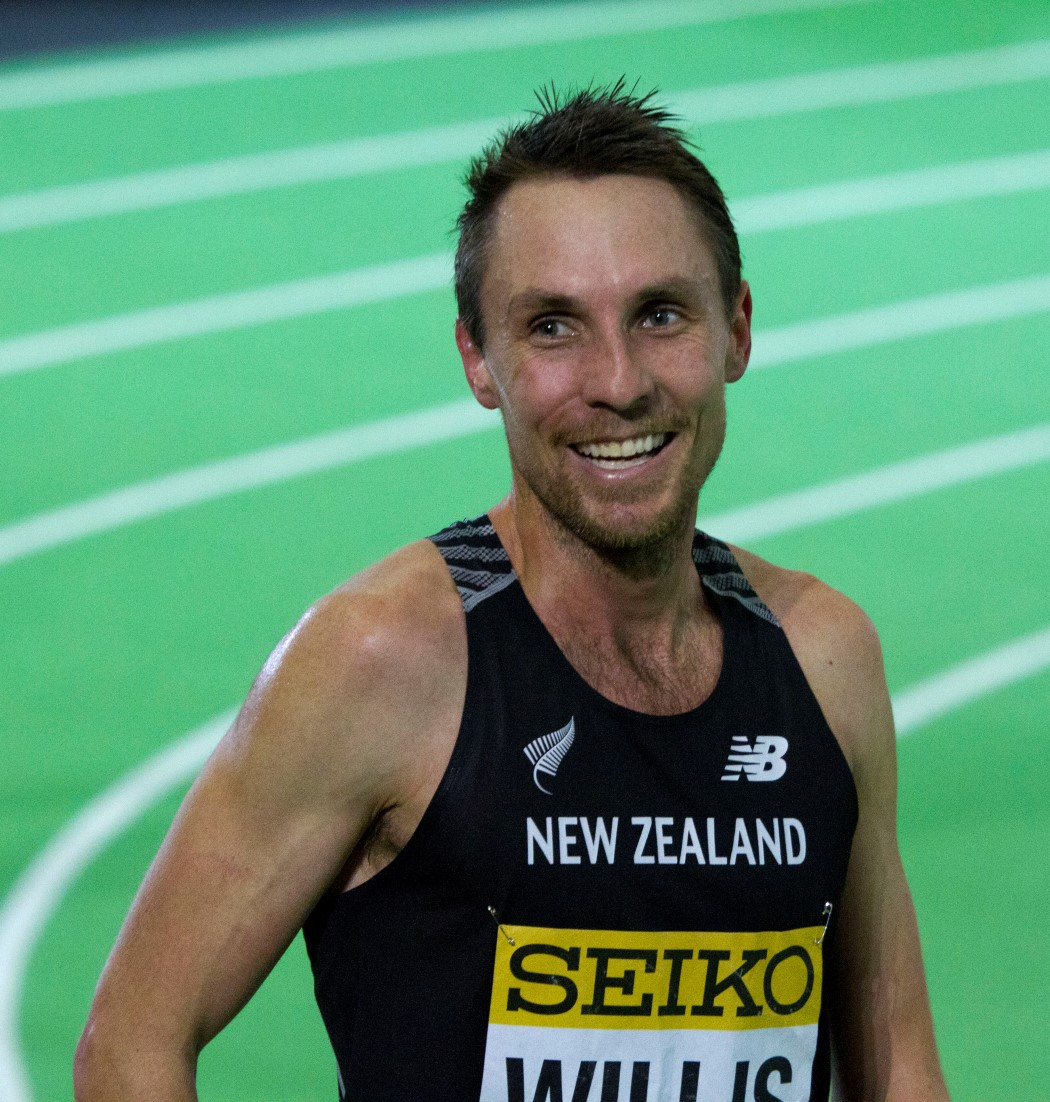
Nick Willis, Silber 2008, Bronze 2016
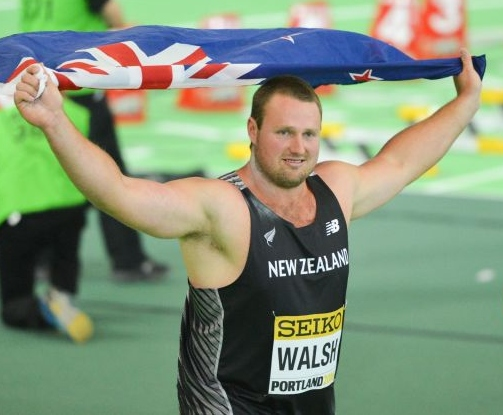
Tomas Walsh, Bronze 2016
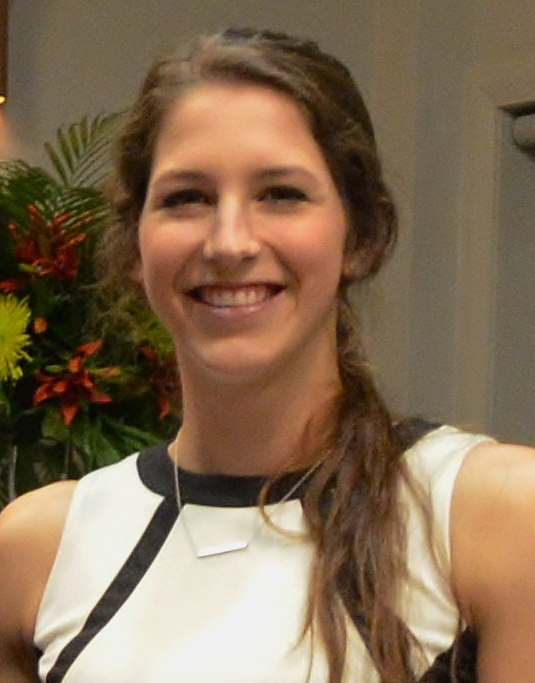
Eliza McCartney, Bronze 2016

#### Moderner Fünfkampf
| Gelbes Symbol für Goldmedaillen mit stilisierten Olympischen Ringen | Graues Symbol für Silbermedaillen mit stilisierten Olympischen Ringen | Braundes Symbol für Bronzemedaillen mit stilisierten Olympischen Ringen |
| ------------------------------------------------------------------- | --------------------------------------------------------------------- | ----------------------------------------------------------------------- |
| —                                                                   | —                                                                     | —                                                                       |

Nur ein Mal, 1980 in Moskau, nahm ein Neuseeländer im Modernen Fünfkampf teil. Zusammen mit drei Kanuten bildete er die vierköpfige Olympiamannschaft Neuseelands.

#### Radsport
| Gelbes Symbol für Goldmedaillen mit stilisierten Olympischen Ringen | Graues Symbol für Silbermedaillen mit stilisierten Olympischen Ringen | Braundes Symbol für Bronzemedaillen mit stilisierten Olympischen Ringen |
| ------------------------------------------------------------------- | --------------------------------------------------------------------- | ----------------------------------------------------------------------- |
| 1                                                                   | 3                                                                     | 4                                                                       |

1932 in Los Angeles ging erstmals ein neuseeländischer Radrennfahrer an den Start. Ein erster Erfolg stellte sich 1956 in Melbourne ein, als Warren Johnstone Platz 4 im Sprint erreichte. Ebenfalls Platz 4 erreichte Bruce Biddle im Straßenrennen von 1972. Craig Adair belegte 1984 in Los Angeles Rang 5 im 1000-Meter-Zeitfahren.
1992 in Barcelona wurde die erste Radsportmedaille gewonnen. Gary Anderson gewann Bronze in der Einzelverfolgung. Glenn McLeay wurde Vierter im Punktefahren. Sarah Ulmer erreichte 2000 in Sydney Platz 4 in der Einzelverfolgung. 2004 in Athen wurde sie Olympiasiegerin in dieser Disziplin. Im Punktefahren wurde sie Sechste. Greg Henderson erreichte Platz 4 im Punktefahren.
2008 in Peking fuhr Hayden Roulston in der Einzelverfolgung auf den Silberrang. In der Mannschaftsverfolgung gewann er zudem Bronze. Die BMX-Fahrerin Sarah Walker belegte Platz 4, ebenso Alison Shanks in der Einzelverfolgung. 2012 in London gewann der Bahnvierer der Männer erneut Bronze in der Mannschaftsverfolgung. Ebenfalls Bronze gewann Simon van Velthooven im Keirin. Sarah Walker gewann mit dem BMX die Silbermedaille. Linda Villumsen wurde im Einzelzeitfahren Vierte.
2016 in Rio de Janeiro wurde eine Silbermedaille im Teamsprint der Männer gewonnen. Der Vierer der Männer in der Mannschaftsverfolgung belegte Rang 4. Weitere vierte Plätze erreichte der Vierer der Frauen in der Mannschaftsverfolgung sowie Lauren Ellis im Omnium. Linda Villumsen wurde Sechste im Einzelzeitfahren.
| Name        | Spiele     | Disziplin        | Anmerkung          |
| ----------- | ---------- | ---------------- | ------------------ |
| Sarah Ulmer | 2004 Athen | Einzelverfolgung | erster Olympiasieg |

| Name                                      | Spiele      | Disziplin        | Anmerkung |
| ----------------------------------------- | ----------- | ---------------- | --------- |
| Hayden Roulston                           | 2008 Peking | Einzelverfolgung |           |
| Sarah Walker                              | 2012 London | BMX              |           |
| Ethan Mitchell Sam Webster Edward Dawkins | 2012 London | Teamsprint       |           |

| Name                                                             | Spiele         | Disziplin             | Anmerkung              |
| ---------------------------------------------------------------- | -------------- | --------------------- | ---------------------- |
| Gary Anderson                                                    | 1992 Barcelona | Einzelverfolgung      | erster Medaillengewinn |
| Sam Bewley Hayden Roulston Marc Ryan Jesse Sergent Westley Gough | 2008 Peking    | Mannschaftsverfolgung |                        |
| Simon van Velthooven                                             | 2012 London    | Keirin                |                        |
| Sam Bewley Marc Ryan Jesse Sergent Aaron Gate Westley Gough      | 2012 London    | Mannschaftsverfolgung |                        |

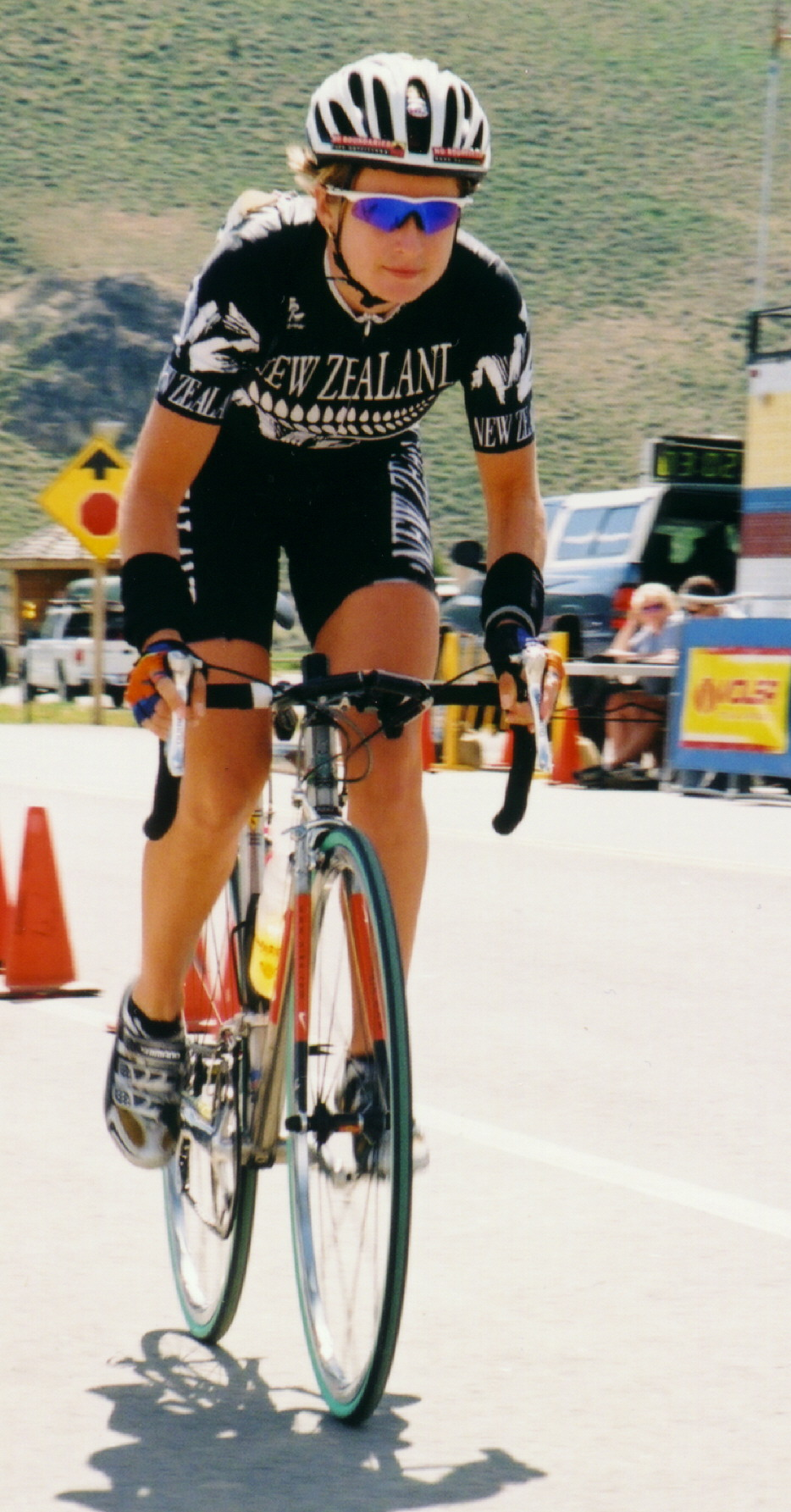
Sarah Ulmer, Olympiasiegerin 2004
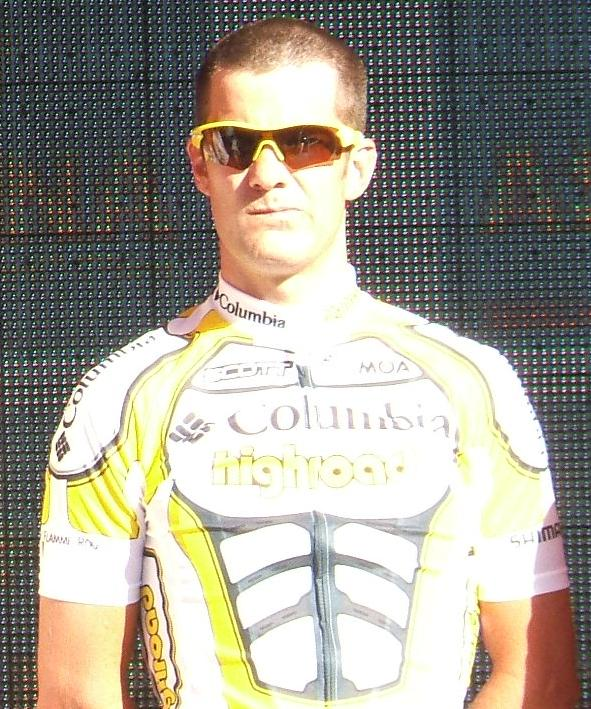
Greg Henderson
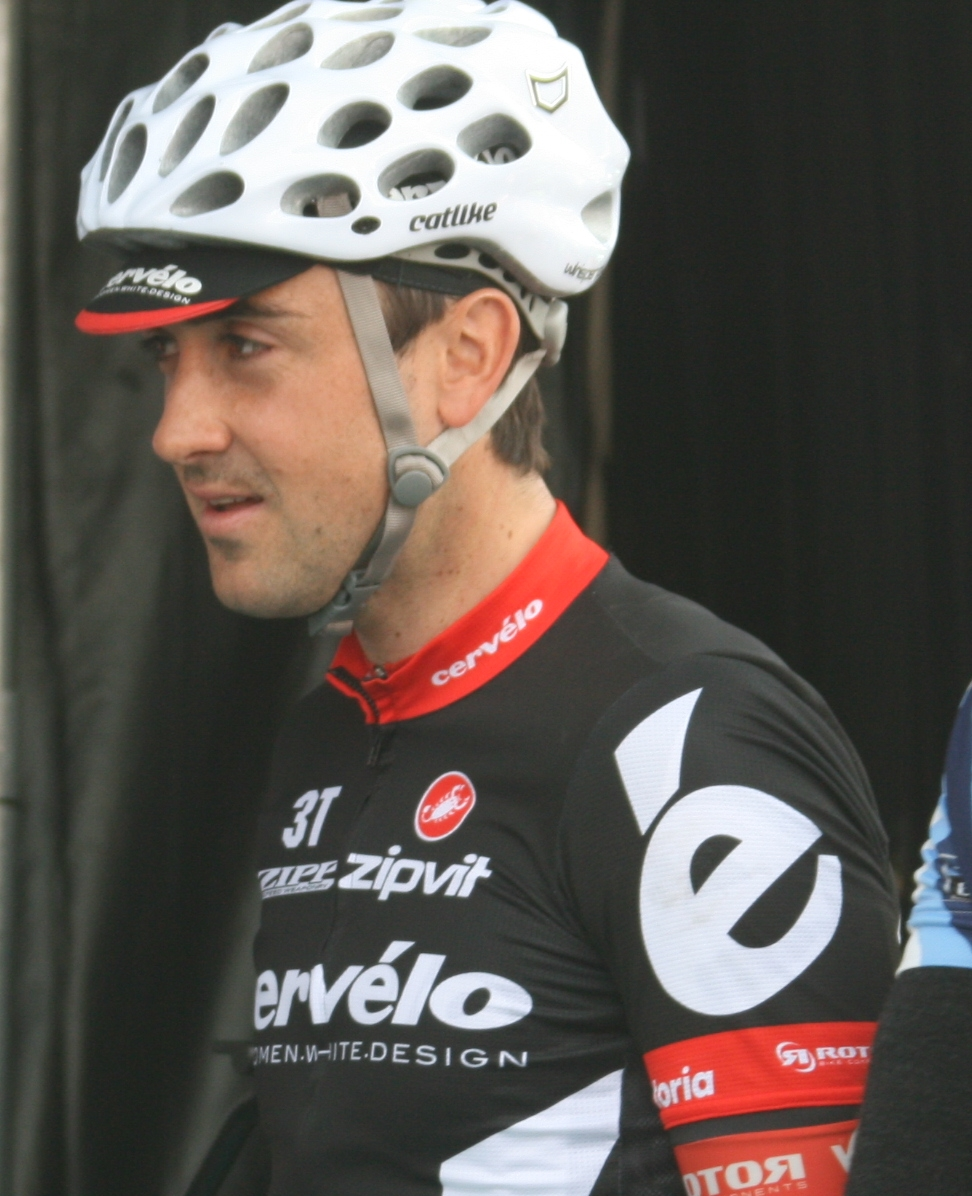
Hayden Roulston, Silber und Bronze 2008
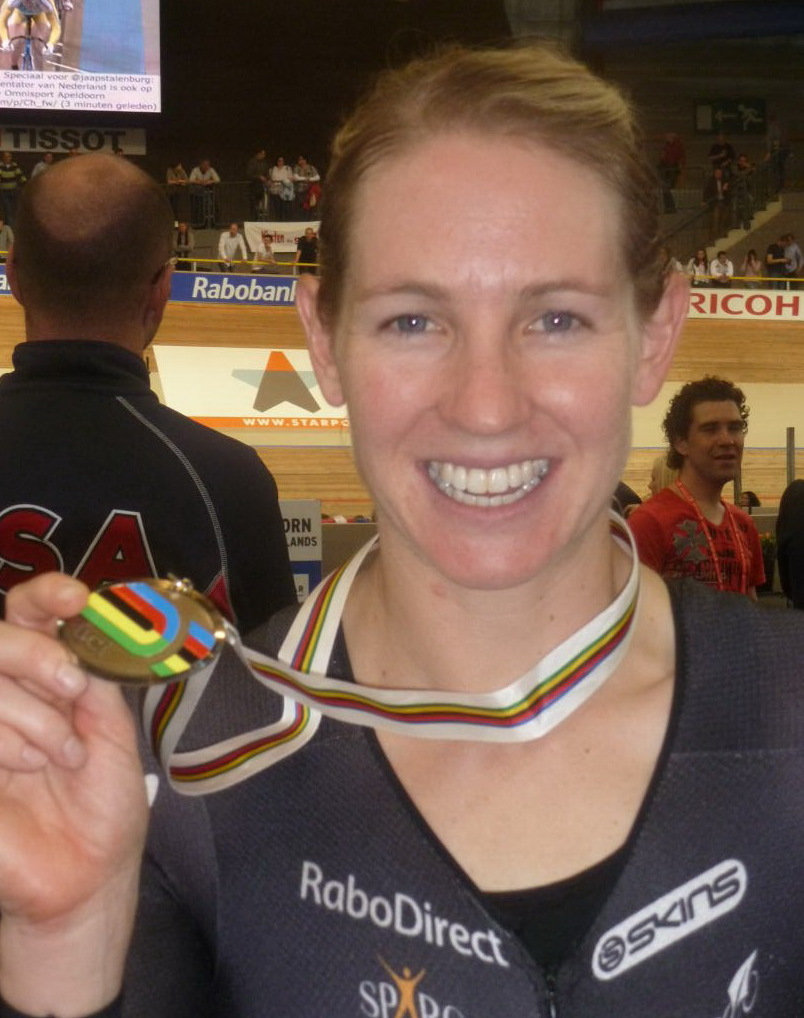
Alison Shanks
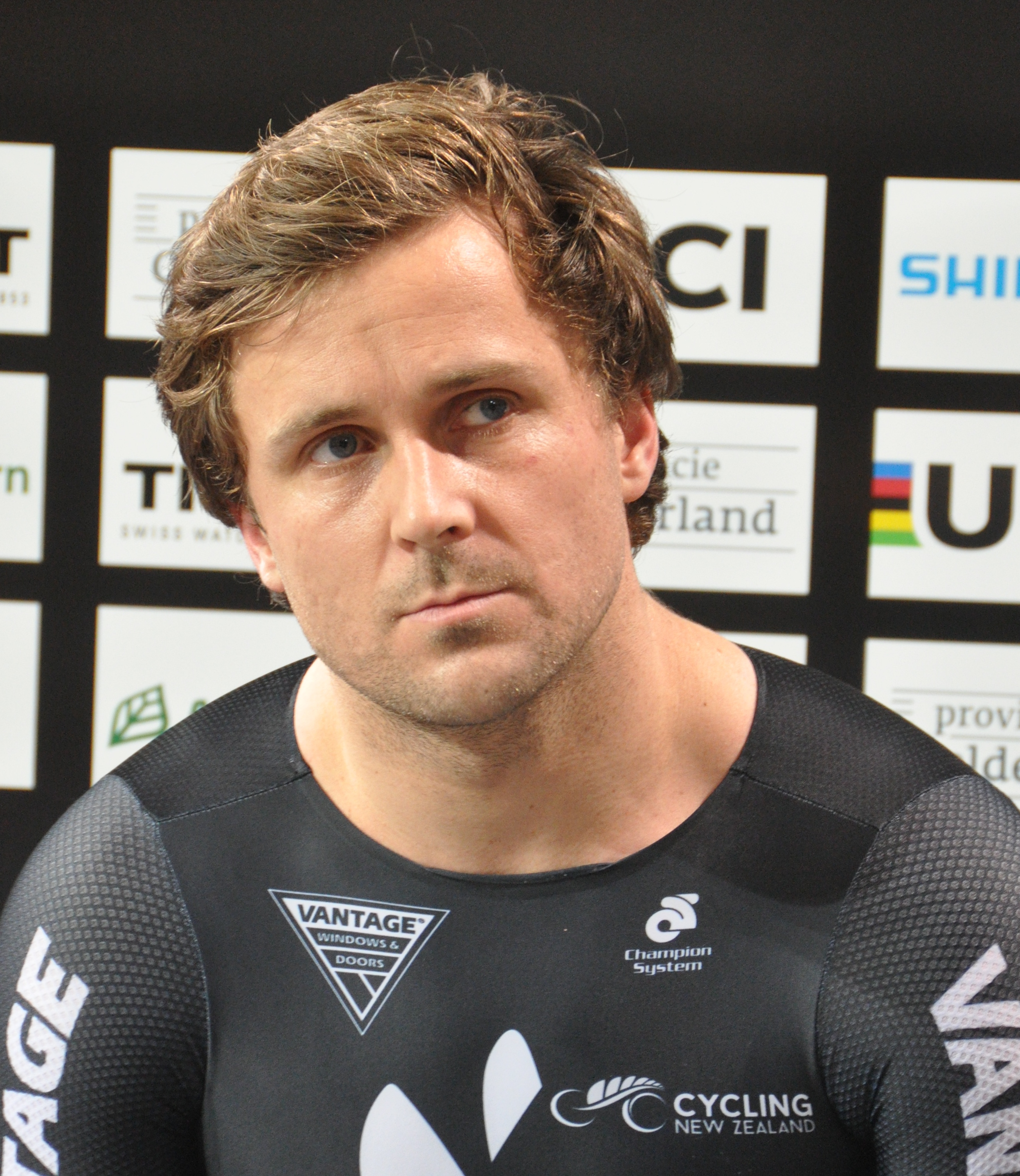
Simon van Velthooven, Bronze 2012
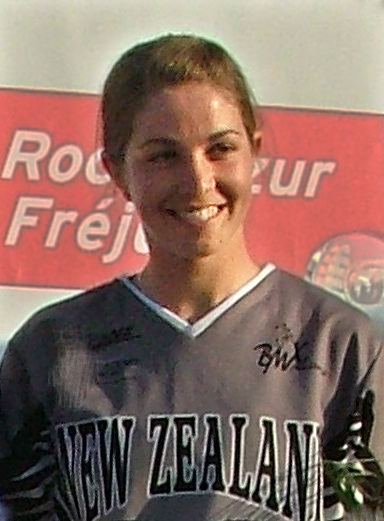
Sarah Walker, Silber 2012
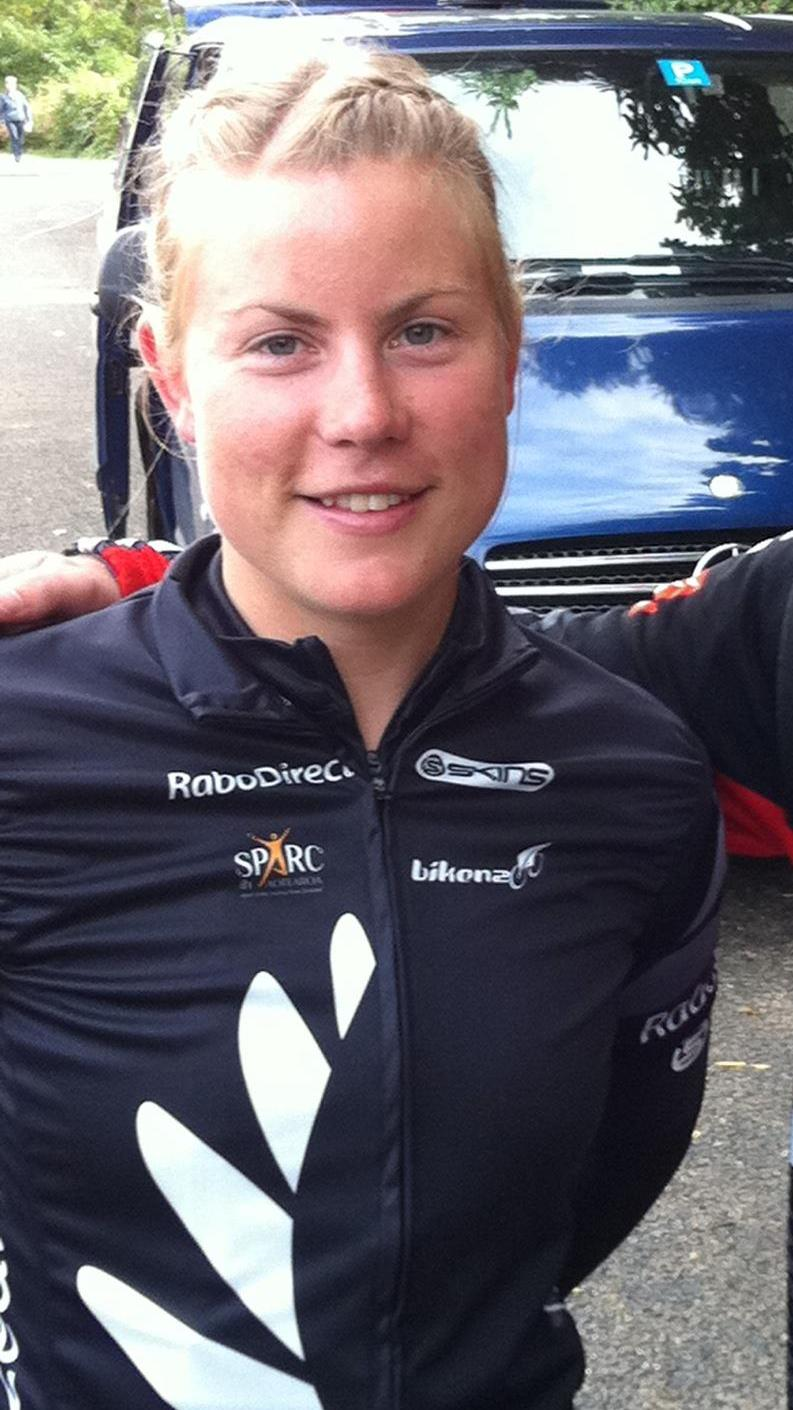
Linda Villumsen

#### Reiten
| Gelbes Symbol für Goldmedaillen mit stilisierten Olympischen Ringen | Graues Symbol für Silbermedaillen mit stilisierten Olympischen Ringen | Braundes Symbol für Bronzemedaillen mit stilisierten Olympischen Ringen |
| ------------------------------------------------------------------- | --------------------------------------------------------------------- | ----------------------------------------------------------------------- |
| 3                                                                   | 2                                                                     | 5                                                                       |

Der erste neuseeländische Reiter nahm 1960 in Rom teil. 1984 in Los Angeles wurde die erste Medaille gewonnen, die zugleich den ersten Olympiasieg im Reiten bedeutete. Mark Todd ritt zu Sieg in der Einzelwertung der Vielseitigkeitsreiterei. 1988 konnte er seinen Olympiasieg wiederholen. Mit der Mannschaft gewann er zudem Bronze. In der Einzelwertung belegte Tinks Pottinger Platz 5.
Die Vielseitigkeitsreiter sorgten auch für die nächsten Medaillen. 1992 in Barcelona gewann Blyth Tait in der Einzelwertung Bronze. Victoria Latta belegte Platz 4. In der Teamwertung holte Neuseeland Silber. 1996 konnte Blyth Tait die Einzelwertung gewinnen. Silber ging dabei an Sally Clark. In der Teamwertung wurde die Bronzemedaille erreicht. 2000 in Sydney konnte Mark Todd eine Bronzemedaille in der Einzelwertung gewinnen.
Erstmals nach 20 Jahren blieben die Vielseitigkeitsreiter 2004 in Athen medaillenlos. Das Team belegte Platz 5, in der Einzelwertung erreichte Heelan Tompkins Platz 7. 2008 in Peking folgte ein weiterer fünfter Platz für das Team. 2012 konnte es die Bronzemedaille gewinnen. Mark Todd gewann hier seine insgesamt sechste Olympiamedaille. In der Einzelwertung wurde Andrew Nicholson Vierter.
Bei den Spielen von Rio de Janeiro 2016 erreichte das Vielseitigkeitsteam Platz 4. In der Einzelwertung belegten Clark Johnstone Platz 6 und Mark Todd bei seiner siebten Teilnahme an Olympischen Spielen Platz 7.
| Name                       | Spiele           | Disziplin             | Anmerkung                              |
| -------------------------- | ---------------- | --------------------- | -------------------------------------- |
| Mark Todd auf Charisma     | 1984 Los Angeles | Vielseitigkeit Einzel | erster Medaillengewinn und Olympiasieg |
| Mark Todd auf Charisma     | 1988 Seoul       | Vielseitigkeit Einzel |                                        |
| Blyth Tait auf Ready Teddy | 1996 Atlanta     | Vielseitigkeit Einzel |                                        |

| Name | Spiele         | Disziplin                  | Anmerkung |
| --- | -------------- | -------------------------- | --------- |
| Blyth Tait auf Messiah Victoria Latta auf Chief Andrew Nicholson auf Spinning Rhombus Mark Todd auf Welton Greylag | 1992 Barcelona | Vielseitigkeit Teamwertung |           |
| Sally Clark auf Squirrel Hill                                                                                      | 1996 Atlanta   | Vielseitigkeit Einzel      |           |

| Name | Spiele         | Disziplin                  | Anmerkung |
| --- | -------------- | -------------------------- | --------- |
| Mark Todd auf Charisma Tinks Pottinger auf Volunteer Andrew Bennie auf Grayshott Margareth Knighton auf Enterprise                           | 1988 Seoul     | Vielseitigkeit Teamwertung |           |
| Blyth Tait auf Messiah | 1992 Barcelona | Vielseitigkeit Einzel      |           |
| Blyth Tait auf Ready Teddy Vaughn Jefferis auf Bounce Andrew Nicholson auf Jagermeister II Victoria Latta auf Broadcast News                 | 1996 Atlanta   | Vielseitigkeit Teamwertung |           |
| Mark Todd auf Eye Spy II | 2000 Sydney    | Vielseitigkeit Einzel      |           |
| Jonelle Price auf Flintstar Caroline Powell auf Lenamore Jonathan Paget auf Clifton Promise Andrew Nicholson auf Nereo Mark Todd auf Campino | 2012 London    | Vielseitigkeit Teamwertung |           |

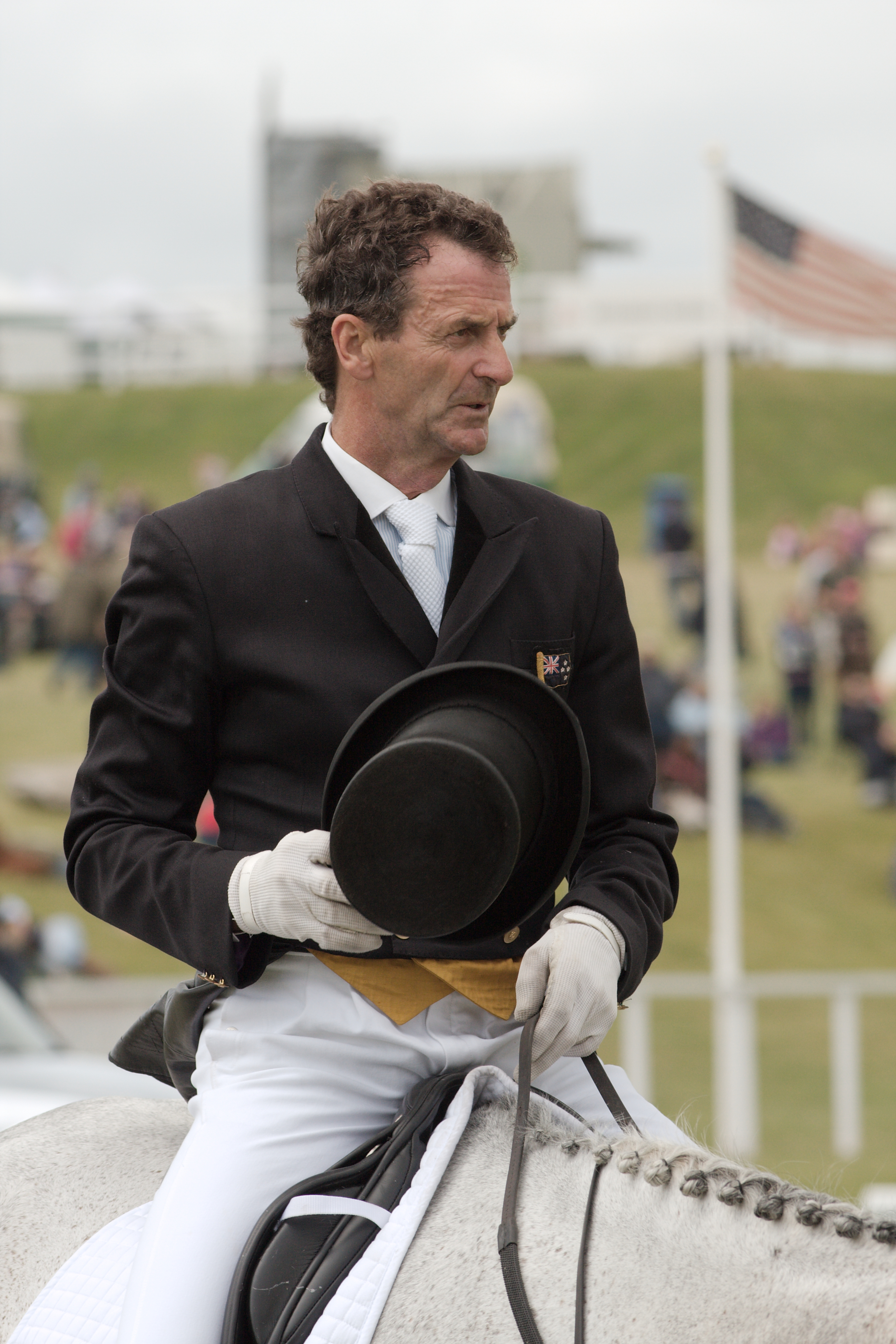
Mark Todd, Olympiasieger 1984 und 1988 im Jahr 2008
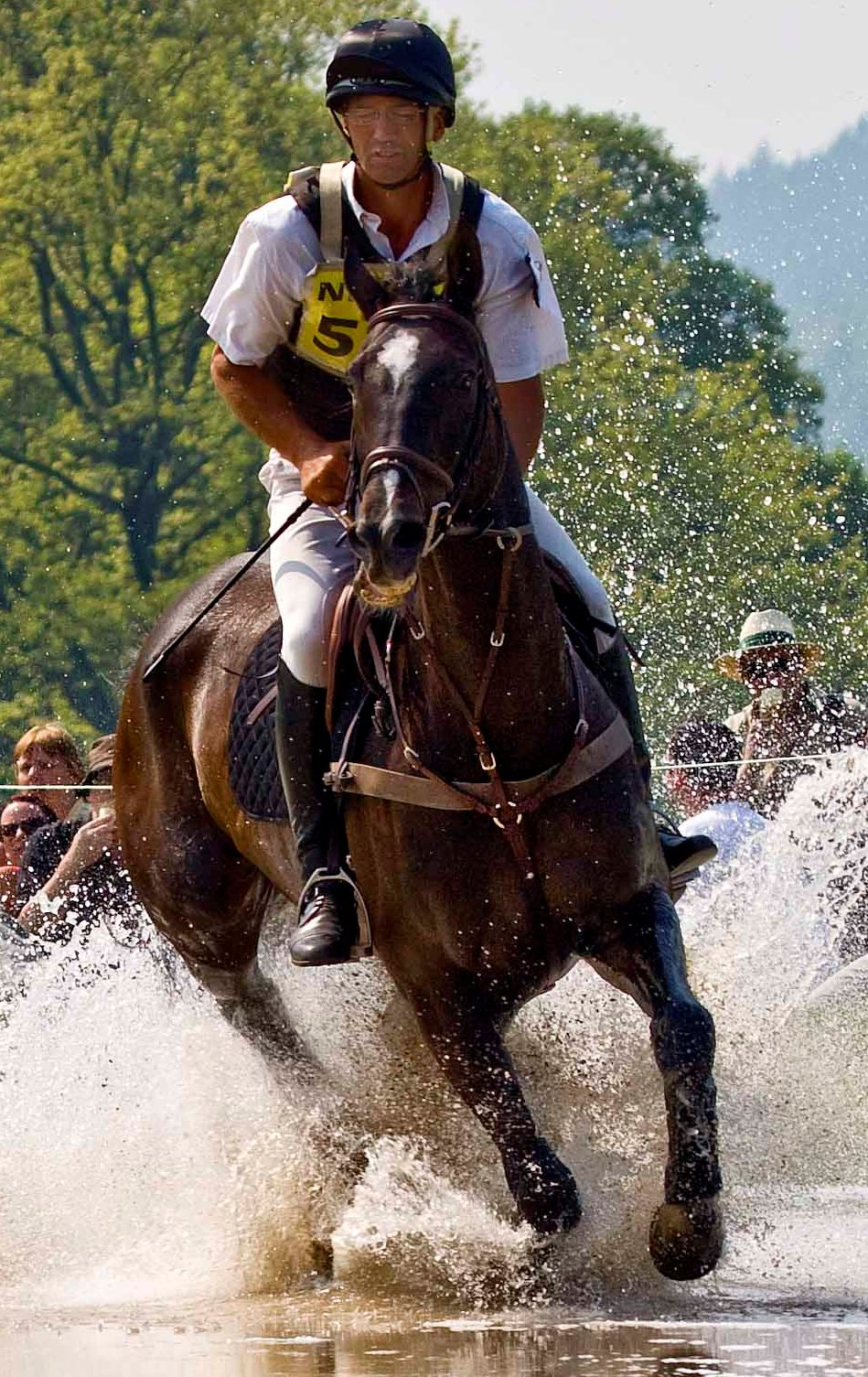
Andrew Nicholson, Silber 1992, Bronze 1996 und 2012
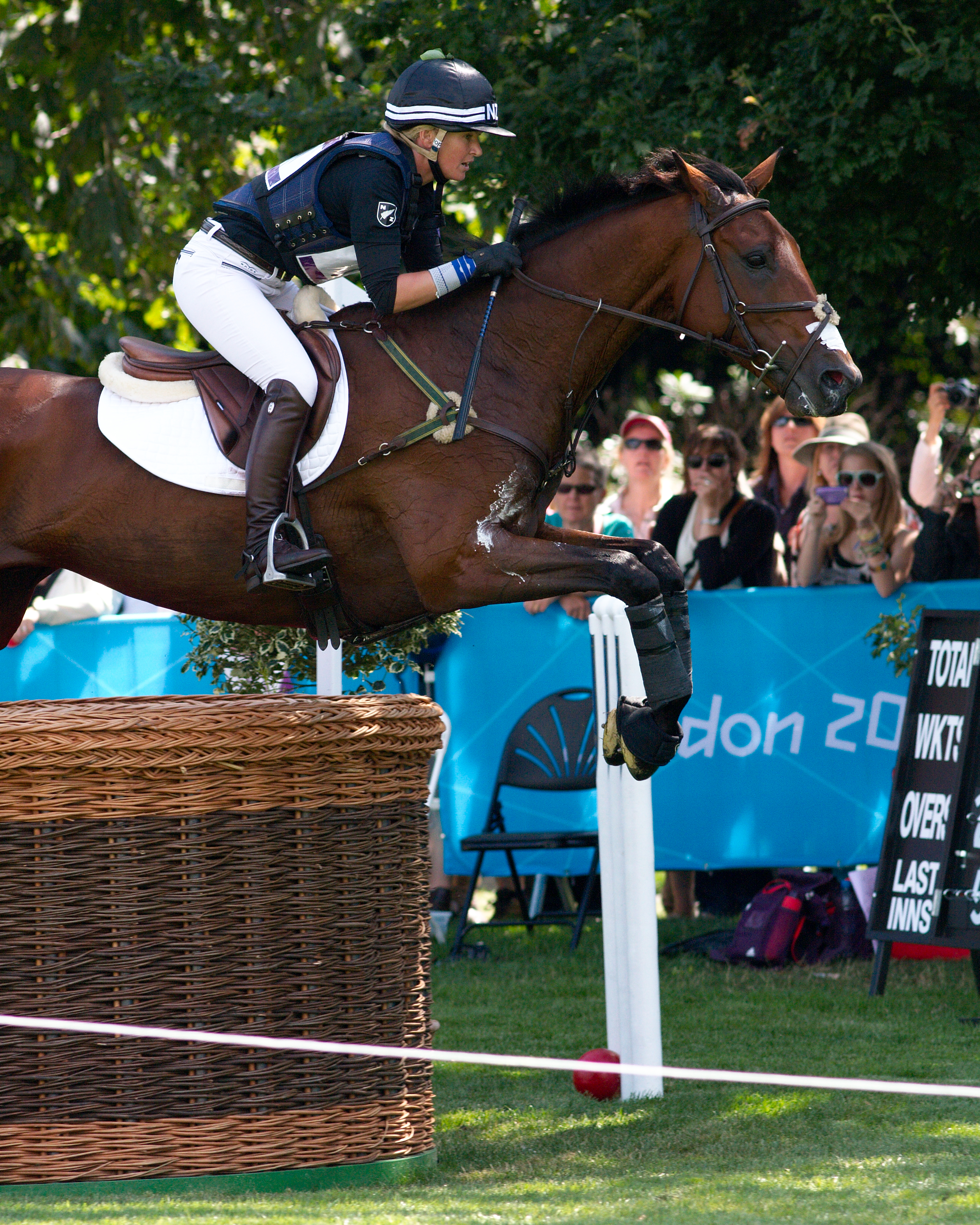
Jonelle Price, Bronze 2012, während des Wettkampfes 2012
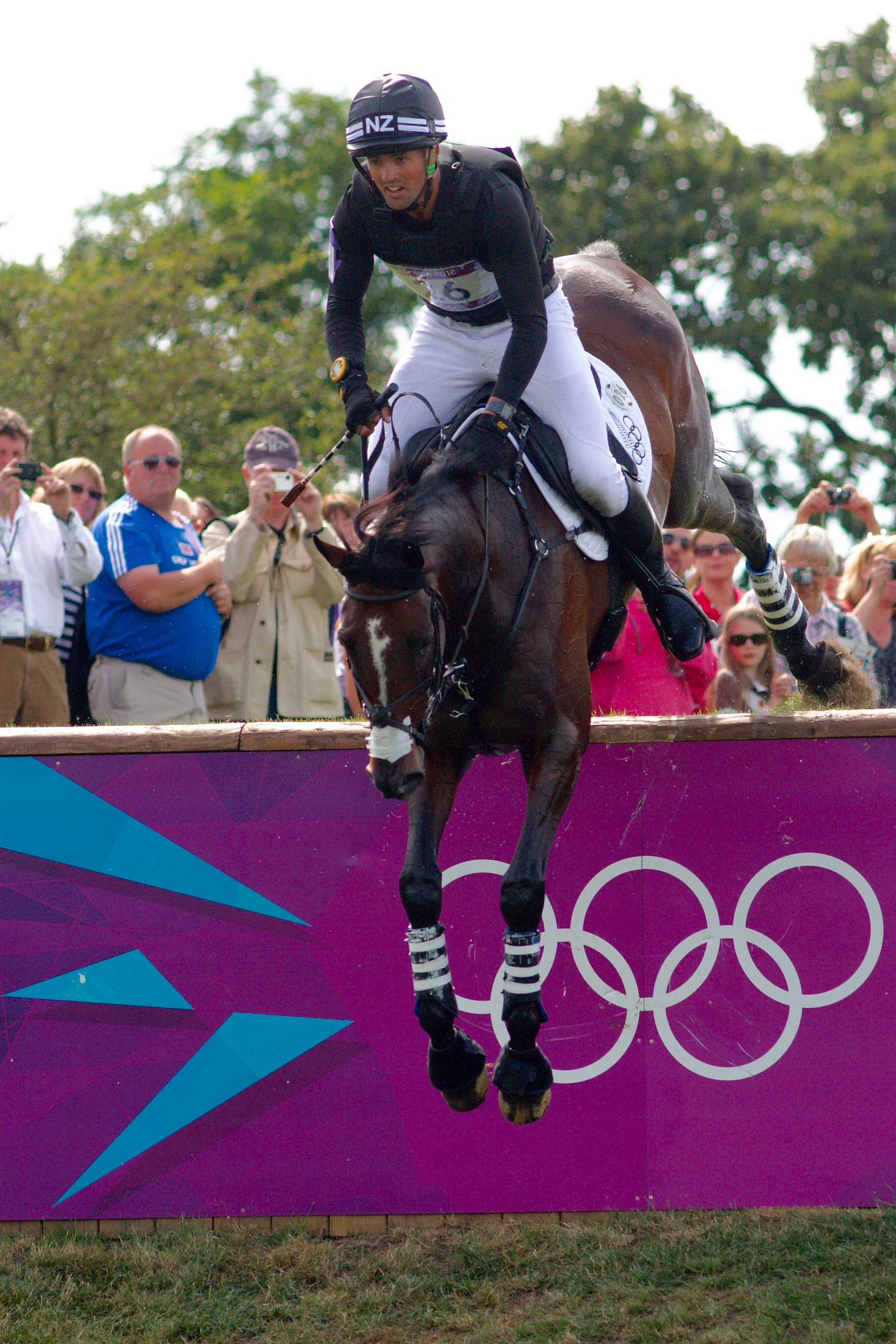
Jonathan Paget, Bronze 2012, während des Wettkampfes 2012

#### Ringen
| Gelbes Symbol für Goldmedaillen mit stilisierten Olympischen Ringen | Graues Symbol für Silbermedaillen mit stilisierten Olympischen Ringen | Braundes Symbol für Bronzemedaillen mit stilisierten Olympischen Ringen |
| ------------------------------------------------------------------- | --------------------------------------------------------------------- | ----------------------------------------------------------------------- |
| —                                                                   | —                                                                     | —                                                                       |

1956 in Melbourne ging der erste neuseeländische Ringer auf die Matte. Die beste Platzierung gelang dem Freistilringer Ken Reinsfeld 1984 in Los Angeles mit Platz 6 im Mittelgewicht.

#### Rudern
| Gelbes Symbol für Goldmedaillen mit stilisierten Olympischen Ringen | Graues Symbol für Silbermedaillen mit stilisierten Olympischen Ringen | Braundes Symbol für Bronzemedaillen mit stilisierten Olympischen Ringen |
| ------------------------------------------------------------------- | --------------------------------------------------------------------- | ----------------------------------------------------------------------- |
| 11                                                                  | 3                                                                     | 10                                                                      |

Rudern gehört seit 1920 zum neuseeländischen Programm. Es ist die erfolgreichste Sportart Neuseelands bezüglich der Anzahl der Olympiasiege. Und schon bei der ersten Teilnahme gab es den ersten Medaillengewinn. Im Einer gewann Darcy Hadfield Bronze. Dies war die erste olympische Medaille für Neuseeland überhaupt. Vorherige Medaillengewinne waren durch Athleten zu Stande gekommen, die 1908 und 1912 für das Team Australasien angetreten waren.
Erst 1932 nahmen wieder Ruderer teil. Während der Doppelvierer auf Rang 4 fuhr, gewann der Zweier ohne Steuermann Silber. Wieder gab es eine Pause von 20 Jahren, bevor wieder ein neuseeländisches Boot 1952 in Melbourne an einer olympischen Ruderregatta teilnahm. 1960 in Rom erreichte James Hill im Einer Platz 4, Murray Watkinson 1964 in Tokio Platz 5. 1968 in Mexiko-Stadt konnte der erste Olympiasieg im Rudern gefeiert werden. Der Vierer mit Steuermann gewann die Regatta. Der neuseeländische Achter fuhr auf Platz 4. Der Achter war es dann, der 1972 zum Olympiasieg fuhr. Gesteuert wurde er von Simon Dickie, dem Olympiasieger von 1968. Der Vierer ohne Steuermann gewann Silber. 1976 in Montreal gewann der Achter Bronze, der Vierer ohne Steuermann wurde Vierter, der Vierer mit Steuermann Sechster.
In Los Angeles 1984 wurde der Vierer ohne Steuermann Olympiasieger, der Vierer mit Steuermann gewann Bronze, der Achter der Männer belegte Rang 4. Drei Bronzemedaillen waren die Ausbeute der Regatten in Seoul 1988. Bronze gewannen Eric Verdonk im Einer, der Vierer mit Steuermann und der ungesteuerte Zweier bei den Frauen, die damit die erste Rudermedaille bei den Frauen gewannen. Medaillenlos blieb die Teilnahme 1992 in Barcelona. Eric Verdonk wurde im Einer Vierter, die gleiche Platzierung erreichte der Doppelzweier der Frauen. Ebenso erfolglos blieb man 1996 in Atlanta. Der Zweier ohne Steuermann belegte Rang 5, der Doppelzweier der Frauen Rang 6.
2000 in Sydney gingen nur drei Boote mit insgesamt sechs Athleten an den Start. Dies war die kleinste Rudermannschaft Neuseelands seit 1960. Im Einer wurde Rob Waddell Olympiasieger. Seine Ehefrau Sonia wurde bei den Frauen Sechste im Einer, auch der Vierer ohne Steuermann belegte Rang 6. 2004 in Athen wurde der Zweier ohne Steuerfrau mit den Zwillingsschwestern Caroline und Georgina Evers-Swindell Olympiasieger. Der Zweier ohne Steuermann wurde Vierter, der Vierer ohne Steuermann Fünfter. Auch Sonia Waddell wurde im Einer Fünfte, der Zweier ohne Steuerfrau belegte Rang 6. In Peking konnten die Zwillingsschwestern Evers-Swindell ihren Olympiasieg von 2004 wiederholen, diesmal jedoch im Doppelzweier. Hinzu kam eine Bronzemedaille durch Mahé Drysdale im Einer sowie im Zweier ohne Steuermann. Der Doppelzweier der Männer wurde Vierter, der Zweier ohne Steuerfrau Fünfter.
2012 in London konnten drei Olympiasiege durch Mahé Drysdale im Einer, den Zweier ohne Steuermann und dem Doppelzweier der Männer eingefahren werden. Hinzu kamen Bronzemedaillen durch den Leichtgewichts-Doppelzweier der Männer und den Zweier ohne Steuerfrau. Emma Twigg wurde im Einer Vierte, der Doppelzweier der Frauen Fünfter. 2016 in Rio de Janeiro konnte Mahé Drysdale seine Olympiasieg wiederholen. Das Gleiche schaffte auch der Zweier ohne Steuermann. Der Zweier ohne Steuerfrau gewann Silber. Vierte Plätze belegten Emma Twigg im Einer, der Leichtgewichts-Doppelzweier der Frauen und der Achter der Frauen. Der Leichtgewichts-Vierer ohne Steuermann belegte Rang 5, der Achter der Männer Rang 6.
| Name                                                            | Spiele              | Disziplin              | Anmerkung          |
| --------------------------------------------------------------- | ------------------- | ---------------------- | ------------------ |
| Dick Joyce Dudley Storey Ross Collinge Warren Cole Simon Dickie | 1968 Mexiko-Stadt   | Vierer mit Steuermann  | erster Olympiasieg |
| Achter der Männer                                               | 1972 München        | Achter                 |                    |
| Les O’Connell Shane O’Brien Conrad Robertson Keith Trask        | 1984 Los Angeles    | Vierer ohne Steuermann |                    |
| Rob Waddell                                                     | 2000 Sydney         | Einer                  |                    |
| Caroline Evers-Swindell Georgina Evers-Swindell                 | 2004 Athen          | Zweier ohne Steuerfrau |                    |
| Caroline Evers-Swindell Georgina Evers-Swindell                 | 2008 Peking         | Doppelzweier           |                    |
| Mahé Drysdale                                                   | 2012 London         | Einer                  |                    |
| Nathan Cohen Joseph Sullivan                                    | 2012 London         | Doppelzweier           |                    |
| Eric Murray Hamish Bond                                         | 2012 London         | Zweier ohne Steuermann |                    |
| Nathan Cohen Joseph Sullivan                                    | 2016 Rio de Janeiro | Doppelzweier           |                    |
| Eric Murray Hamish Bond                                         | 2016 Rio de Janeiro | Zweier ohne Steuermann |                    |

| Name                                                 | Spiele              | Disziplin              | Anmerkung |
| ---------------------------------------------------- | ------------------- | ---------------------- | --------- |
| Robert Stiles Fred Thompson                          | 1932 Los Angeles    | Zweier ohne Steuermann |           |
| Richard Tonks Dudley Storey Ross Collinge Noel Mills | 1972 München        | Vierer ohne Steuermann |           |
| Genevieve Behrent Rebecca Scown                      | 2016 Rio de Janeiro | Zweier ohne Steuerfrau |           |

| Name                                                                  | Spiele           | Disziplin                  | Anmerkung                                    |
| --------------------------------------------------------------------- | ---------------- | -------------------------- | -------------------------------------------- |
| Darcy Hadfield                                                        | 1920 Antwerpen   | Einer                      | erster Medaillengewinn Neuseelands überhaupt |
| Achter der Männer                                                     | 1976 Montreal    | Achter                     |                                              |
| Kevin Lawton Donald Symon Barrie Mabbott Ross Tong Brett Hollister    | 1984 Los Angeles | Vierer mit Steuermann      |                                              |
| Eric Verdonk                                                          | 1988 Seoul       | Einer                      |                                              |
| George Keys Ian Wright Gregory Johnston Christopher White Andrew Bird | 1988 Seoul       | Vierer mit Steuermann      |                                              |
| Nicola Payne Lynley Hannen                                            | 1988 Seoul       | Zweier ohne Steuerfrau     |                                              |
| Mahé Drysdale                                                         | 2008 Peking      | Einer                      |                                              |
| Nathan Twaddle George Bridgewater                                     | 2008 Peking      | Zweier ohne Steuermann     |                                              |
| Storm Uru Peter Taylor                                                | 2012 London      | Doppelzweier Leichtgewicht |                                              |
| Juliette Haigh Rebecca Scown                                          | 2012 London      | Zweier ohne Steuerfrau     |                                              |

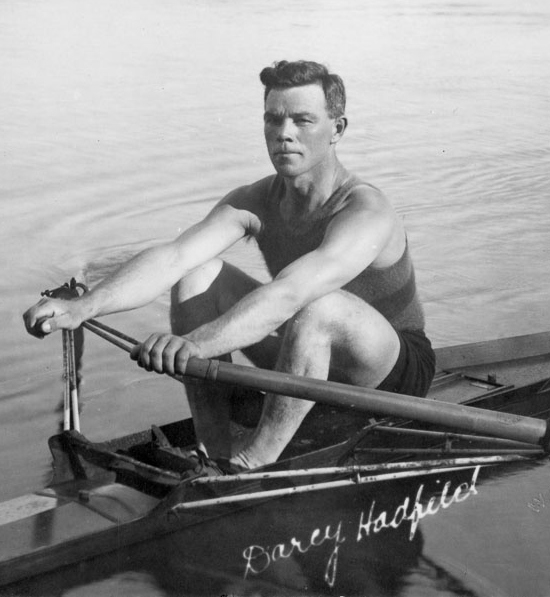
Darcy Hadfield, Bronze 1920, erster Medaillengewinner Neuseelands in der olympischen Geschichte
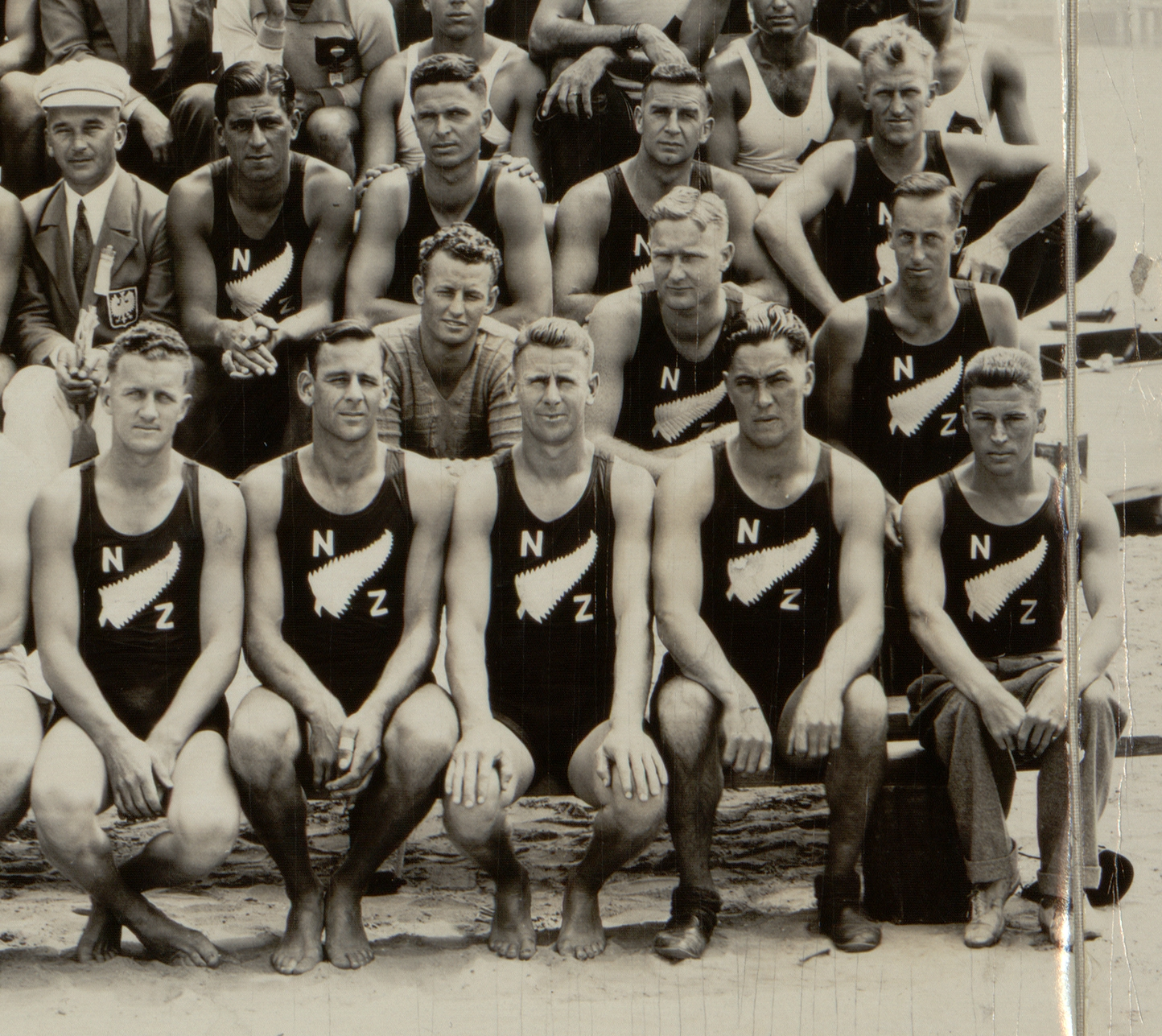
Die neuseeländische Rudermannschaft 1932
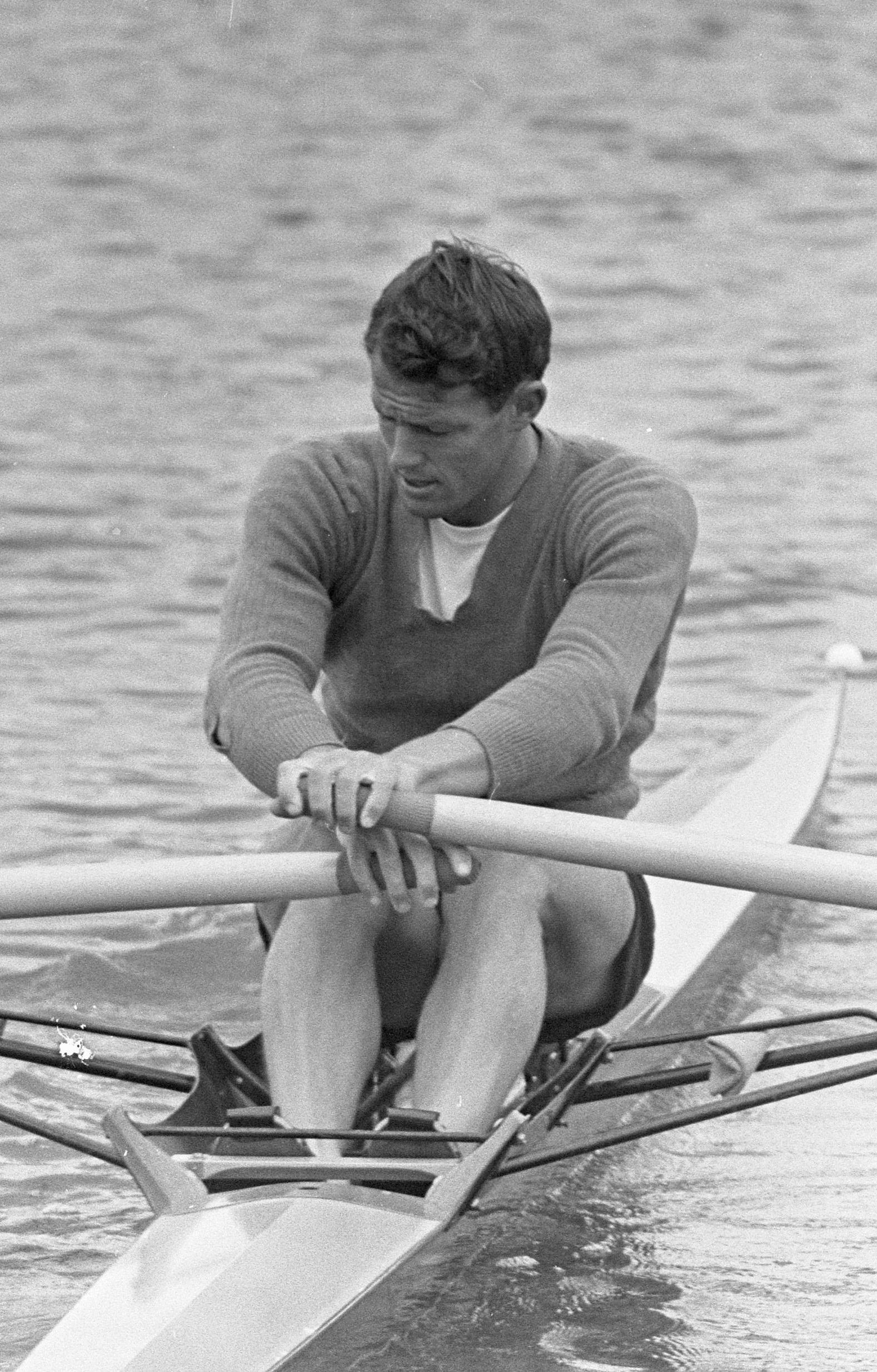
Murray Watkinson
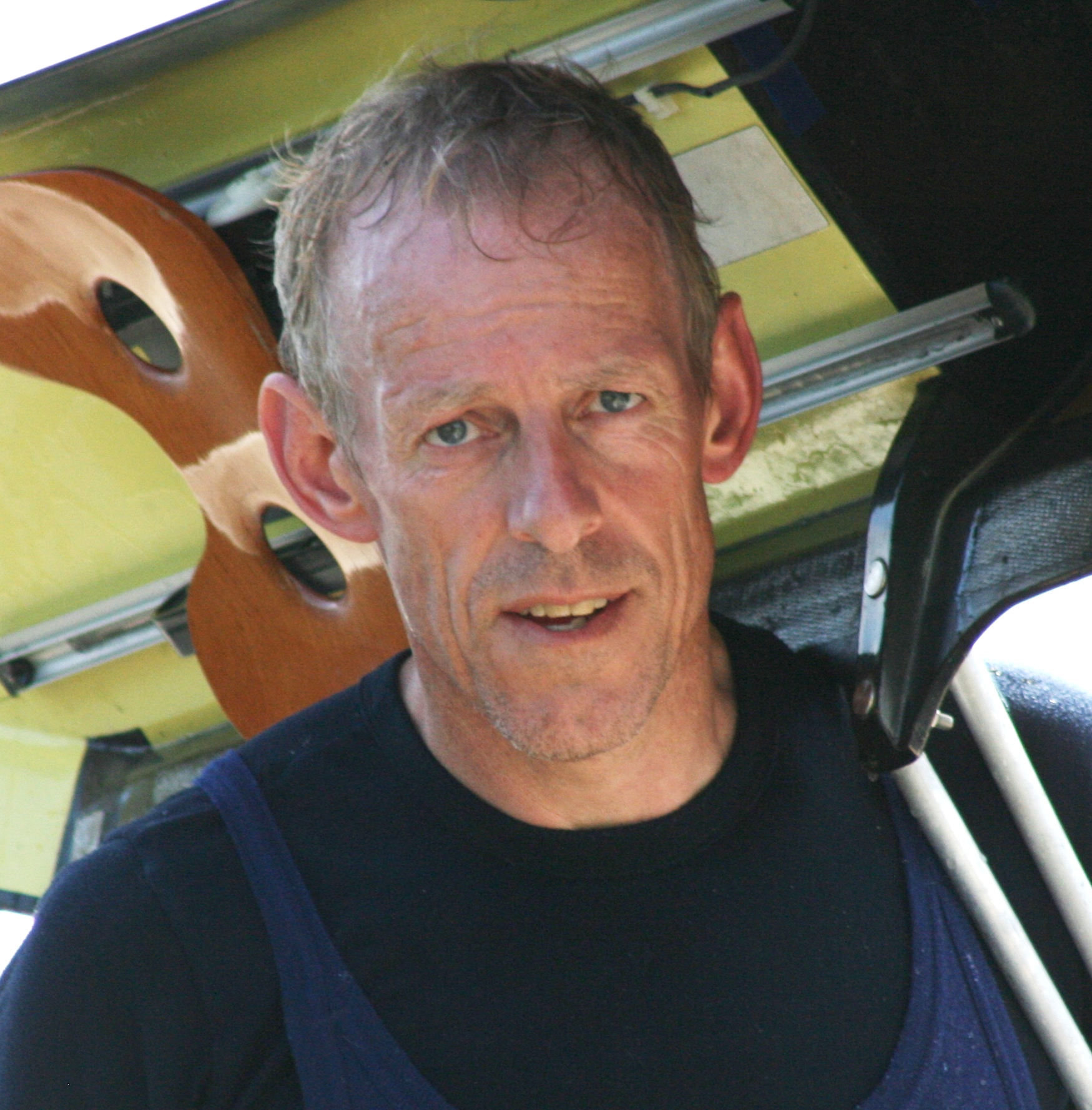
Eric Verdonk, Bronze 1988, im Jahr 2009
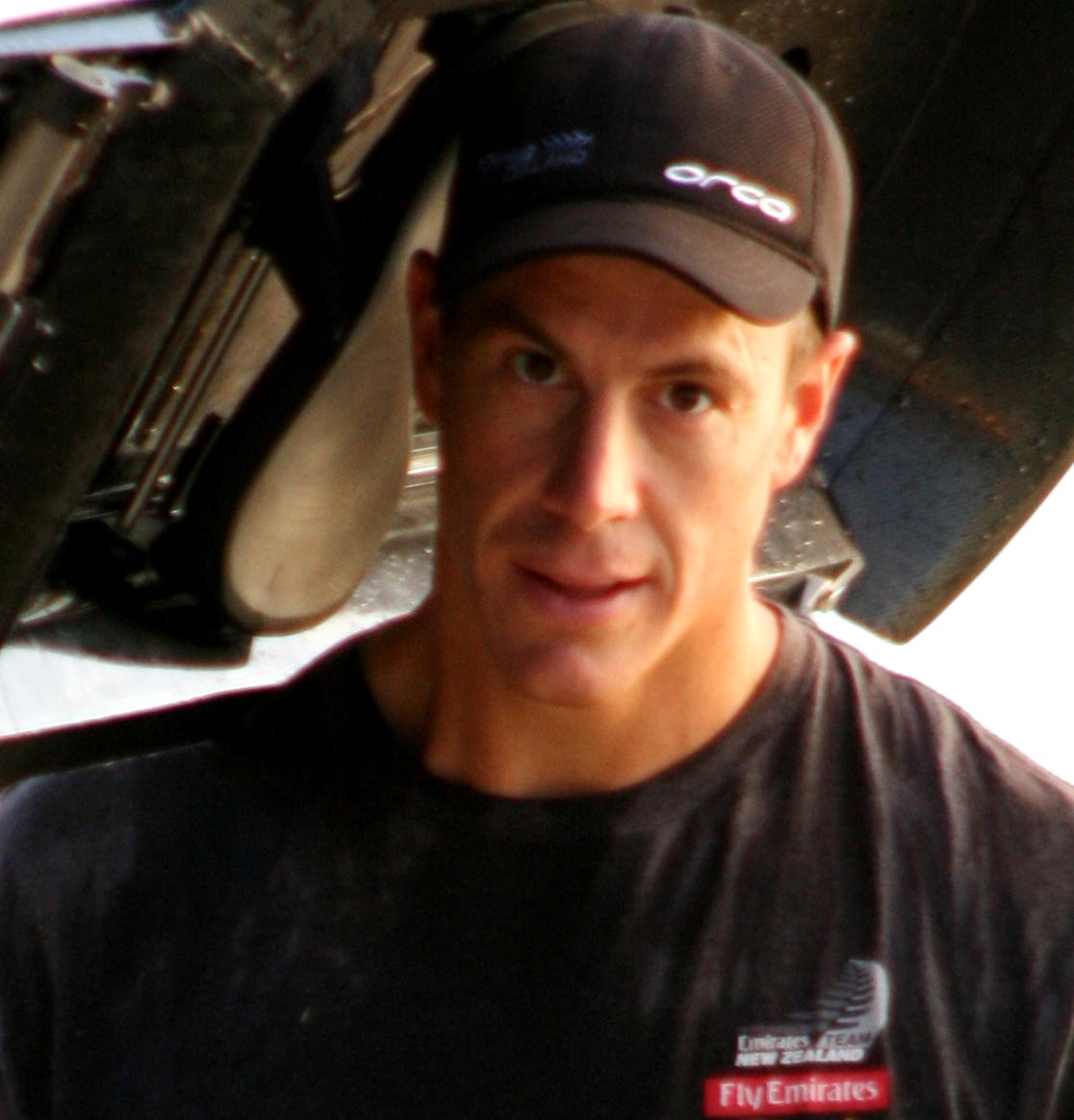
Rob Waddell, Olympiasieger 2000
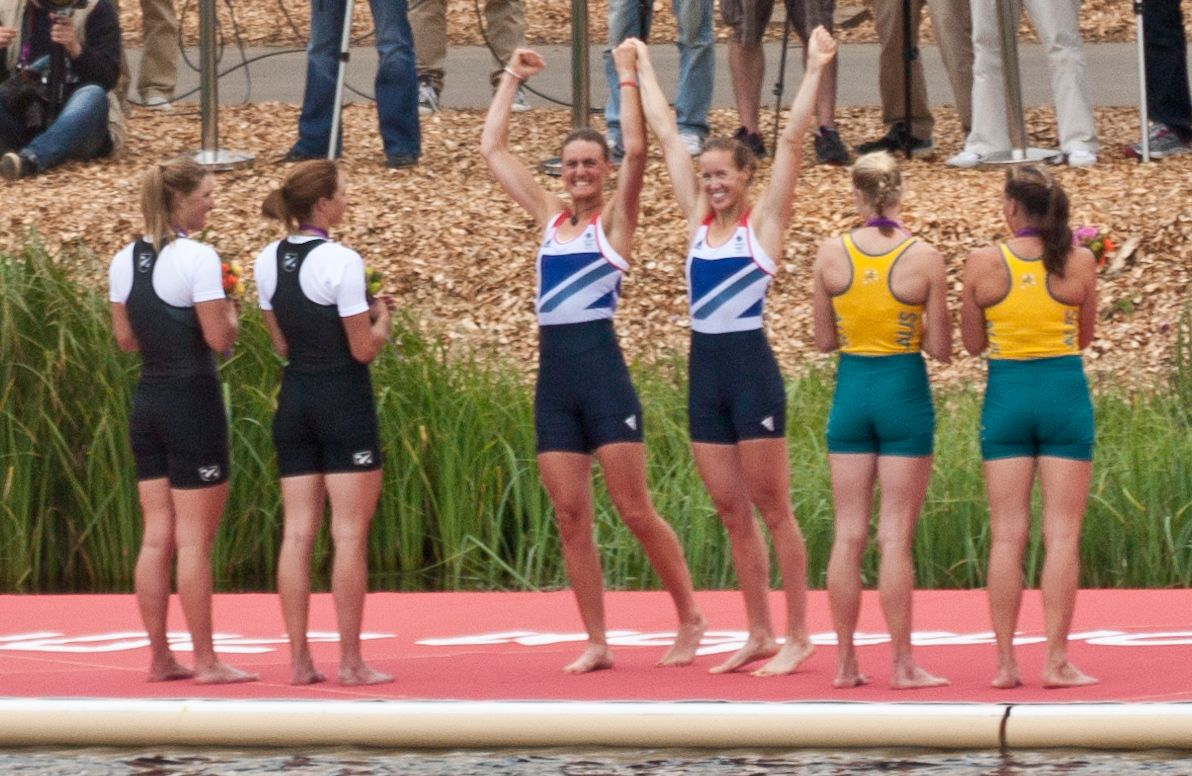
Siegerehrung für den Zweier ohne Steuerfrau 2012: links die neuseeländischen Bronzemedaillengewinnerinnen Rebecca Scown (ganz links) und Juliette Haigh
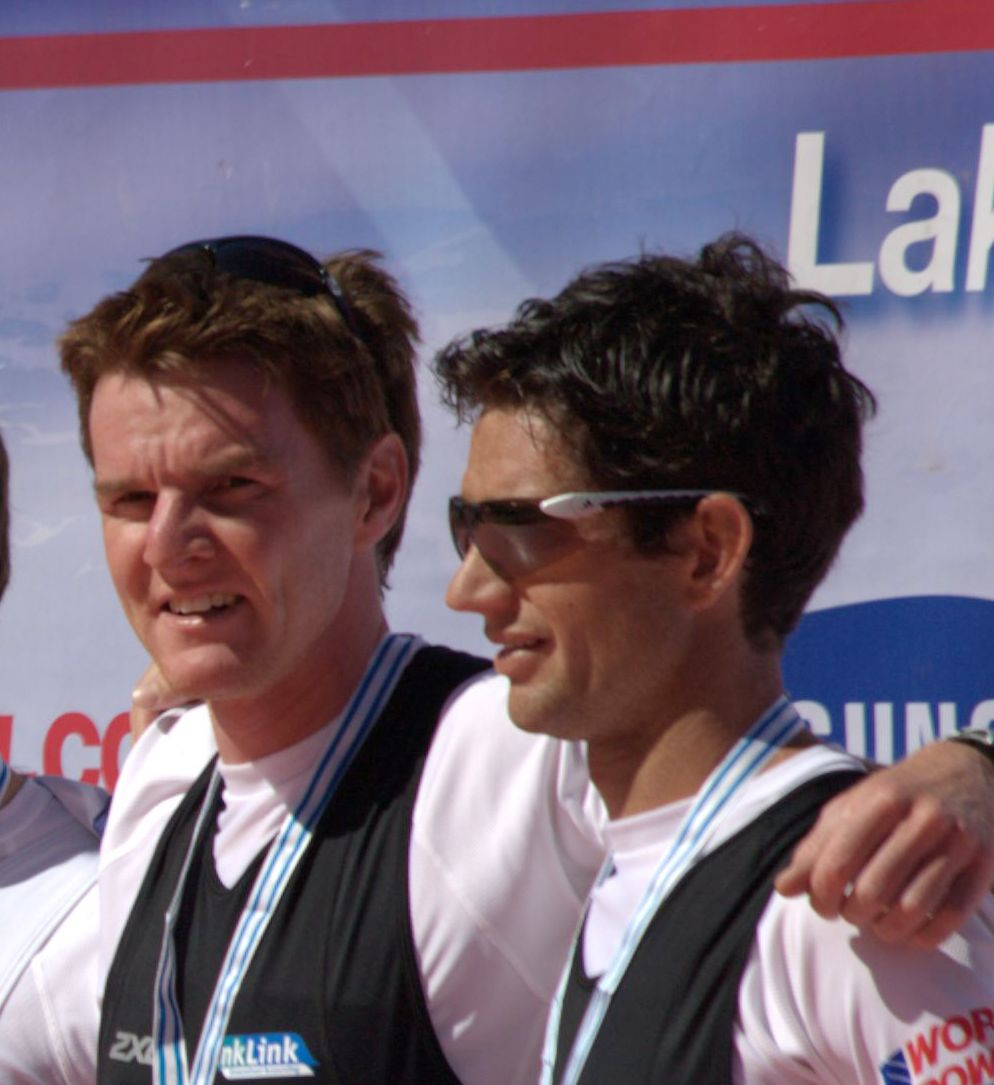
Peter Taylor (l.) und Storm Uru, Bronze 2012
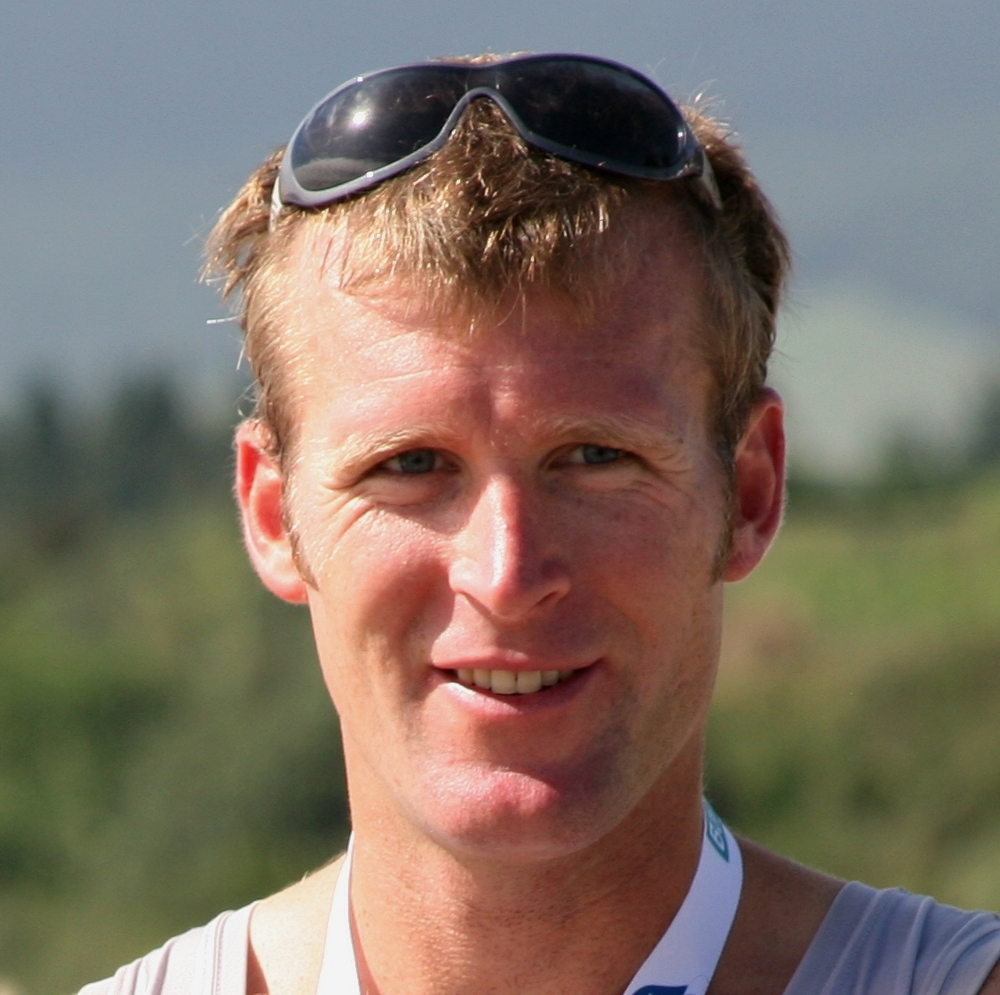
Mahé Drysdale, Olympiasieger 2012 und 2016
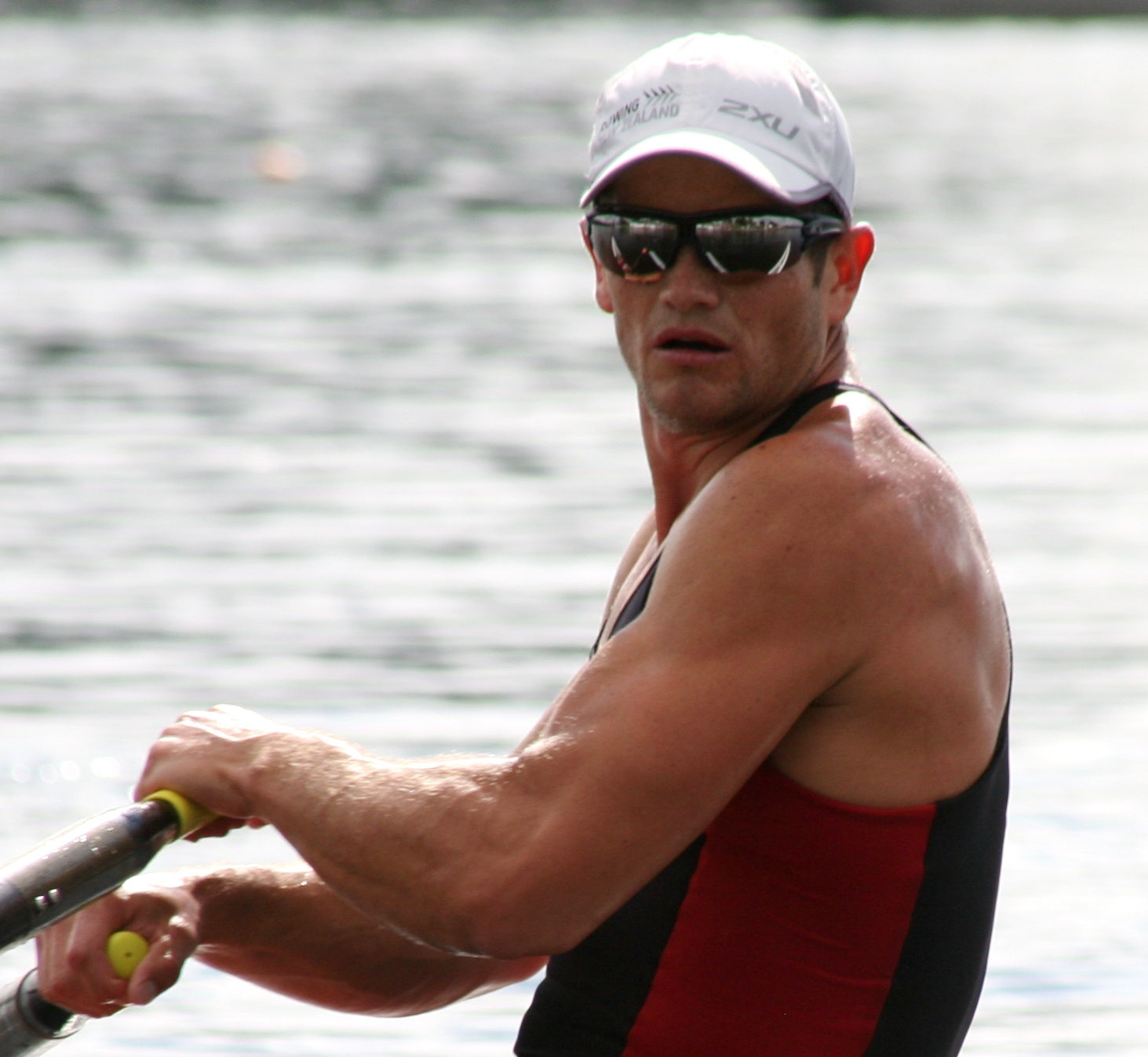
Nathan Cohen, Olympiasieger 2012
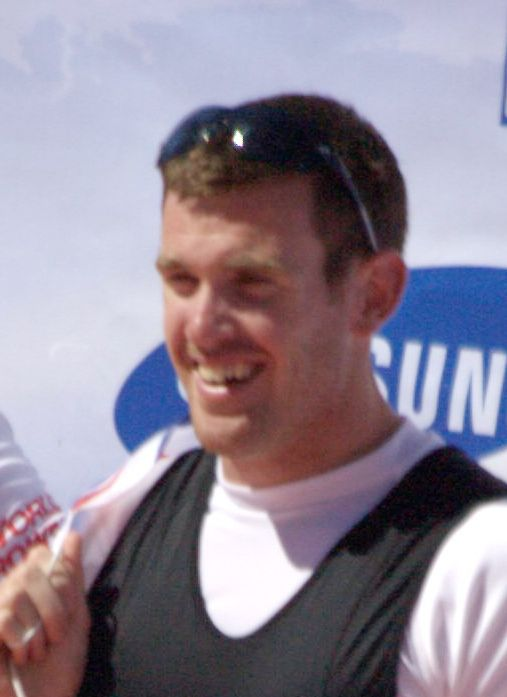
Joseph Sullivan, Olympiasieger 2012
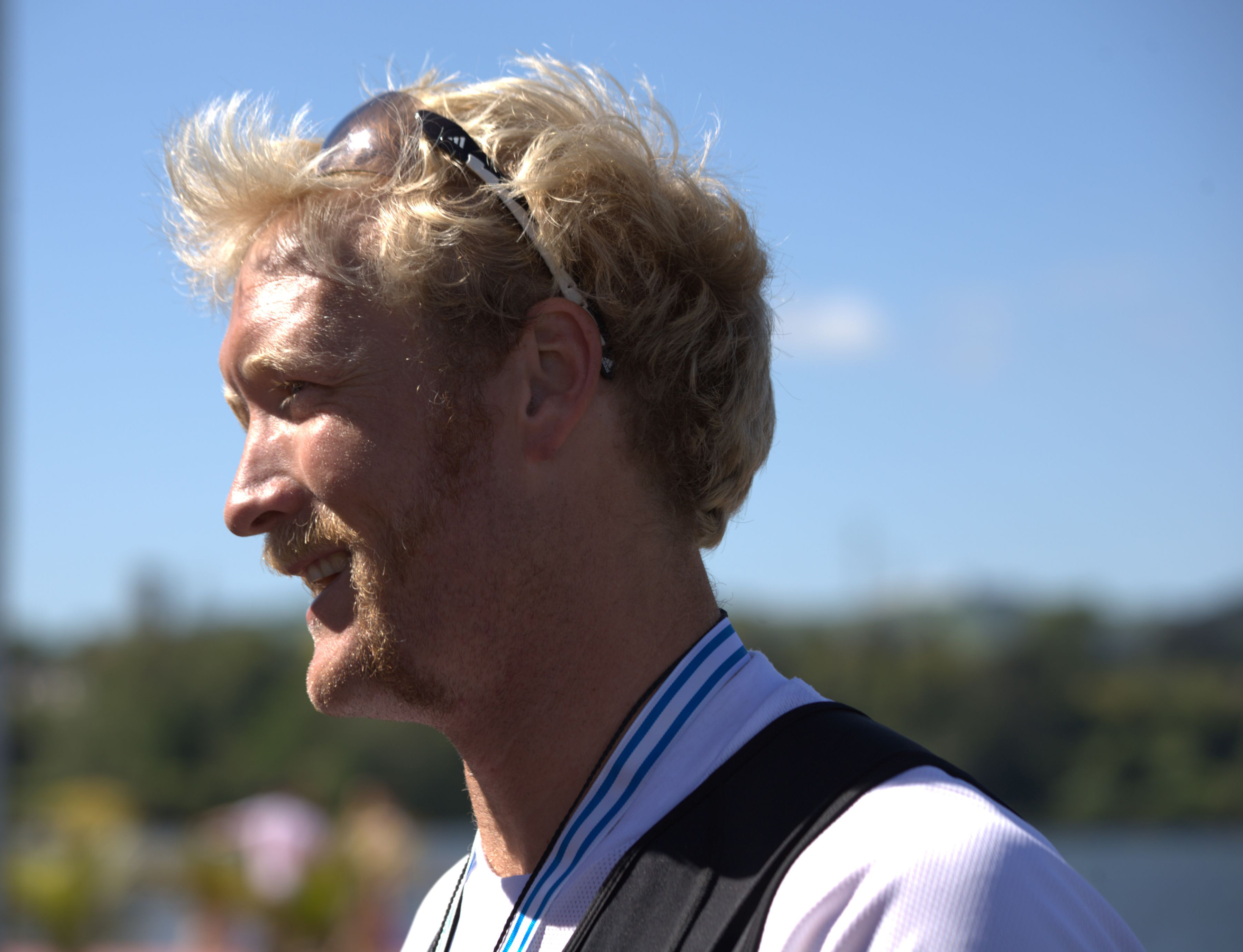
Eric Murray, Olympiasieger 2012 und 2016
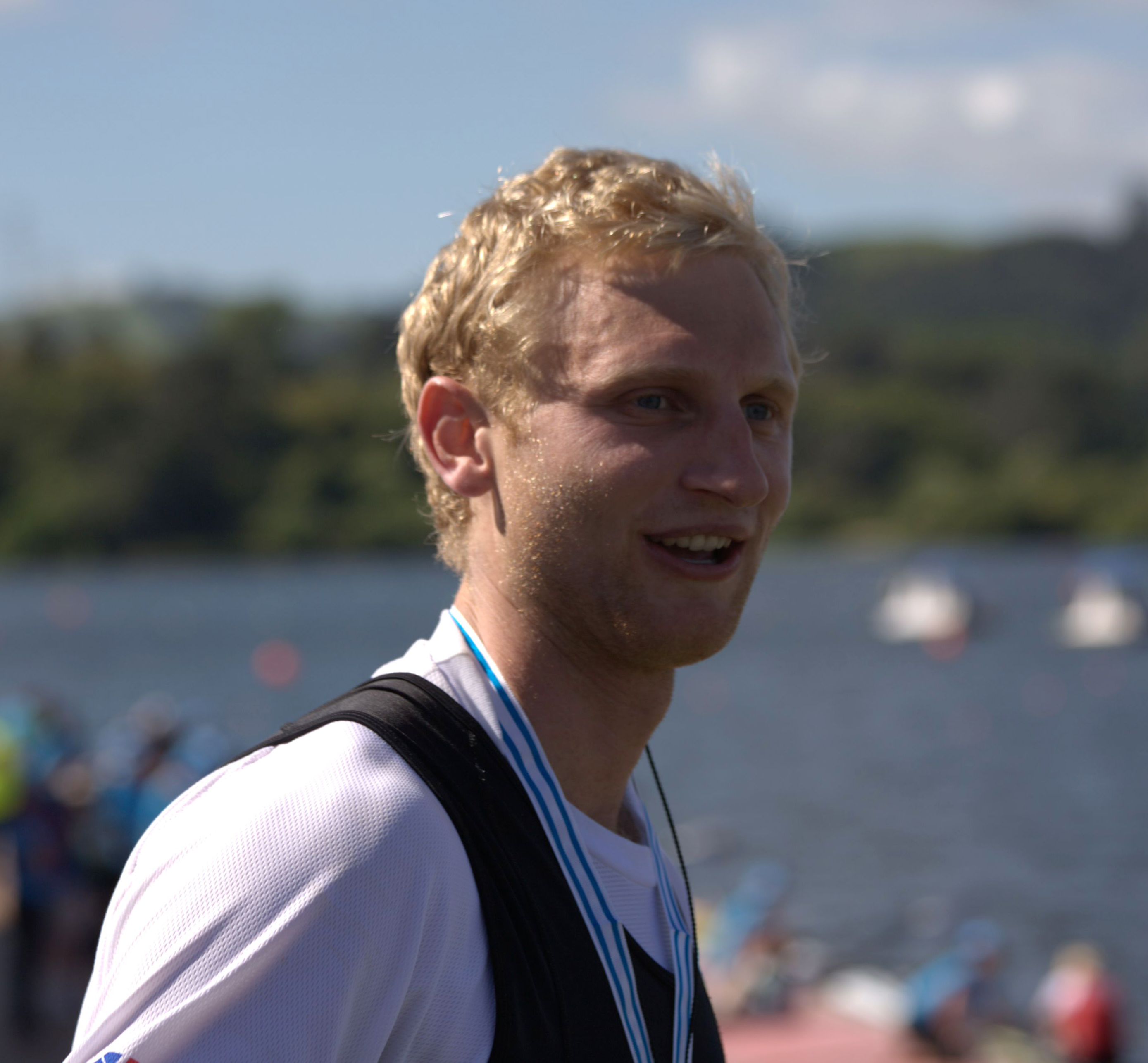
Hamish Bond, Olympiasieger 2012 und 2016

#### Rugby Sevens
| Gelbes Symbol für Goldmedaillen mit stilisierten Olympischen Ringen | Graues Symbol für Silbermedaillen mit stilisierten Olympischen Ringen | Braundes Symbol für Bronzemedaillen mit stilisierten Olympischen Ringen |
| ------------------------------------------------------------------- | --------------------------------------------------------------------- | ----------------------------------------------------------------------- |
| —                                                                   | 1                                                                     | —                                                                       |

Rugby Sevens wurde erstmals 2016 in Rio de Janeiro ausgetragen. 1900, 1908, 1920 und 1924 wurde Rugby Union bei Olympischen Spielen ausgetragen, hier nahm Neuseeland nicht teil.
In Rio de Janeiro reichte den Männern ein Sieg in der Vorrunde über Kenia zum Erreichen des Viertelfinals. Hier unterlag man dem späteren Olympiasieger Fidschi mit 7:12. In der Platzierungsrunde wurde zunächst Frankreich mit 24:19 besiegt. Das Spiel um Platz 5 gewann Neuseeland gegen Argentinien mit 17:14. Die Frauen gewannen alle drei Vorrundenspiele. Im Viertelfinale besiegte man die USA mit 5:0, im Halbfinale das Vereinigte Königreich mit 25:7. Im Finale kam es zum Duell gegen Australien. Neuseeland verlor mit 17:24.
| Name                                | Spiele              | Disziplin     | Anmerkung              |
| ----------------------------------- | ------------------- | ------------- | ---------------------- |
| Rugby-Nationalmannschaft der Frauen | 2016 Rio de Janeiro | Frauenturnier | erster Medaillengewinn |

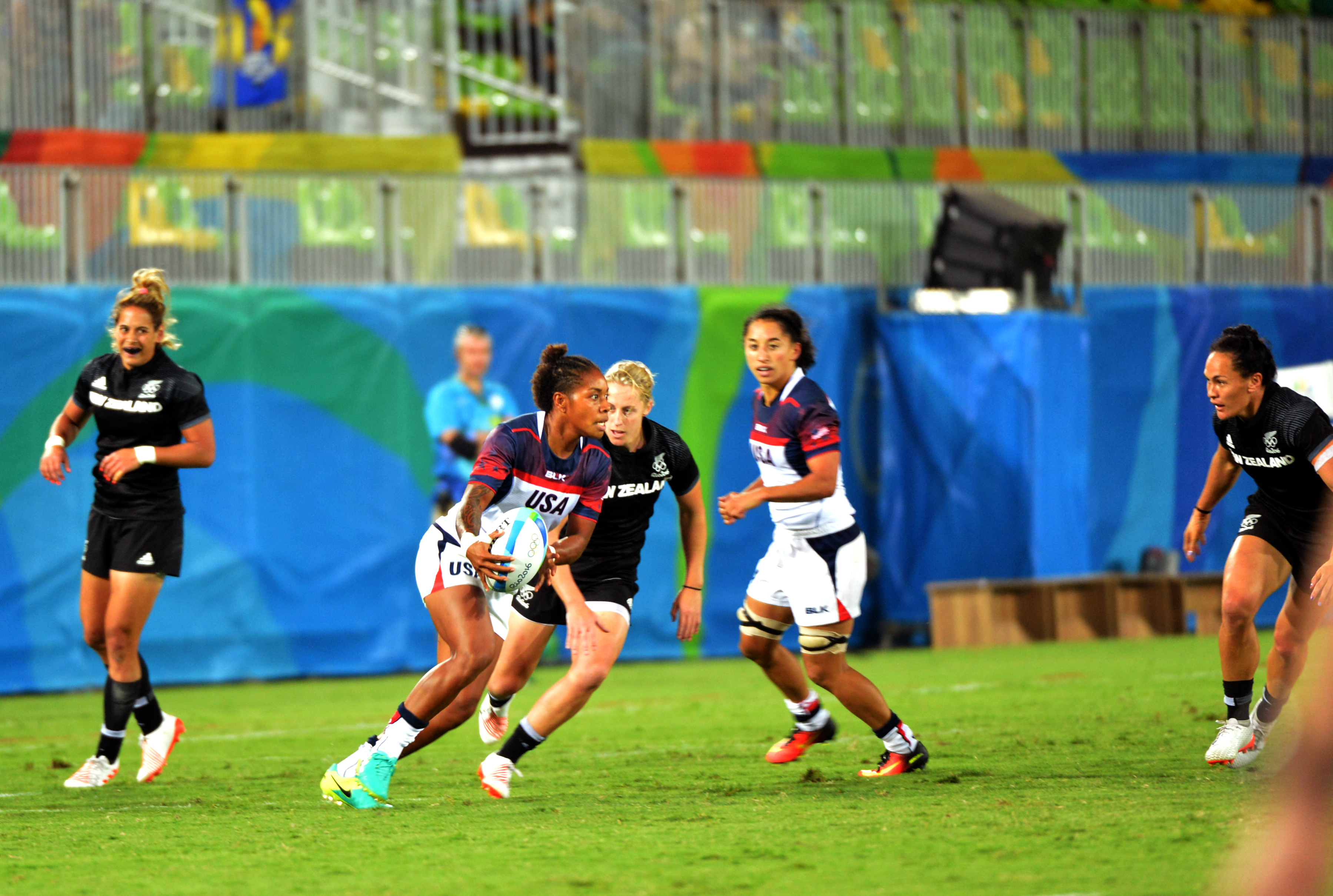
Szene aus dem Viertelfinale 2016 zwischen Neuseeland (schwarz) und USA (weiß/blau)
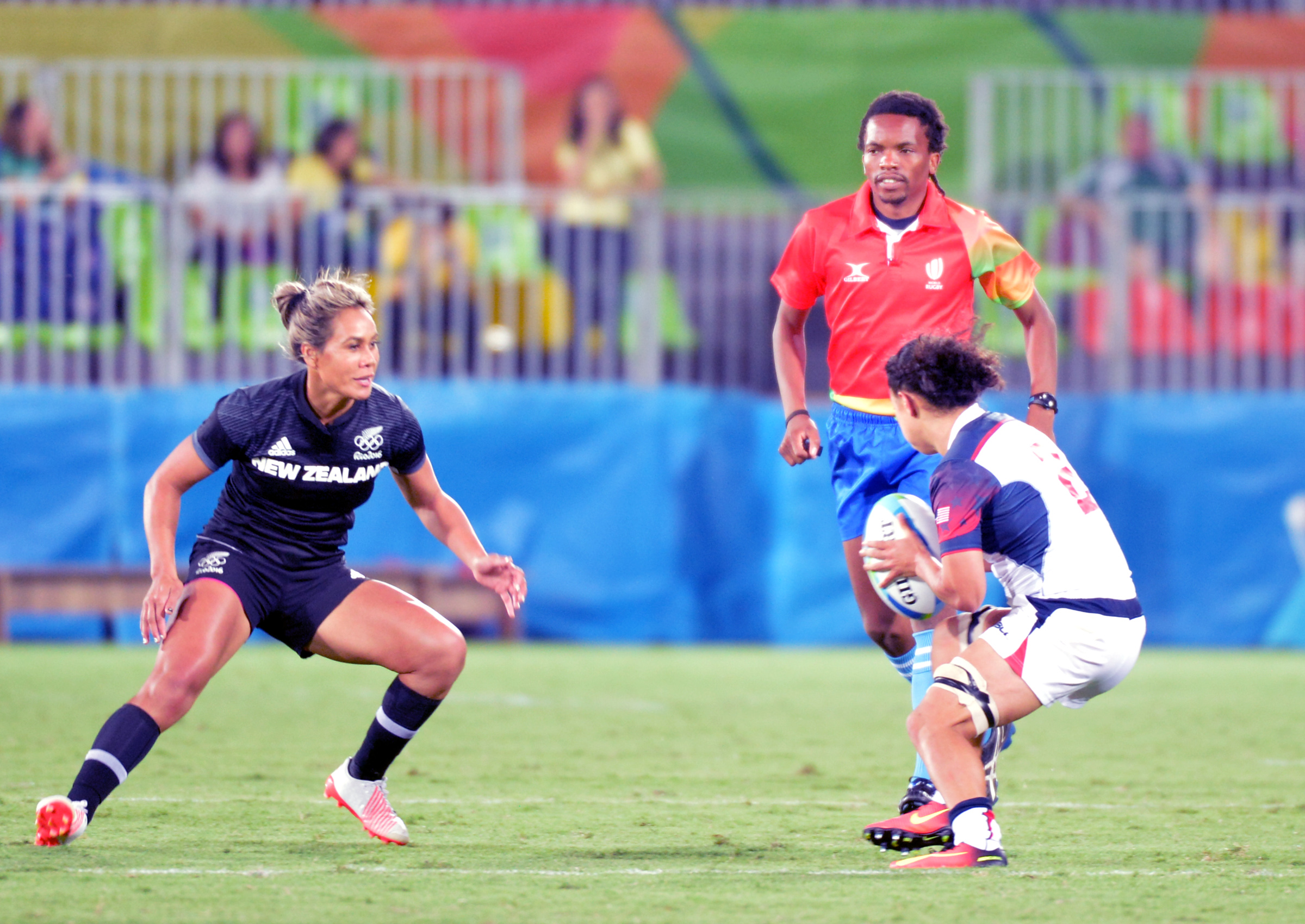
dito
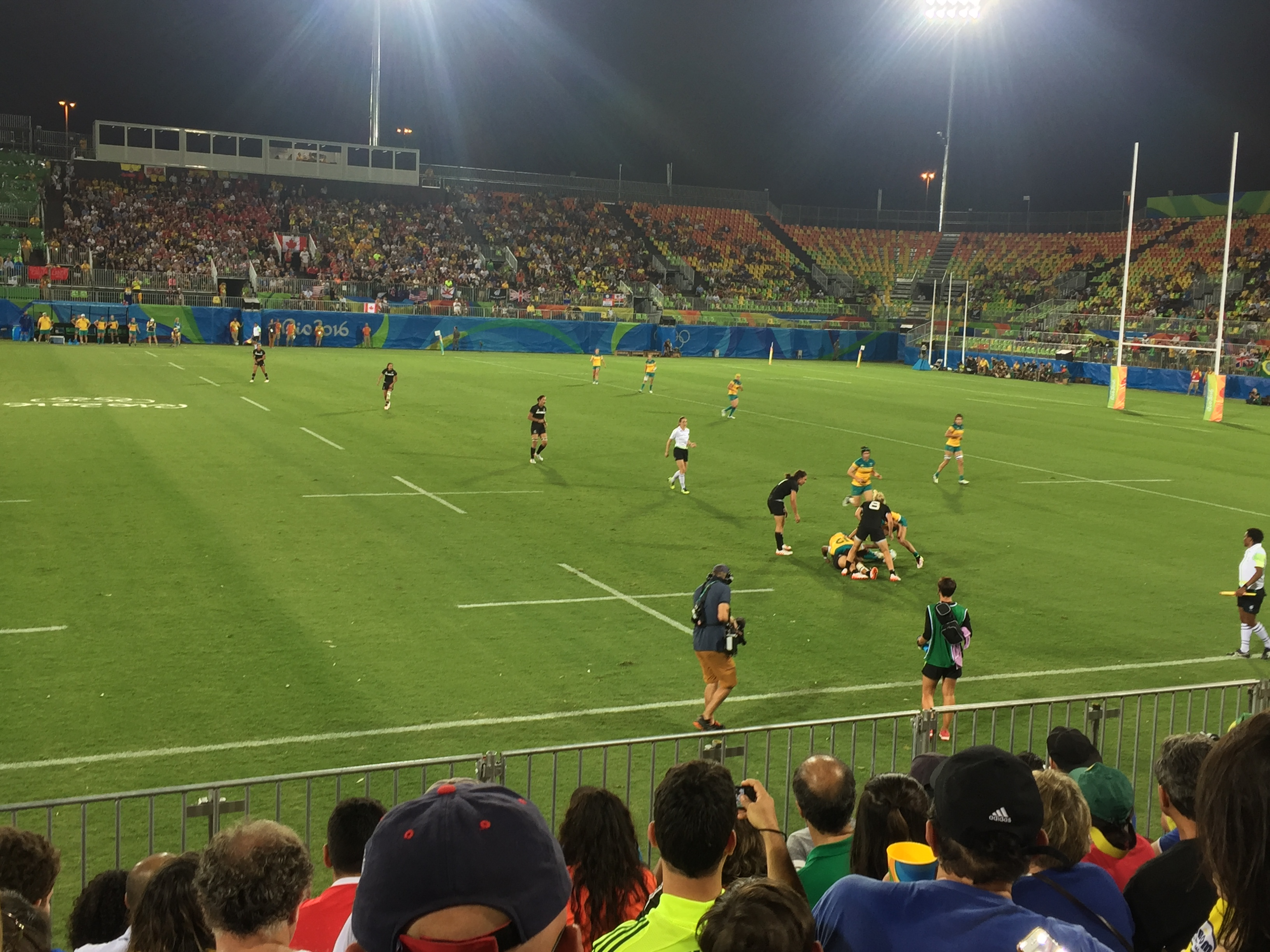
Szene aus dem Finale 2016 zwischen Neuseeland (schwarz) und Australien (gelb/grün)
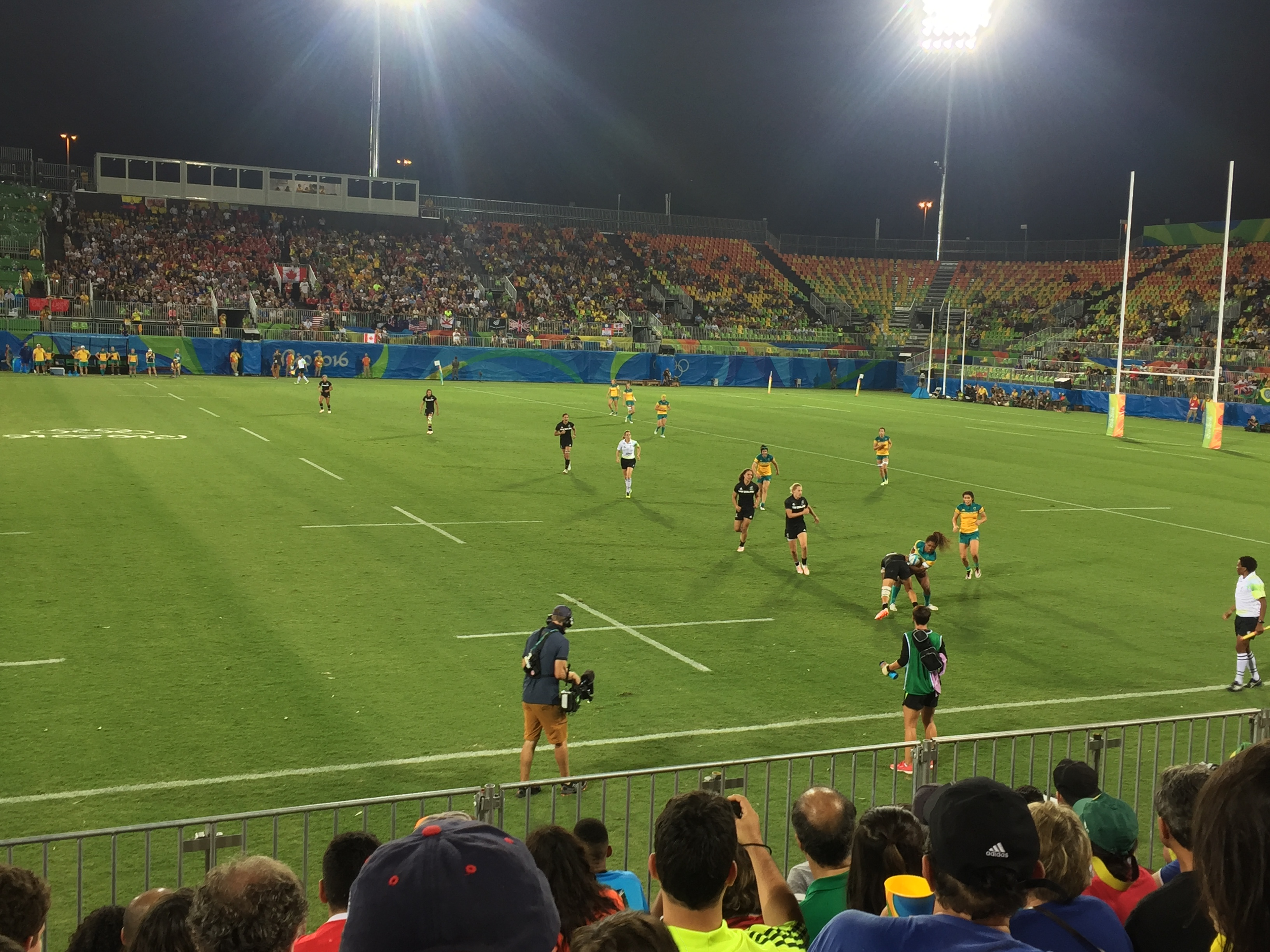
dito
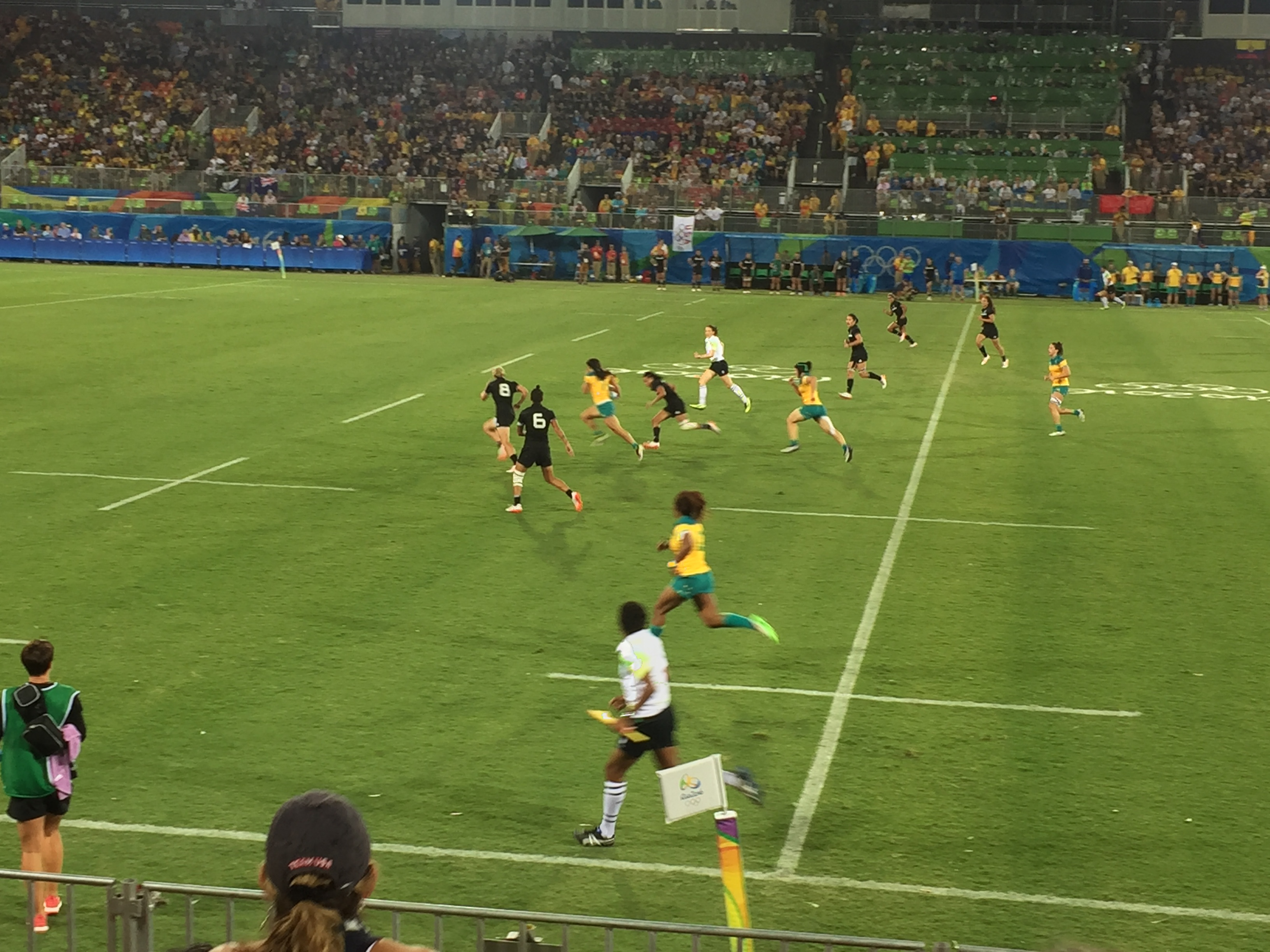
dito
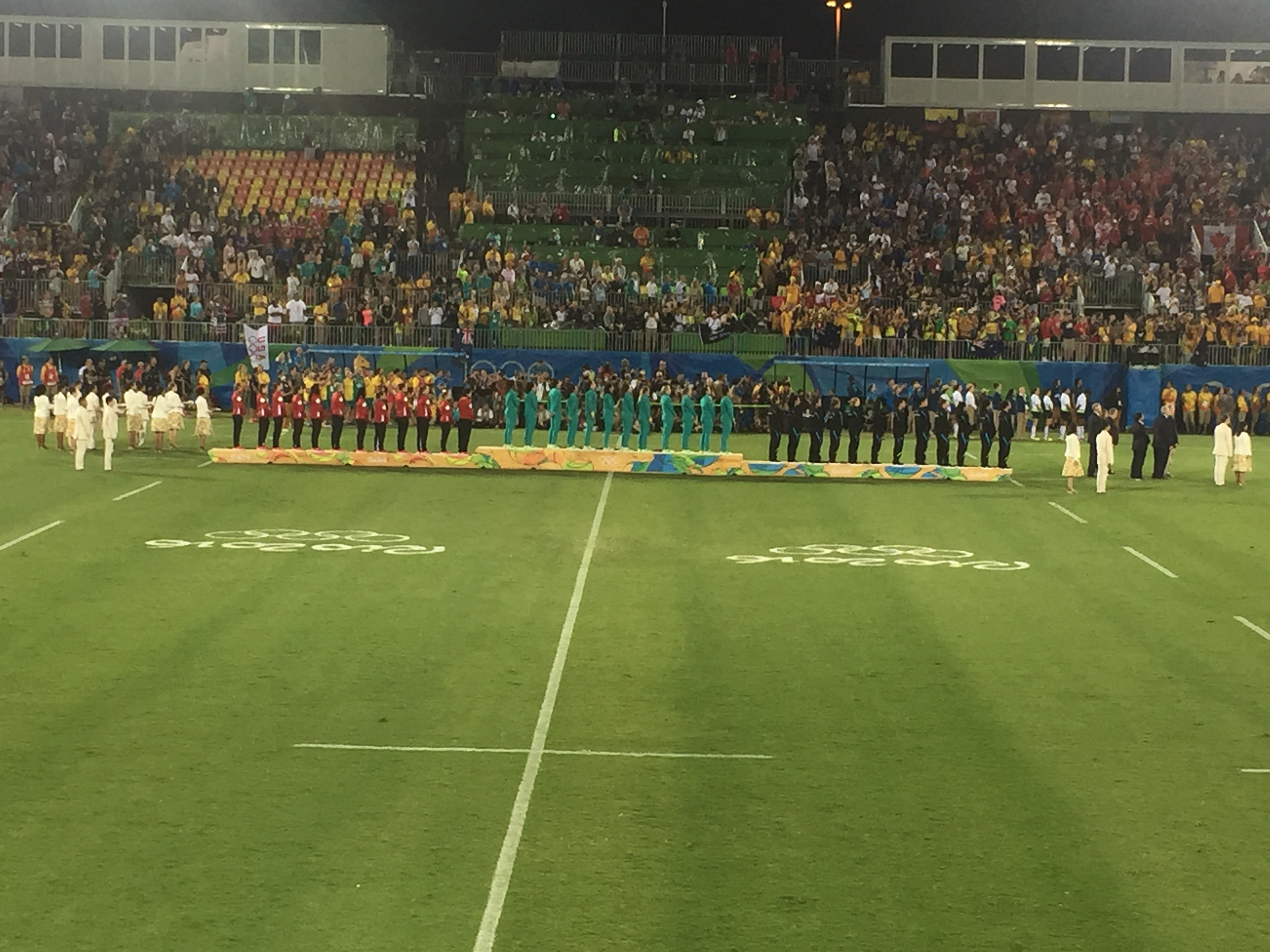
Siegerehrung: Australien (Gold) in der Mitte, Neuseeland (Silber) rechts und Kanada (bronze) links

#### Schießen
| Gelbes Symbol für Goldmedaillen mit stilisierten Olympischen Ringen | Graues Symbol für Silbermedaillen mit stilisierten Olympischen Ringen | Braundes Symbol für Bronzemedaillen mit stilisierten Olympischen Ringen |
| ------------------------------------------------------------------- | --------------------------------------------------------------------- | ----------------------------------------------------------------------- |
| —                                                                   | 1                                                                     | 1                                                                       |

Seit 1968 nimmt Neuseeland an olympischen Schießturnieren teil. Gleich bei der ersten Teilnahme konnte Ian Ballinger mit dem Kleinkalibergewehr im Liegendanschlag die Bronzemedaille gewinnen. Die folgenden Teilnahmen blieben jedoch erfolglos. Erst 2004 in Athen schaffte Nadine Stanton mit dem sechsten Platz im Doppeltrap wieder eine vordere Platzierung. 2016 in Rio de Janeiro gewann Natalie Rooney mit Silber im Trap die zweite olympische Schützenmedaille.
| Name           | Spiele              | Disziplin | Anmerkung |
| -------------- | ------------------- | --------- | --------- |
| Natalie Rooney | 2016 Rio de Janeiro | Trap      |           |

| Name          | Spiele            | Disziplin                  | Anmerkung              |
| ------------- | ----------------- | -------------------------- | ---------------------- |
| Ian Ballinger | 1968 Mexiko-Stadt | Kleinkalibergewehr liegend | erster Medaillengewinn |

#### Schwimmen
| Gelbes Symbol für Goldmedaillen mit stilisierten Olympischen Ringen | Graues Symbol für Silbermedaillen mit stilisierten Olympischen Ringen | Braundes Symbol für Bronzemedaillen mit stilisierten Olympischen Ringen |
| ------------------------------------------------------------------- | --------------------------------------------------------------------- | ----------------------------------------------------------------------- |
| 2                                                                   | 1                                                                     | 3                                                                       |

Seit 1920 nehmen neuseeländische Schwimmer an Olympischen Spielen teil. Violet Walrond war nicht nur Neuseelands erste Schwimmerin, sie war zugleich auch Neuseelands erste Frau überhaupt bei Olympischen Spielen. Über 100 Meter Freistil erreichte sie Platz 5.
Es sollte bis 1952 dauern, bis der erste Medaillengewinn zustande kam. Jean Stewart gewann in Helsinki Bronze über 100 Meter Rücken. 20 Jahre später konnte Mark Treffers mit einem sechsten Platz über 1500 Meter Freistil wieder eine vordere Platzierung erreichen. Rebecca Perrott schwamm 1976 über 400 Meter Freistil auf Platz 4. Gary Hurring schaffte die gleiche Platzierung 1984 über 100 Meter Rücken. Über 200 Meter wurde er Fünfter. Ebenfalls Fünfter wurde über 200 Meter Delphin. Auf der 100-Meter-Strecke wurde er Sechster.
1988 in Seoul konnten zwei Bronzemedaillen gefeiert werden. Anthony Mosse wurde über 200 Meter Delphin Dritter, Paul Kingsman über 200 Meter Rücken. Danyon Loader schwamm 1992 über 200 Meter Delphin zur Silbermedaille. Vordere Platzierungen schafften Philippa Langrell mit Platz 4 über 800 Meter Freistil und Anna Simcic mit Platz 5 über 200 Meter Rücken.
1996 gab es den ersten Olympiasieg. Danyon Loader gewann über 200 und auch über 400 Meter Freistil. Anna Simcic wurde Sechste über 200 Meter Rücken. 2008 in Peking erreichte die Lagenstaffel der Männer Platz 5. In London 2012 schwamm Lauren Boyle über 800 Meter Freistil auf Platz 4.
| Name          | Spiele       | Disziplin          | Anmerkung          |
| ------------- | ------------ | ------------------ | ------------------ |
| Danyon Loader | 1996 Atlanta | 200 Meter Freistil | erster Olympiasieg |
| Danyon Loader | 1996 Atlanta | 400 Meter Freistil |                    |

| Name          | Spiele         | Disziplin         | Anmerkung |
| ------------- | -------------- | ----------------- | --------- |
| Danyon Loader | 1992 Barcelona | 200 Meter Delphin |           |

| Name          | Spiele        | Disziplin         | Anmerkung              |
| ------------- | ------------- | ----------------- | ---------------------- |
| Jean Stewart  | 1952 Helsinki | 100 Meter Rücken  | erster Medaillengewinn |
| Paul Kingsman | 1988 Seoul    | 200 Meter Rücken  |                        |
| Anthony Mosse | 1988 Seoul    | 200 Meter Delphin |                        |

#### Segeln
| Gelbes Symbol für Goldmedaillen mit stilisierten Olympischen Ringen | Graues Symbol für Silbermedaillen mit stilisierten Olympischen Ringen | Braundes Symbol für Bronzemedaillen mit stilisierten Olympischen Ringen |
| ------------------------------------------------------------------- | --------------------------------------------------------------------- | ----------------------------------------------------------------------- |
| 9                                                                   | 7                                                                     | 6                                                                       |

Seit 1956 gehört Segeln zu den olympischen Sportarten, bei denen Neuseeländer teilnehmen. Und gleich bei der ersten Regatta segelte das Boot der Sharpie-Klasse zum Olympiasieg. 1960 wurde Ralph Roberts im Finn-Dinghy Sechster. Der Flying Dutchman wurde 1964 Olympiasieger. Peter Mander, Olympiasieger von 1956, war ins Finn-Dinghy gewechselt und segelte auf Platz 4. 1972 wurde das Boot der Drachen-Klasse Fünfter. Ebenfalls Platz 5 erreichte 1976 der Flying Dutchman.
1984 wurde Russell Coutts Olympiasieger im Finn-Dinghy. Auch das Boot der Tornado-Klasse schaffte den Olympiasieg. Bruce Kendall gewann im Windsurfen Bronze. 1988 wurde er Olympiasieger. Das Boot der Tornado-Klasse mit den Olympiasiegerin von 1984 gewann diesmal Silber. John Cutler gewann Bronze mit dem Finn-Dinghy. Der Flying Dutchman erreichte Platz 5. 1992 wurde Barbara Kendall, Schwester von Bruce Kendall, Olympiasiegerin im Windsurfen. Ihr Bruder belegte bei den Männern Platz 4. Silber gewannen das Starboot und der 470er der Frauen. Hinzu kommt eine Bronzemedaille im Finn-Dinghy durch Craig Monk. Vierte Plätze erreichten Jenny Armstrong im Europe, der 470er der Männer und das Boot der Tornado-Klasse. 1996 gewann Barbara Kendall die Silbermedaille im Windsurfen. Aaron McIntosh wurde im Windsurfen Vierter. Das Starboot erreichte Platz 5.
2000 wurden zwei Bronzemedaillen gewonnen durch Aaron McIntosh und Barbara Kendall im Windsurfen. Die Boote der Soling- und Tornado-Klasse kamen als Fünfte ins Ziel. 2004 wurde Barbara Kendall Fünfte im Windsurfen und 2008, bei ihrer fünften Teilnahme, Sechste. Ihr Team- und Surfkollege Tom Ashley wurde Olympiasieger. Andrew Murdoch kam im Laser auf Platz 5. 2012 wurde der 470er der Frauen Olympiasieger, der 49er gewann Silber. Andrew Murdoch erreichte im Laser nochmals Platz 5, ebenso der 470er der Männer und das Starboot. Der 49er wurde dann 2016 Olympiasieger. Silber gewannen der 470er der Frauen und der 49erFX. Bronze gewann Sam Meech im Laser, der Bruder von Molly Meech, Besatzungsmitglied der 49erFX. Das Boot der Nacra-Klasse erreichte den vierten Platz.
| Name                        | Spiele              | Disziplin       | Anmerkung                              |
| --------------------------- | ------------------- | --------------- | -------------------------------------- |
| Jack Cropp Peter Mander     | 1956 Melbourne      | Sharpie         | erster Medaillengewinn und Olympiasieg |
| Helmer Pedersen Earle Wells | 1964 Tokio          | Flying Dutchman |                                        |
| Russell Coutts              | 1984 Los Angeles    | Finn-Dinghy     |                                        |
| Rex Sellers Chris Timms     | 1984 Los Angeles    | Tornado         |                                        |
| Bruce Kendall               | 1988 Seoul          | Windsurfen      |                                        |
| Barbara Kendall             | 1992 Barcelona      | Windsurfen      |                                        |
| Tom Ashley                  | 2008 Peking         | Windsurfen      |                                        |
| Jo Aleh Olivia Powrie       | 2012 London         | 470er           |                                        |
| Peter Burling Blair Tuke    | 2016 Rio de Janeiro | 49er            |                                        |

| Name                       | Spiele              | Disziplin  | Anmerkung |
| -------------------------- | ------------------- | ---------- | --------- |
| Rex Sellers Chris Timms    | 1988 Seoul          | Tornado    |           |
| Donald Cowie Rod Davis     | 1992 Barcelona      | Starboot   |           |
| Leslie Egnot Janet Shearer | 1992 Barcelona      | 470er      |           |
| Barbara Kendall            | 1996 Atlanta        | Windsurfen |           |
| Peter Burling Blair Tuke   | 2012 London         | 49er       |           |
| Jo Aleh Olivia Powrie      | 2016 Rio de Janeiro | 470er      |           |
| Alex Maloney Molly Meech   | 2016 Rio de Janeiro | 49erFX     |           |

| Name            | Spiele              | Disziplin   | Anmerkung |
| --------------- | ------------------- | ----------- | --------- |
| Bruce Kendall   | 1984 Los Angeles    | Windsurfen  |           |
| John Cutler     | 1988 Seoul          | Finn-Dinghy |           |
| Craig Monk      | 1992 Barcelona      | Finn-Dinghy |           |
| Aaron McIntosh  | 2000 Sydney         | Windsurfen  |           |
| Barbara Kendall | 2000 Sydney         | Windsurfen  |           |
| Sam Meech       | 2016 Rio de Janeiro | Laser       |           |

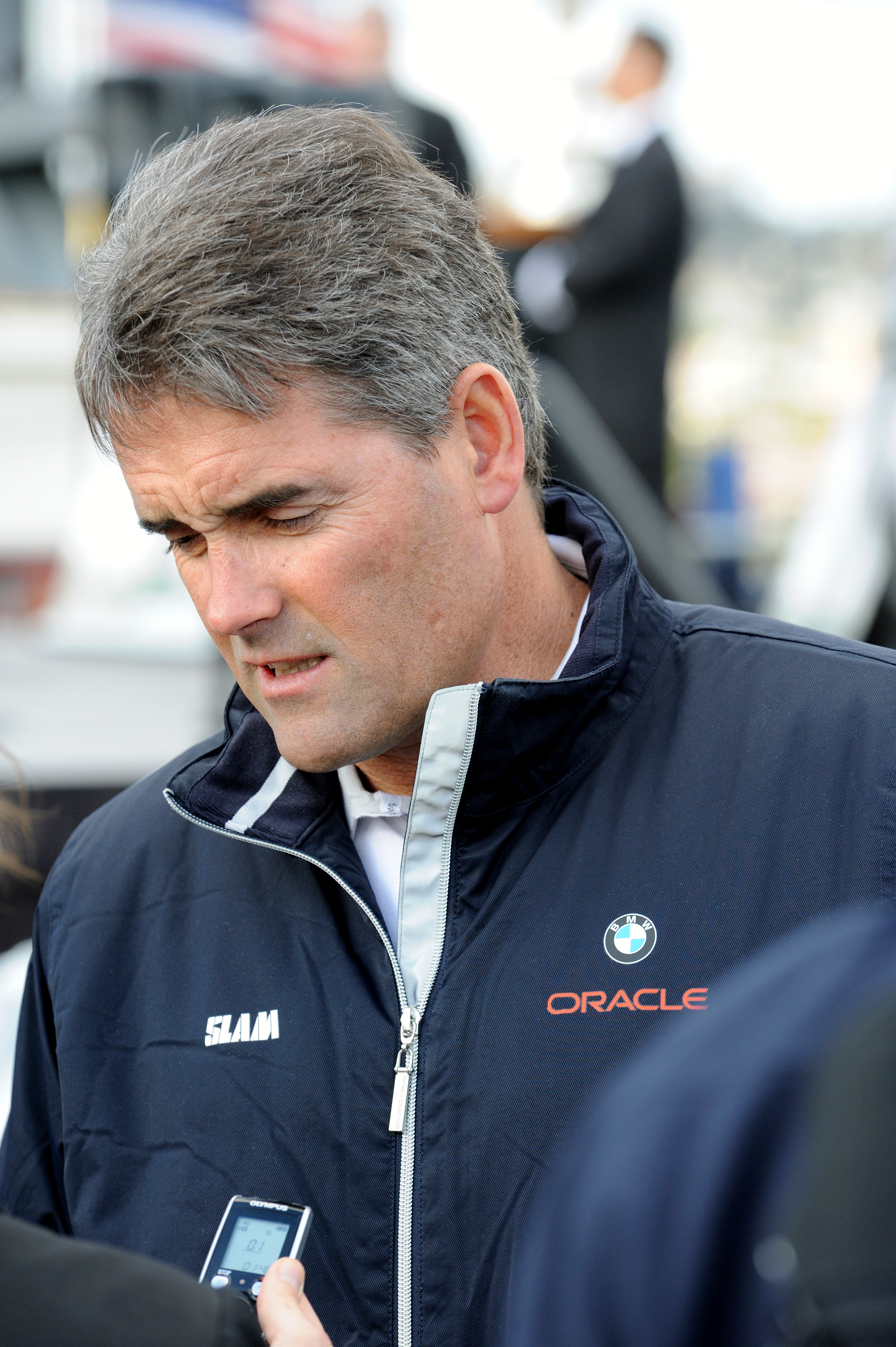
Russell Coutts, Olympiasieger von 1984 (Foto von 2010)
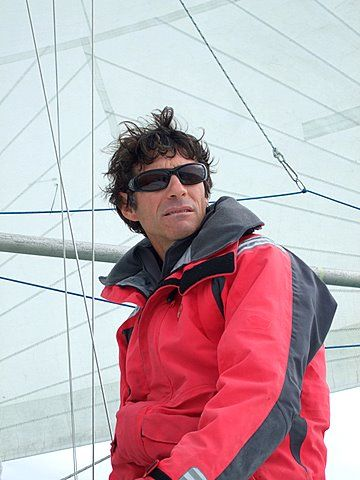
Bruce Kendall, Olympiasieger von 1988 (Foto von 2009)

#### Softball
| Gelbes Symbol für Goldmedaillen mit stilisierten Olympischen Ringen | Graues Symbol für Silbermedaillen mit stilisierten Olympischen Ringen | Braundes Symbol für Bronzemedaillen mit stilisierten Olympischen Ringen |
| ------------------------------------------------------------------- | --------------------------------------------------------------------- | ----------------------------------------------------------------------- |
| —                                                                   | —                                                                     | —                                                                       |

Eine neuseeländische Softball-Mannschaft nahm 2000 das erste und einzige Mal an einem olympischen Turnier teil. In sieben Gruppenspielen konnte die Mannschaft zwei Mal gewinnen und belegte in der Endabrechnung Platz 6.

#### Taekwondo
| Gelbes Symbol für Goldmedaillen mit stilisierten Olympischen Ringen | Graues Symbol für Silbermedaillen mit stilisierten Olympischen Ringen | Braundes Symbol für Bronzemedaillen mit stilisierten Olympischen Ringen |
| ------------------------------------------------------------------- | --------------------------------------------------------------------- | ----------------------------------------------------------------------- |
| —                                                                   | —                                                                     | —                                                                       |

Neuseeländische Taekwondoin nahmen erstmals 2004 in Athen teil. Die Kämpfer und Kämpferinnen blieben jedoch erfolglos.

#### Tennis
| Gelbes Symbol für Goldmedaillen mit stilisierten Olympischen Ringen | Graues Symbol für Silbermedaillen mit stilisierten Olympischen Ringen | Braundes Symbol für Bronzemedaillen mit stilisierten Olympischen Ringen |
| ------------------------------------------------------------------- | --------------------------------------------------------------------- | ----------------------------------------------------------------------- |
| —                                                                   | —                                                                     | —                                                                       |

Seit 1988 ist Neuseeland im olympischen Tennis vertreten. Erfolge blieben jedoch aus.

#### Tischtennis
| Gelbes Symbol für Goldmedaillen mit stilisierten Olympischen Ringen | Graues Symbol für Silbermedaillen mit stilisierten Olympischen Ringen | Braundes Symbol für Bronzemedaillen mit stilisierten Olympischen Ringen |
| ------------------------------------------------------------------- | --------------------------------------------------------------------- | ----------------------------------------------------------------------- |
| —                                                                   | —                                                                     | —                                                                       |

Die ersten neuseeländischen Tischtennisspieler gingen 1988 in Seoul an die Platte. 2004 erfolgte die bislang letzte Teilnahme.

#### Triathlon
| Gelbes Symbol für Goldmedaillen mit stilisierten Olympischen Ringen | Graues Symbol für Silbermedaillen mit stilisierten Olympischen Ringen | Braundes Symbol für Bronzemedaillen mit stilisierten Olympischen Ringen |
| ------------------------------------------------------------------- | --------------------------------------------------------------------- | ----------------------------------------------------------------------- |
| 1                                                                   | 1                                                                     | 1                                                                       |

Seit der Einführung der Sportart ins olympische Programm ist Neuseeland hierbei vertreten. 2004 in Athen gab es einen neuseeländischen Doppelsieg bei den Männern. Hamish Carter gewann dabei vor Bevan Docherty. 2008 gewann Bevan Docherty die Bronzemedaille. Teamkollegin Andrea Hewitt wurde Achte. 2012 verbesserte sie sich auf den sechsten Platz, 2016 wurde sie Siebte.
| Name          | Spiele     | Disziplin | Anmerkung                              |
| ------------- | ---------- | --------- | -------------------------------------- |
| Hamish Carter | 2004 Athen |           | erster Medaillengewinn und Olympiasieg |

| Name           | Spiele     | Disziplin | Anmerkung |
| -------------- | ---------- | --------- | --------- |
| Bevan Docherty | 2004 Athen |           |           |

| Name           | Spiele      | Disziplin | Anmerkung |
| -------------- | ----------- | --------- | --------- |
| Bevan Docherty | 2008 Peking |           |           |

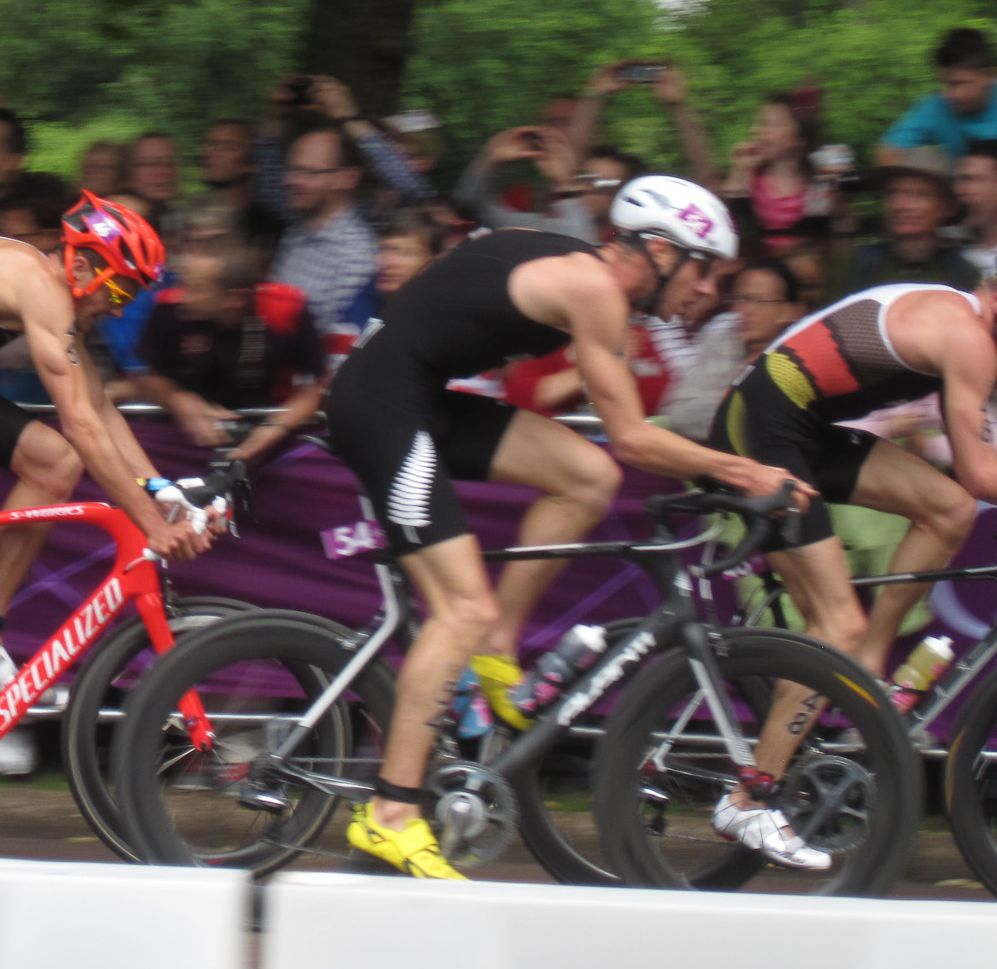
Bevan Docherty, Silber 2004, Bronze 2008, hier beim Rennen 2012
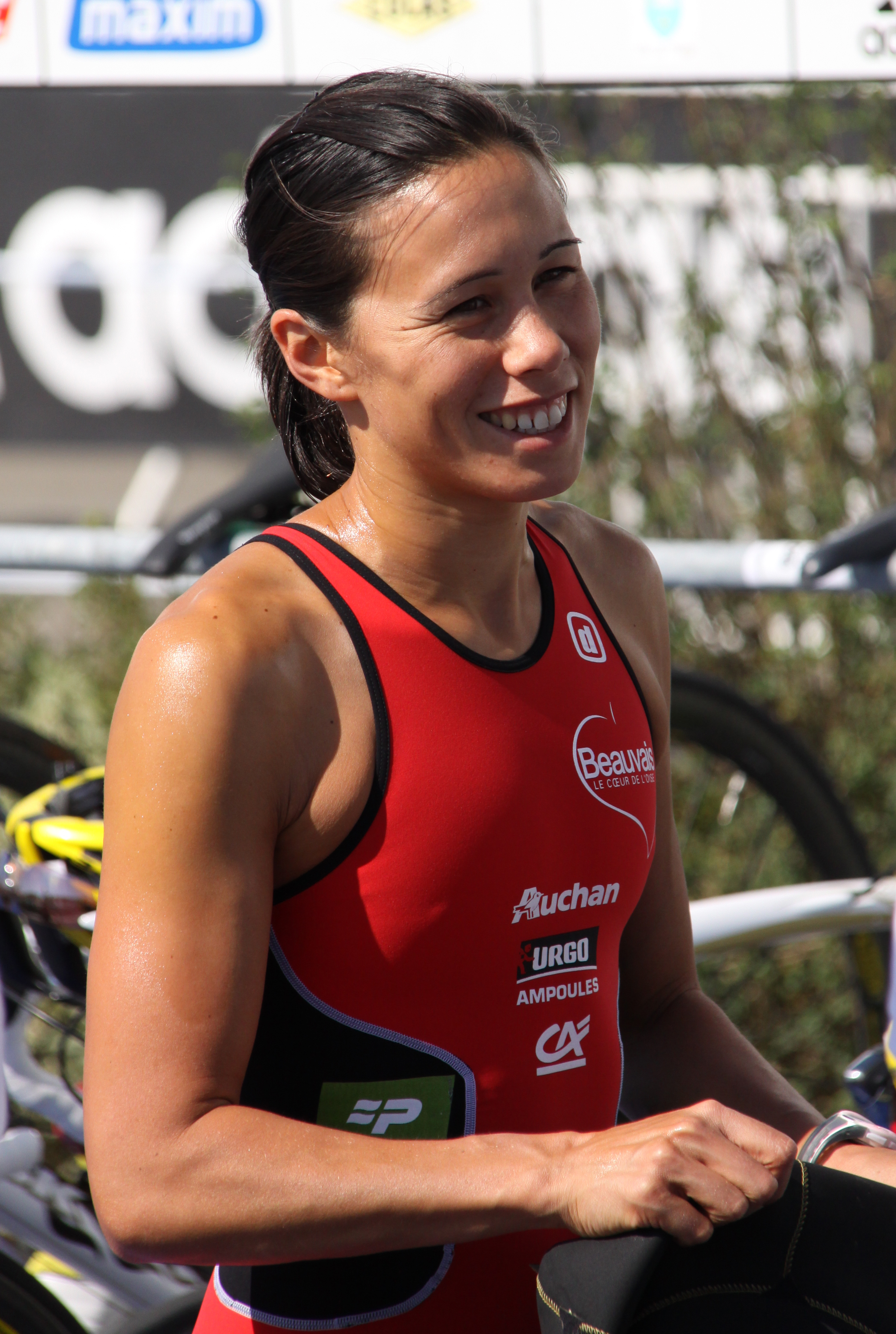
Andrea Hewitt

#### Turnen
| Gelbes Symbol für Goldmedaillen mit stilisierten Olympischen Ringen | Graues Symbol für Silbermedaillen mit stilisierten Olympischen Ringen | Braundes Symbol für Bronzemedaillen mit stilisierten Olympischen Ringen |
| ------------------------------------------------------------------- | --------------------------------------------------------------------- | ----------------------------------------------------------------------- |
| —                                                                   | —                                                                     | —                                                                       |

Neuseeländische Turner traten erstmals 1964 an. Der größte Erfolg bislang war ein siebter Platz im Trampolinturnen durch Dylan Schmidt 2016 in Rio de Janeiro.

#### Wasserspringen
| Gelbes Symbol für Goldmedaillen mit stilisierten Olympischen Ringen | Graues Symbol für Silbermedaillen mit stilisierten Olympischen Ringen | Braundes Symbol für Bronzemedaillen mit stilisierten Olympischen Ringen |
| ------------------------------------------------------------------- | --------------------------------------------------------------------- | ----------------------------------------------------------------------- |
| —                                                                   | —                                                                     | —                                                                       |

Im Wasserspringen nehmen Neuseeländer seit 1976 teil. Bei allen Teilnahmen blieben die Athleten und Athletinnen erfolglos.

### Winterspiele

#### Biathlon
| Gelbes Symbol für Goldmedaillen mit stilisierten Olympischen Ringen | Graues Symbol für Silbermedaillen mit stilisierten Olympischen Ringen | Braundes Symbol für Bronzemedaillen mit stilisierten Olympischen Ringen |
| ------------------------------------------------------------------- | --------------------------------------------------------------------- | ----------------------------------------------------------------------- |
| —                                                                   | —                                                                     | —                                                                       |

Neuseeländische Biathleten gingen 2010 das erste und bislang einzige Mal in die Loipe.

#### Bobsport
| Gelbes Symbol für Goldmedaillen mit stilisierten Olympischen Ringen | Graues Symbol für Silbermedaillen mit stilisierten Olympischen Ringen | Braundes Symbol für Bronzemedaillen mit stilisierten Olympischen Ringen |
| ------------------------------------------------------------------- | --------------------------------------------------------------------- | ----------------------------------------------------------------------- |
| —                                                                   | —                                                                     | —                                                                       |

An olympischen Bobrennen war Neuseeland erstmals 1988 beteiligt.

#### Curling
| Gelbes Symbol für Goldmedaillen mit stilisierten Olympischen Ringen | Graues Symbol für Silbermedaillen mit stilisierten Olympischen Ringen | Braundes Symbol für Bronzemedaillen mit stilisierten Olympischen Ringen |
| ------------------------------------------------------------------- | --------------------------------------------------------------------- | ----------------------------------------------------------------------- |
| —                                                                   | —                                                                     | —                                                                       |

Neuseeland nahm 2006 das erste und bislang einzige Mal an einem olympischen Curlingwettbewerb teil. Die Männermannschaft verlor alle ihre neun Spiele, u. a. mit 1:10 gegen Deutschland und wurde abgeschlagen Tabellenletzte.

#### Eisschnelllauf
| Gelbes Symbol für Goldmedaillen mit stilisierten Olympischen Ringen | Graues Symbol für Silbermedaillen mit stilisierten Olympischen Ringen | Braundes Symbol für Bronzemedaillen mit stilisierten Olympischen Ringen |
| ------------------------------------------------------------------- | --------------------------------------------------------------------- | ----------------------------------------------------------------------- |
| —                                                                   | —                                                                     | —                                                                       |

Im Eisschnelllauf war Neuseeland erstmals 1998 in Nagano vertreten. Der größte Erfolg war ein siebter Platz durch Shane Dobbin in Sotschi 2014 im Rennen über 10.000 Meter. 2018 wurde Peter Michael Vierter über 5000 Meter. In der Mannschaftsverfolgung erreichte das Männerteam Platz 4.

#### Freestyle Ski
| Gelbes Symbol für Goldmedaillen mit stilisierten Olympischen Ringen | Graues Symbol für Silbermedaillen mit stilisierten Olympischen Ringen | Braundes Symbol für Bronzemedaillen mit stilisierten Olympischen Ringen |
| ------------------------------------------------------------------- | --------------------------------------------------------------------- | ----------------------------------------------------------------------- |
| —                                                                   | —                                                                     | 2                                                                       |

Im Freestyle Ski traten 1998 erstmals Neuseeländer an. 2014 konnten sich drei Neuseeländer im Halfpipewettbewerb der Männer unter den ersten Zehn platzieren. Josiah Wells wurde Vierter, sein Bruder Beau-James Wells wurde Sechster, Lyndon Sheehan Neunter. Bei den Frauen wurde Janina Kuzma Fünfte. 2018 wurde gewann Nico Porteous die Bronzemedaille. Direkt hinter auf Platz 4 lag Beau-James Wells.
| Name          | Spiele           | Disziplin | Anmerkung |
| ------------- | ---------------- | --------- | --------- |
| Nico Porteous | 2018 Pyeongchang | Halfpipe  |           |

#### Rodeln
| Gelbes Symbol für Goldmedaillen mit stilisierten Olympischen Ringen | Graues Symbol für Silbermedaillen mit stilisierten Olympischen Ringen | Braundes Symbol für Bronzemedaillen mit stilisierten Olympischen Ringen |
| ------------------------------------------------------------------- | --------------------------------------------------------------------- | ----------------------------------------------------------------------- |
| —                                                                   | —                                                                     | —                                                                       |

Die erste neuseeländische Rodlerin stieg 1998 auf den Schlitten. Angela Paul wurde 19. und nahm auch vier Jahre später wieder teil. Diesmal belegte sie Platz 23. Sie ist die einzige Rodlerin Neuseelands bei Olympischen Winterspielen.

#### Short Track
| Gelbes Symbol für Goldmedaillen mit stilisierten Olympischen Ringen | Graues Symbol für Silbermedaillen mit stilisierten Olympischen Ringen | Braundes Symbol für Bronzemedaillen mit stilisierten Olympischen Ringen |
| ------------------------------------------------------------------- | --------------------------------------------------------------------- | ----------------------------------------------------------------------- |
| —                                                                   | —                                                                     | —                                                                       |

Bei der olympischen Premiere dieser Sportart 1992 in Albertville waren auch neuseeländische Teilnehmer dabei. Michael McMillen wurde über 1000 Meter Vierter. Auch die Männerstaffel erreichte Platz 4.

#### Skeleton
| Gelbes Symbol für Goldmedaillen mit stilisierten Olympischen Ringen | Graues Symbol für Silbermedaillen mit stilisierten Olympischen Ringen | Braundes Symbol für Bronzemedaillen mit stilisierten Olympischen Ringen |
| ------------------------------------------------------------------- | --------------------------------------------------------------------- | ----------------------------------------------------------------------- |
| —                                                                   | —                                                                     | —                                                                       |

Seit 2002 nehmen neuseeländische Athleten im Skeleton teil.

#### Ski Alpin
| Gelbes Symbol für Goldmedaillen mit stilisierten Olympischen Ringen | Graues Symbol für Silbermedaillen mit stilisierten Olympischen Ringen | Braundes Symbol für Bronzemedaillen mit stilisierten Olympischen Ringen |
| ------------------------------------------------------------------- | --------------------------------------------------------------------- | ----------------------------------------------------------------------- |
| —                                                                   | 1                                                                     | —                                                                       |

Im alpinen Skilauf ist Neuseeland seit seiner ersten Teilnahme 1952 vertreten. Bis 1984 war es die einzige Wintersportart, bei der Neuseeländer bei Olympischen Winterspielen antraten. 1992 in Albertville gewann Annelise Coberger die Silbermedaille im Slalom. Sie war damit die erste Neuseeländerin mit einer Medaille bei Winterspielen. Zugleich schaffte sie den ersten Medaillengewinn bei Winterspielen eines Athleten bzw. einer Athletin aus einem Land der südlichen Hemisphäre.
| Name              | Spiele           | Disziplin | Anmerkung                                               |
| ----------------- | ---------------- | --------- | ------------------------------------------------------- |
| Annelise Coberger | 1992 Albertville | Slalom    | erster Medaillengewinn für Neuseeland bei Winterspielen |

#### Skilanglauf
| Gelbes Symbol für Goldmedaillen mit stilisierten Olympischen Ringen | Graues Symbol für Silbermedaillen mit stilisierten Olympischen Ringen | Braundes Symbol für Bronzemedaillen mit stilisierten Olympischen Ringen |
| ------------------------------------------------------------------- | --------------------------------------------------------------------- | ----------------------------------------------------------------------- |
| —                                                                   | —                                                                     | —                                                                       |

Im Skilanglauf war Neuseeland erstmals 1988 vertreten.

#### Snowboard
| Gelbes Symbol für Goldmedaillen mit stilisierten Olympischen Ringen | Graues Symbol für Silbermedaillen mit stilisierten Olympischen Ringen | Braundes Symbol für Bronzemedaillen mit stilisierten Olympischen Ringen |
| ------------------------------------------------------------------- | --------------------------------------------------------------------- | ----------------------------------------------------------------------- |
| —                                                                   | —                                                                     | 1                                                                       |

1998 war erstmals eine Athletin Neuseelands beim olympischen Snowboardwettbewerb vertreten. Die erste Medaille gewann 2018 Zoi Sadowski-Synnott mit Bronze in der Disziplin Big Air. Im Slopestyle wurde Carlos Garcia Knight Fünfter.
| Name                 | Spiele           | Disziplin | Anmerkung |
| -------------------- | ---------------- | --------- | --------- |
| Zoi Sadowski-Synnott | 2018 Pyeongchang | Big Air   |           |

### Jugendspiele

#### Jugend-Sommerspiele
Bei der ersten Austragung der Olympischen Jugend-Sommerspiele 2010 in Singapur nahmen 57 jugendliche Sportler, 22 Jungen und 35 Mädchen, in 16 Sportarten teil.
Aaron Barclay wurde Jugendolympiasieger im Triathlon. In der Leichtathletik gewann Jacko Gill Silber im Kugelstoßen. Ebenfalls Silber erkämpfte sich der Boxer Joseph Parker im Superschwergewicht. Die Hockeymannschaft der Mädchen gewann die Bronzemedaille nach einem 5:4-Sieg in der Verlängerung über Südkorea.
Drei weitere Silbermedaillen wurden in gemischten Mannschaften gewonnen. Diese Medaillen werden in der neuseeländischen Medaillenbilanz nicht aufgeführt. Aaron Barcley gewann zusammen mit seiner Teamkameradin Madeline Dillon Silber mit der gemischten Triathlon-Staffel Oceania 1. Der Springreiter Jake Lambert gewann auf seinem Pferd Le Lucky Silber mit der gemischten Mannschaft Australasia. Die dritte Silbermedaille gewann die Judoka Haley Baxter als Mitglied der gemischten Judomannschaft Belgrade.
Topplatzierungen erreichten die Schwimmer Matthew Stanley mit Platz 5 über 200 Meter und Platz 7 über 400 Meter Freistil und Chloe Francis mit Platz 5 über 200 Meter Lagen und Platz 6 über 200 Meter Freistil.

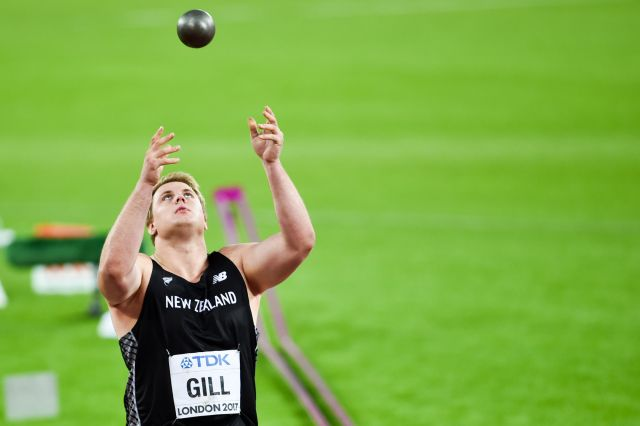
Jacko Gill, Jugendolympiasieger von 2010, bei der WM 2017
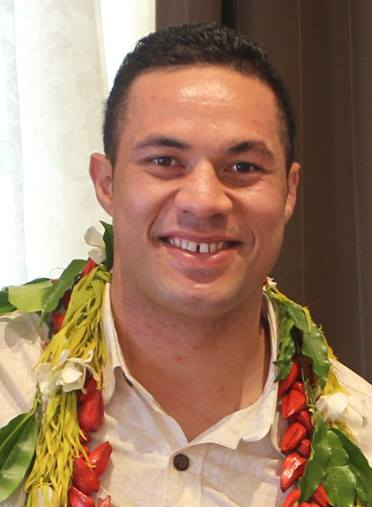
Joseph Parker, Silber 2010

2014 in Nanjing gingen 50 Athleten, 29 Jungen und 21 Mädchen, in 15 Sportarten an den Start.
Jugendolympiasieger wurden die Springreiterin Emily Fraser auf ihrem Pferd Exilio sowie der Turner Dylan Schmidt auf dem Trampolin. Daniel Hoy gewann Silber im Triathlon. Im Schwimmen gewannen Gabrielle Fa'amausili über 50 Meter Rücken sowie Bobbi Gichard über 100 Meter Rücken jeweils Bronze.
Eine Bronzemedaille wurde durch den Triathleten Daniel Hoy und seine Teamkameradin Elizabeth Stannard in der gemischten Mannschaft gewonnen. Diese Medaille wird in der Medaillenbilanz Neuseelands nicht berücksichtigt.
Der Segler Finn Croft erreichte Platz 6 in der Klasse Techno 293.

#### Jugend-Winterspiele
In Innsbruck fanden 2012 die ersten Jugend-Winterspiele statt. Die neuseeländische Mannschaft bestand aus 15 jugendlichen Athleten, neun Jungen und sechs Mädchen. Die besten Platzierungen erreichten der Freestyle-Skifahrer Beau-James Wells mit Platz 4 in der Halfpipe sowie Callum Burns mit Platz 4 in der Skill-Wertung des Eishockeys.
2016 wurden die zweiten Jugend-Winterspiele in Lillehammer durchgeführt. Neuseeland nahm mit elf Athleten, Jungen und Mädchen, teil. Der Freestyle-Skifahrer Finn Bilous konnte Silber in der Halfpipe und Bronze im Slopestyle gewinnen. Im Slopestyle erreichte Jackson Wells zudem Platz 6. Im Snowboard wurde Tiarn Collins Fünfter und Rakai Tait Sechster in der Halfpipe. Im Slopestyle erreichte Tiarn Collins Platz 4.

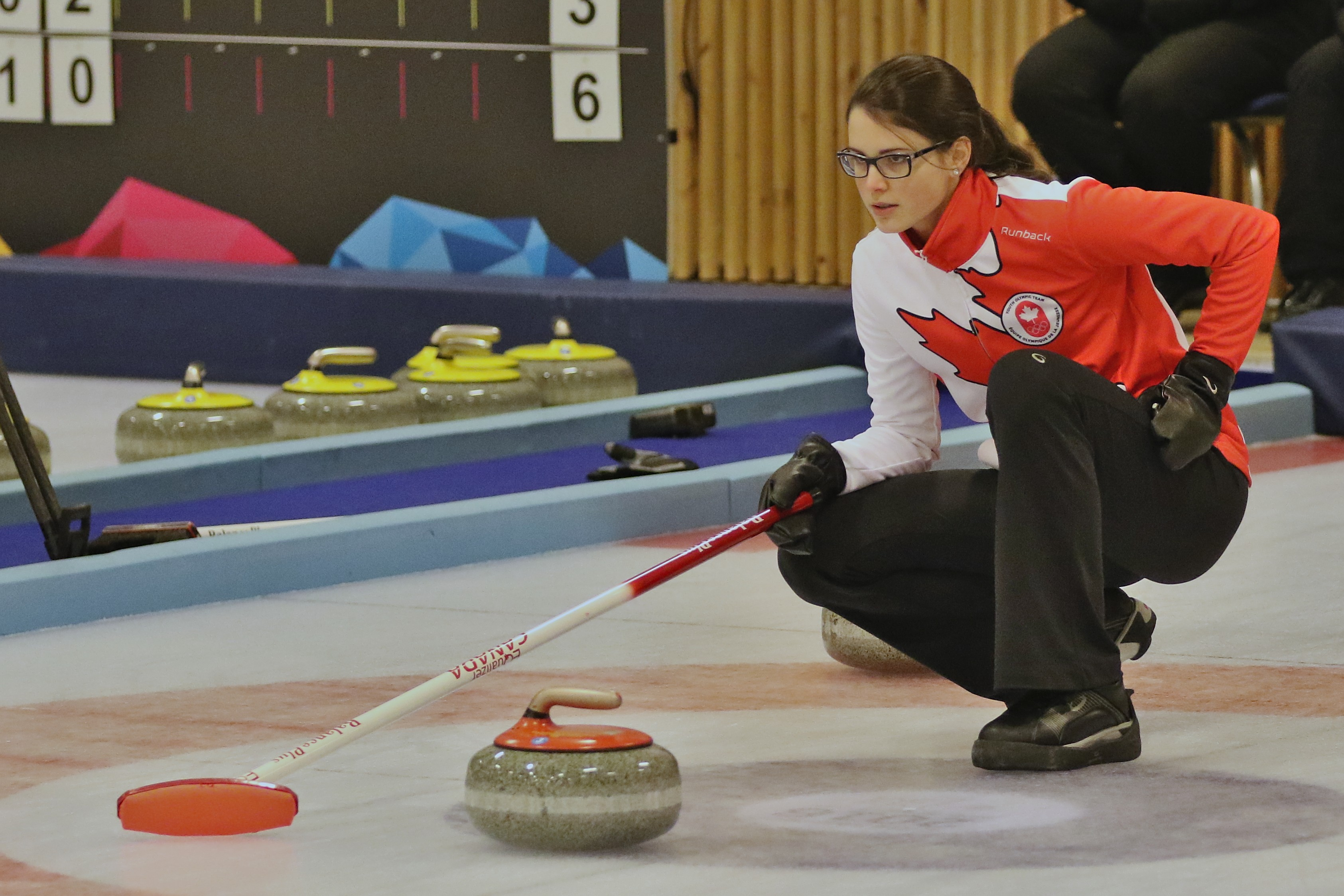
Mary Fay gewann 2016 Gold mit der gemischten Curlingmannschaft
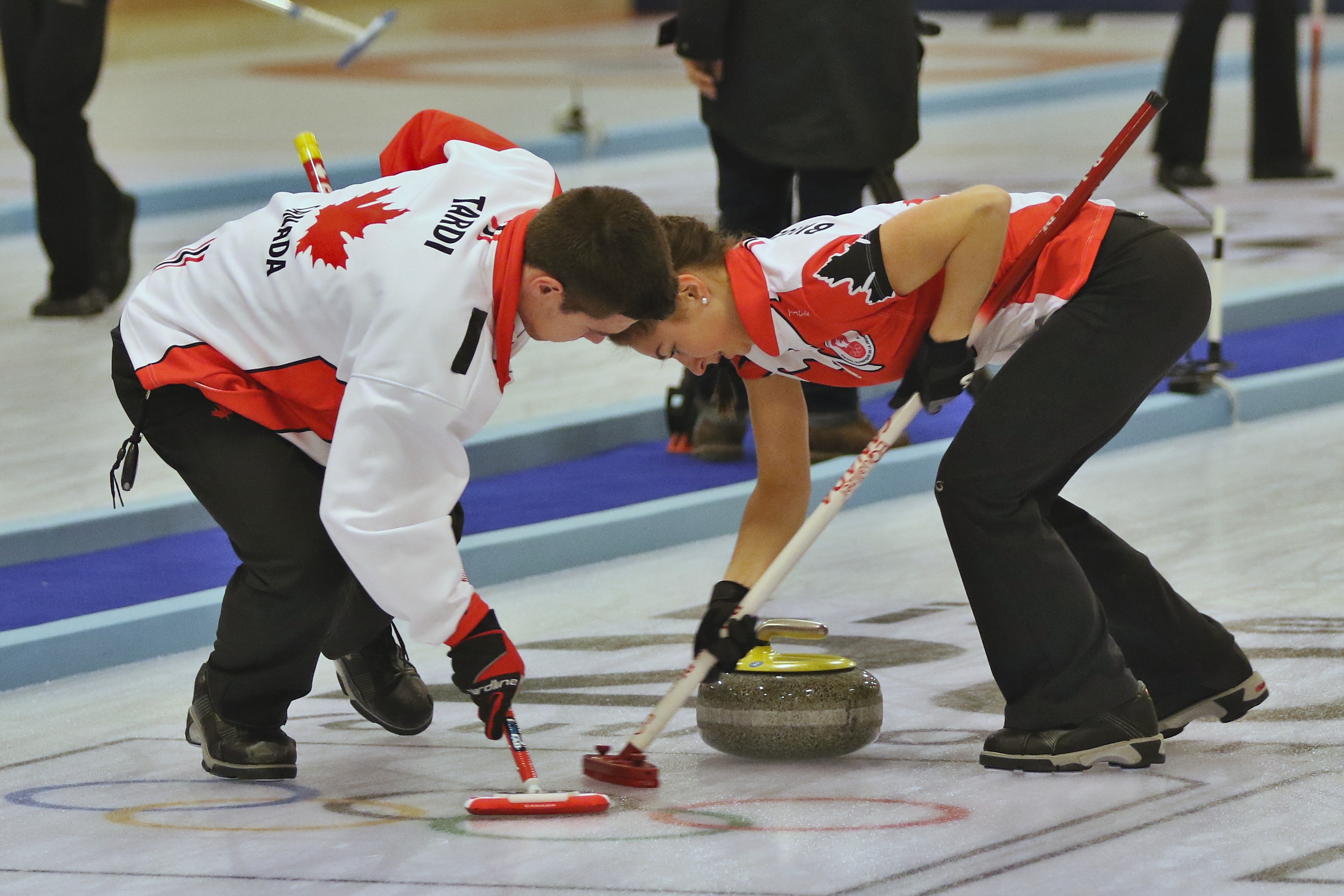
Tyler Tardi (l.) und Karlee Burgess vom Curlingteam 2016

## Medaillen nach Sportart
| Sportart       | Gold | Silber | Bronze | Gesamt |
| Rudern         | 11   | 3      | 10     | 24     |
| Leichtathletik | 10   | 3      | 11     | 24     |
| Segeln         | 9    | 7      | 6      | 22     |
| Kanusport      | 7    | 3      | 2      | 12     |
| Reiten         | 3    | 2      | 5      | 10     |
| Schwimmen      | 2    | 1      | 3      | 6      |
| Radsport       | 1    | 3      | 4      | 8      |
| Triathlon      | 1    | 1      | 1      | 3      |
| Hockey         | 1    | 0      | 0      | 1      |
| Schießen       | 0    | 1      | 1      | 2      |
| Golf           | 0    | 1      | 0      | 1      |
| Rugby Sevens   | 0    | 1      | 0      | 1      |
| Gesamt         | 46   | 27     | 44     | 117    |

| Sportart      | Gold | Silber | Bronze | Gesamt |
| Ski Alpin     | 0    | 1      | 0      | 1      |
| Freestyle Ski | 0    | 0      | 1      | 1      |
| Snowboard     | 0    | 0      | 1      | 1      |
| Gesamt        | 0    | 1      | 2      | 3      |

## Medaillenspiegel
|                         |    |    |    | Gesamt | Rang |
| ----------------------- | -- | -- | -- | ------ | ---- |
| Olympische Sommerspiele | 46 | 27 | 44 | 117    | 23   |
| Olympische Winterspiele | 0  | 1  | 2  | 3      | 36   |
| Gesamt                  | 46 | 28 | 46 | 120    | 25   |

|                                |   |   |   | Gesamt | Rang |
| ------------------------------ | - | - | - | ------ | ---- |
| Olympische Jugend-Sommerspiele | 3 | 3 | 3 | 9      | 35   |
| Olympische Jugend-Winterspiele | 0 | 1 | 1 | 2      | 29   |
| Gesamt                         | 3 | 4 | 4 | 11     | 40   |